# Musei civici di Pavia
Die Stadtmuseen von Pavia (Musei Civici di Pavia) sind eine Gruppe von Museen in Pavia, Lombardei, Norditalien, die sich im 1360 von Galeazzo II. Visconti erbauten Castello Visconteo befinden. Die Museen umfassen die Pinacoteca Malaspina, das Archäologische Museum, den Langobardische Saal, eine romanische, eine gotische und eine der Renaissance gewidmete Sektion, die Quadreria dell’Ottocento, die Collezione Morone, das Museum des Risorgimento, das Museum Luigi Robecchi Brichetti und die Krypta von Sant’Eusebio.

## Geschichte
Das Museum wurde nach dem Willen des Markgraf Luigi Malaspina di Sannazzaro (1754–1835) – Aufklärer, Künstler und Architekt – eingerichtet, der der Gemeinde nach seinem Tod seine Kunstsammlung schenkte. Die Sammlung, die im Laufe der Zeit durch zahlreiche Spenden bereichert wurde (die Kunstsammlungen von Carlo Bonetta 1870, von Camillo Brambilla und von Francesco Reale 1893, die Sammlung Giulietti 1913 und weitere später), war zunächst im Palazzo Malaspina untergebracht und wurde erst 1951 in das Schloss verlegt.

## Die Sammlungen des Museums
Die Arkaden im Erdgeschoss des Schlosses beherbergen das Lapidarium, in dem Fundstücke aus Pavia und in geringerem Maße aus dem umliegenden Gebiet in chronologischer Reihenfolge ausgestellt werden. Sie zeugen von der Bedeutung, die die Stadt in römischer Zeit erreicht hatte. Ein großer Teil der ausgestellten Stücke stammt nicht aus Ausgrabungen, sondern wurde im Laufe des 19. Jahrhunderts in mittelalterlichen Kirchen und Gebäuden gefunden: Pavia verfügte in seiner Nähe über keine Steinbrüche und nutzte daher im ganzen Mittelalter die Ruinen der römischen Gebäude, um sich mit Marmor, Granit und anderen Steinen zu versorgen. Unter den aus der Region stammenden Stücken sind die aus ägyptischem Granit und aus prokonnesischem Marmor zu erwähnen, die in Corteolona (curtis Ollone) gefunden wurden, wo sich der Palast des langobardischen Königs Liutprand befand. Sie sind Teil einer Sammlung von Funden, die aus Rom hergebracht wurden, wahrscheinlich 729 nach dem Besuch Liutprands bei Papst Gregor II. Während dieser Reise hatte der König die Reliquien des Heiligen Anastasius verehrt und bei seiner Rückkehr dem Heiligen die Kirche und das Kloster im königlichen Palast von Corteolona gewidmet. Entlang der Südseite der Portikus befinden sich mehrere Sarkophage aus römischer Zeit, die fast alle aus Granit aus den Alpen hergestellt wurden. Sie bestehen aus zwei separaten Elementen: dem Deckel und der Truhe. Sarkophagen wurden im Mittelalter oft wiederverwendet, sowohl als Gegenstände des täglichen Bedarfs (Becken, Tränken für Tiere, Behälter) als auch zur Bestattung berühmter Persönlichkeiten oder Heiliger. In diesem Fall wurde die römische Inschrift oft entfernt, verändert oder durch eine neuere ersetzt.

## Archäologisches Museum
Der erste Saal ist Ticinum (der römische und frühmittelalterliche Name der Stadt Pavia) in römischer Zeit gewidmet. Unter anderem wird eine Grabstätte, bestehend aus gemauerten Brandgräbern und einem Grabstein aus dem 1. Jahrhundert n. Chr., gezeigt, die in Casteggio gefunden wurde. Der Saal beherbergt auch die Funde aus einer keltischen Nekropole, die 1957 in Santa Cristina e Bissone entdeckt wurde. Ihre Ausstattung aus dem 2. Jahrhundert v. Chr. ist durch Objekte keltischer Tradition (wie Bestattungsurnen) in Kombination mit typisch römischen Produkten gekennzeichnet, wie die Schwarzfirnis-Keramiken. Genauso ist auch ein Grab aus dem 1. Jahrhundert v. Chr. in Pavia ausgestellt, das sowohl keltische Gegenstände (Keramiken und Fibeln) als auch römische Gegenstände zeigt (die Ziegel, mit denen das Grab verkleidet ist, und das Balsamarium). Es handelt sich um Zeugnisse des fortschreitenden Eindringens der römischen Kultur in die keltische Welt Norditaliens. Ebenfalls aus dieser Zeit stammt ein sehr interessanter silberner Kelch, mit einer Inschrift am Rande, bestehend aus einem ligurischen Namen (Vecon Irumeli), gefolgt von einer römischen Gewichtsangabe, gefunden bei Zerbo in einer Gruppe von gallo-romanischen Brandgräbern aus dem 2. Jahrhundert v. Chr.
Im II. Saal ist die ägyptische Sammlung ausgestellt, gespendet von Markgraf Luigi Malaspina di Sannazzaro (der sie von Giuseppe Nizzoli, einem Bürger von Pavia und Kanzler des österreichischen Konsulats in Alexandria, Ägypten, zwischen 1818 und 1828 erwarb), bestehend aus etwa 150 Papyrus-Funden, Kanopenkrüge, Amuletten und kleinen Bronzestatuetten. Die ägyptische Sammlung ist nicht der einzige Bereich des Museums, der Materialien enthält, die nicht aus dem Gebiet von Pavia stammen: es sei hier auf eine Sammlung von punischen Keramiken aus dem 6. Jahrhundert v. Chr. hingewiesen, die fast sicher von der Nekropole von Tharros auf Sardinien stammen und von Francesco Reale im Jahre 1892 hinterlassen wurden, oder auf die Sammlung von Vasen aus der Magna Graecia (darunter ein großer Glockenkrater, der dem Iris-Maler [etwa 400–350 v. Chr.] zugeschrieben wird) aus dem 19. Jahrhundert.

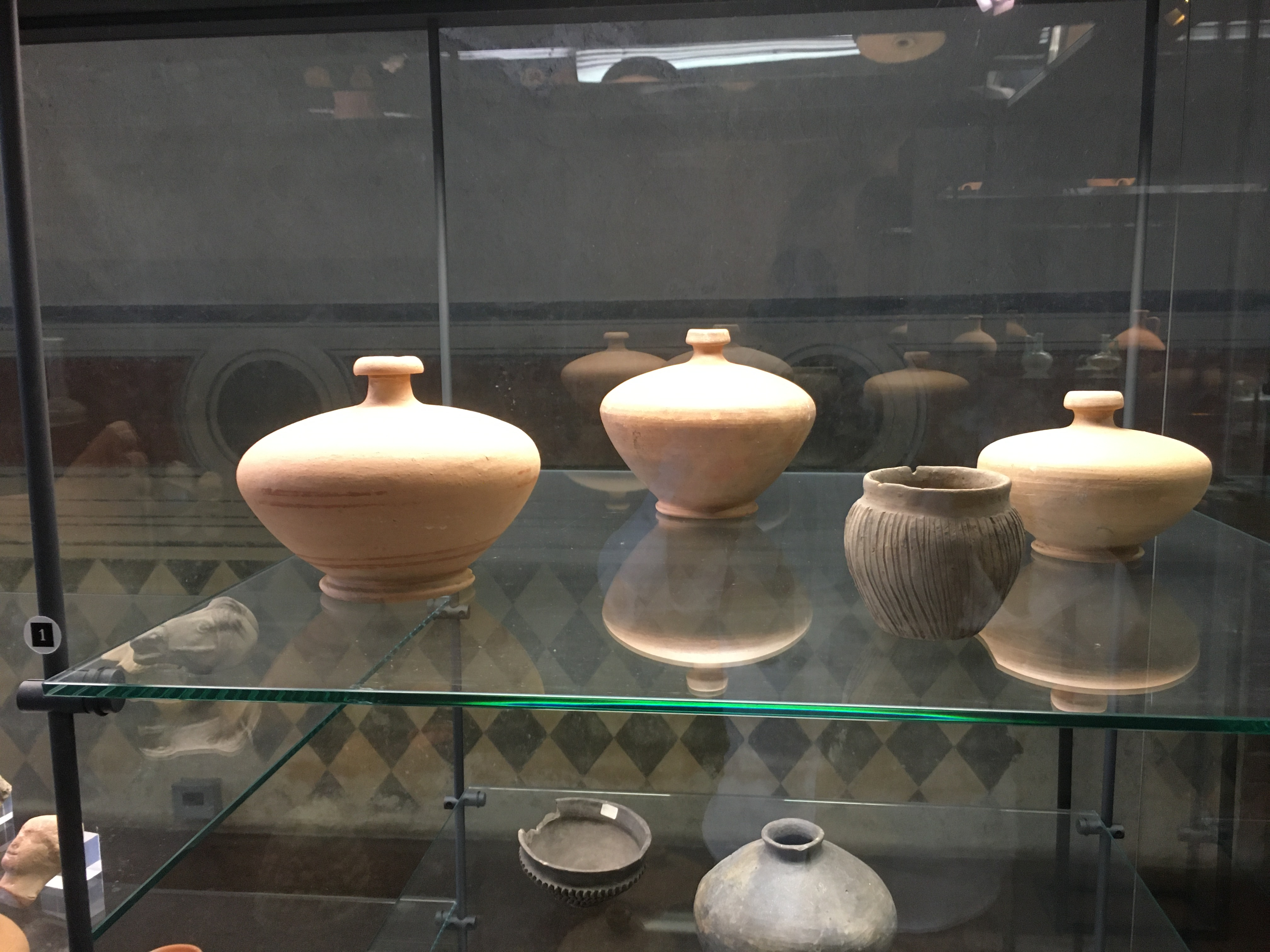
Keltische Keramik
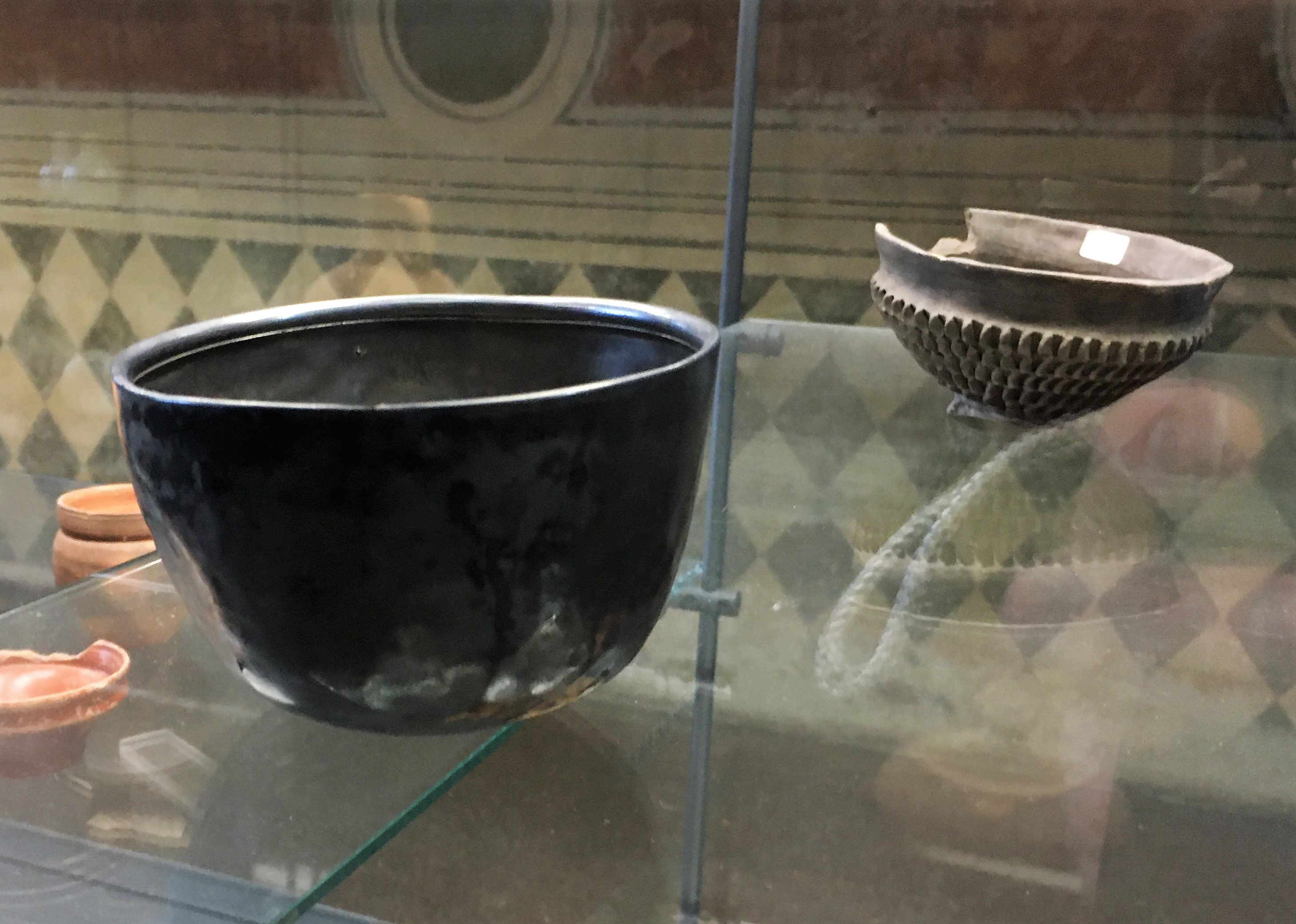
Silberschale aus der keltischen Nekropole von Zerbo, 2. Jhd. nach Chr.
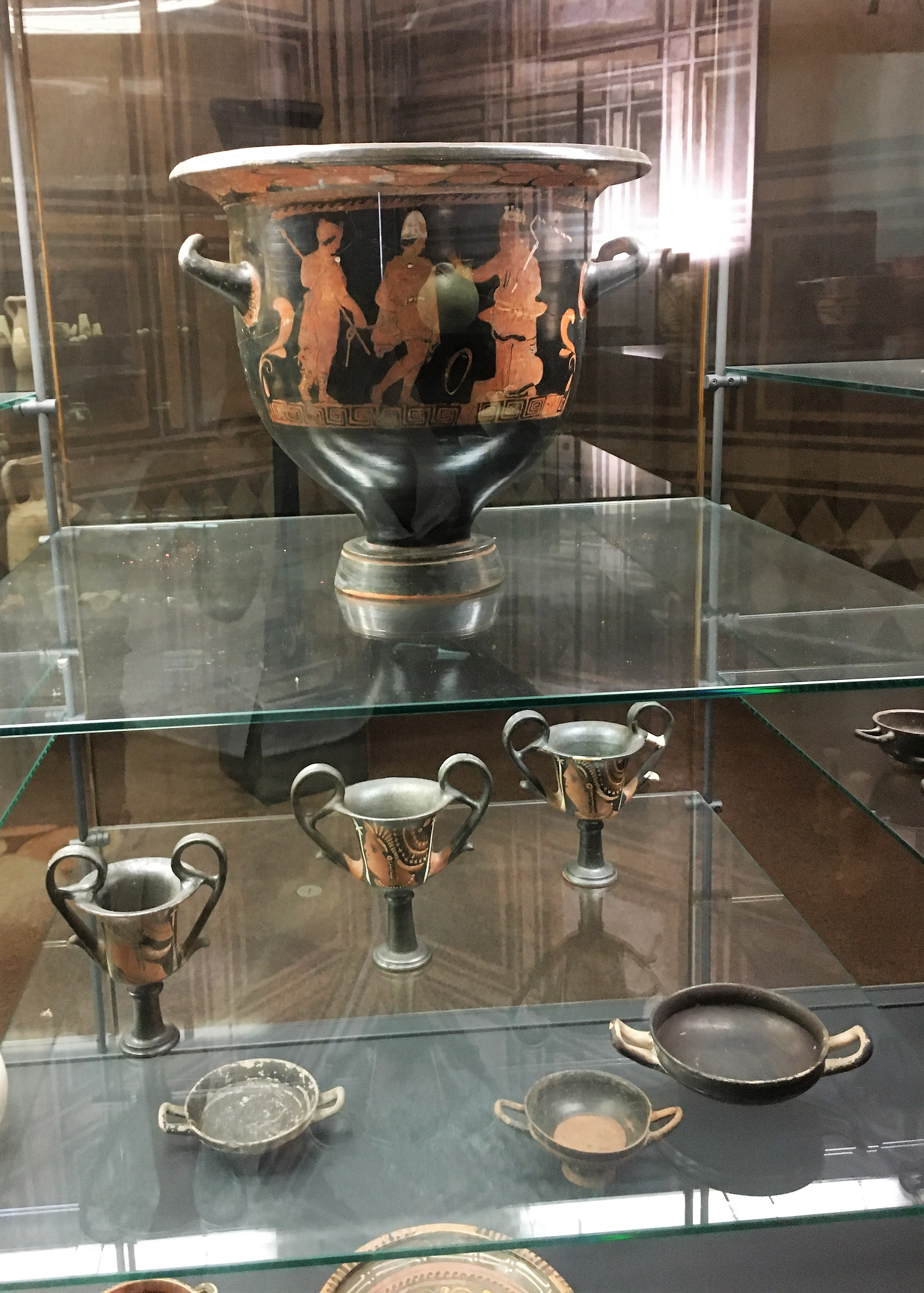
Italische Keramik
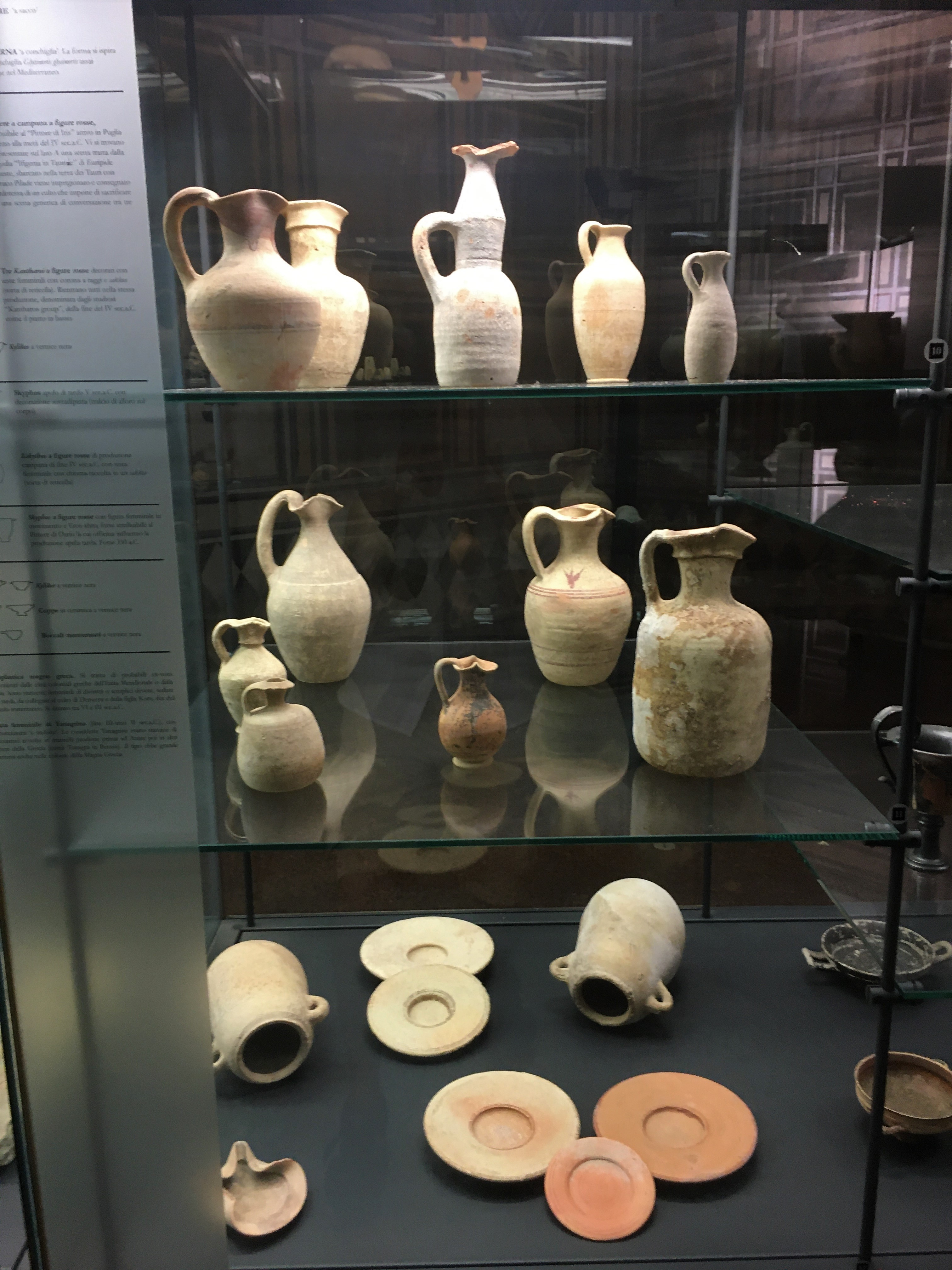
Punische Keramik
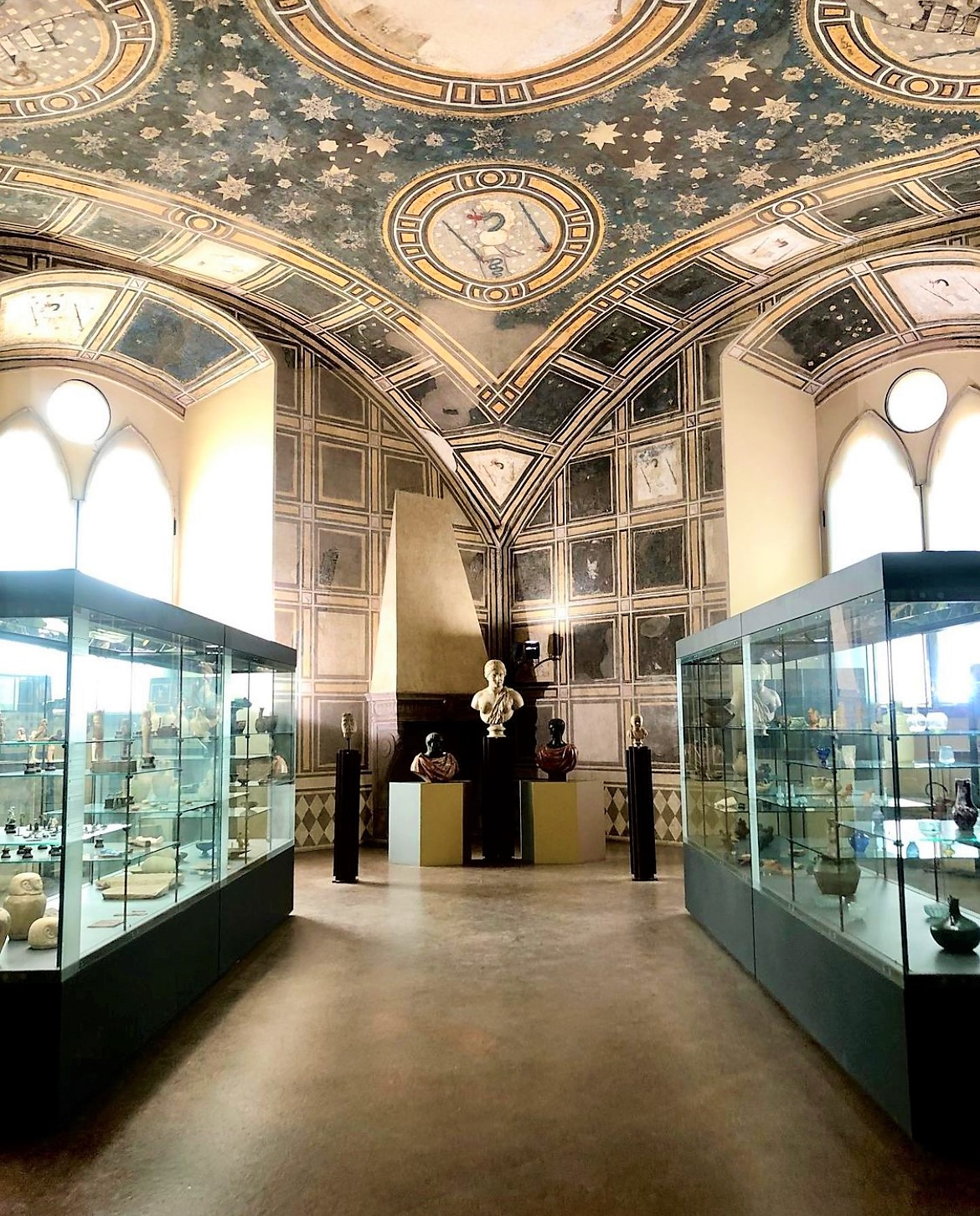
Die ägyptische Sammlung
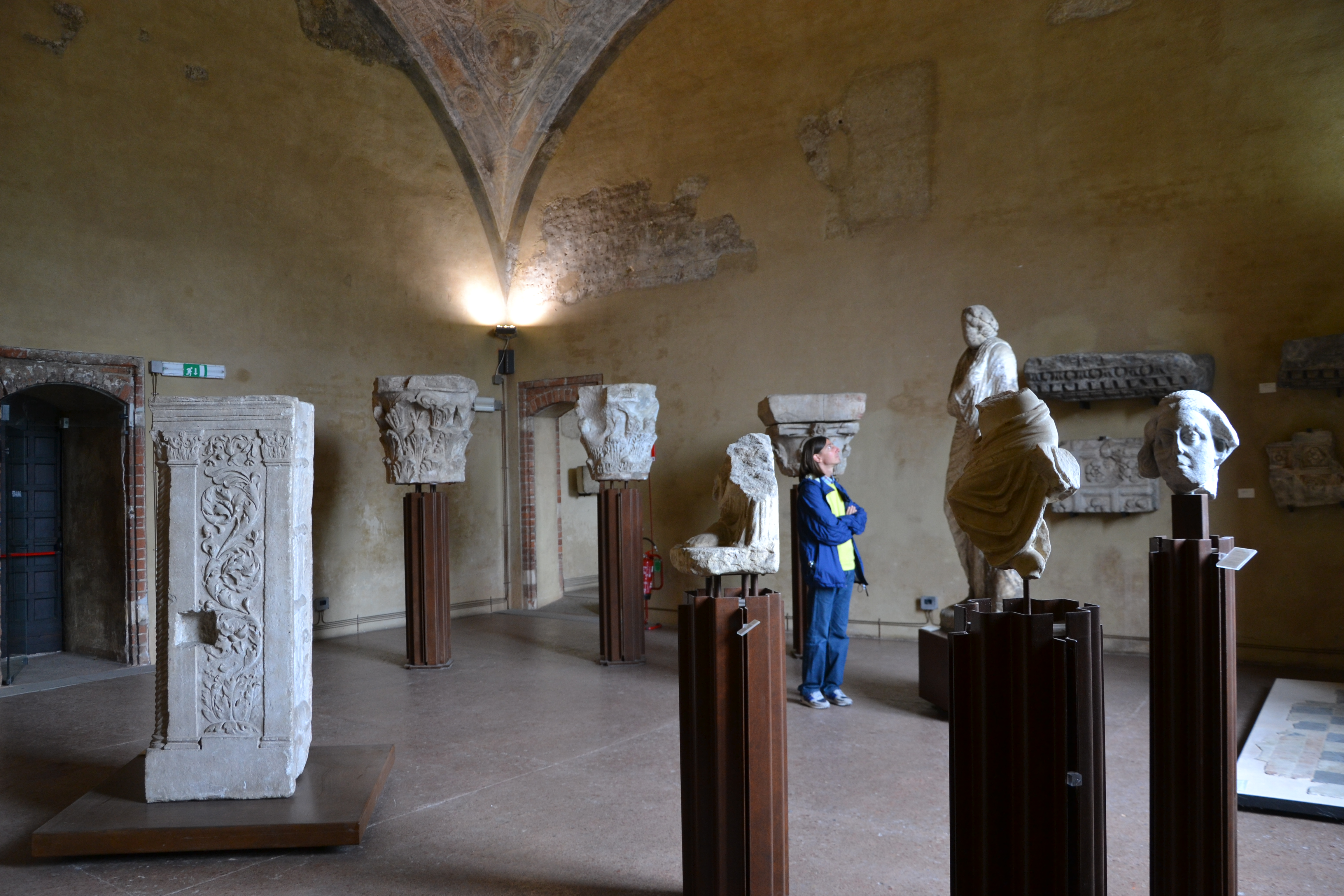
Ein Saal der römischen Abteilung
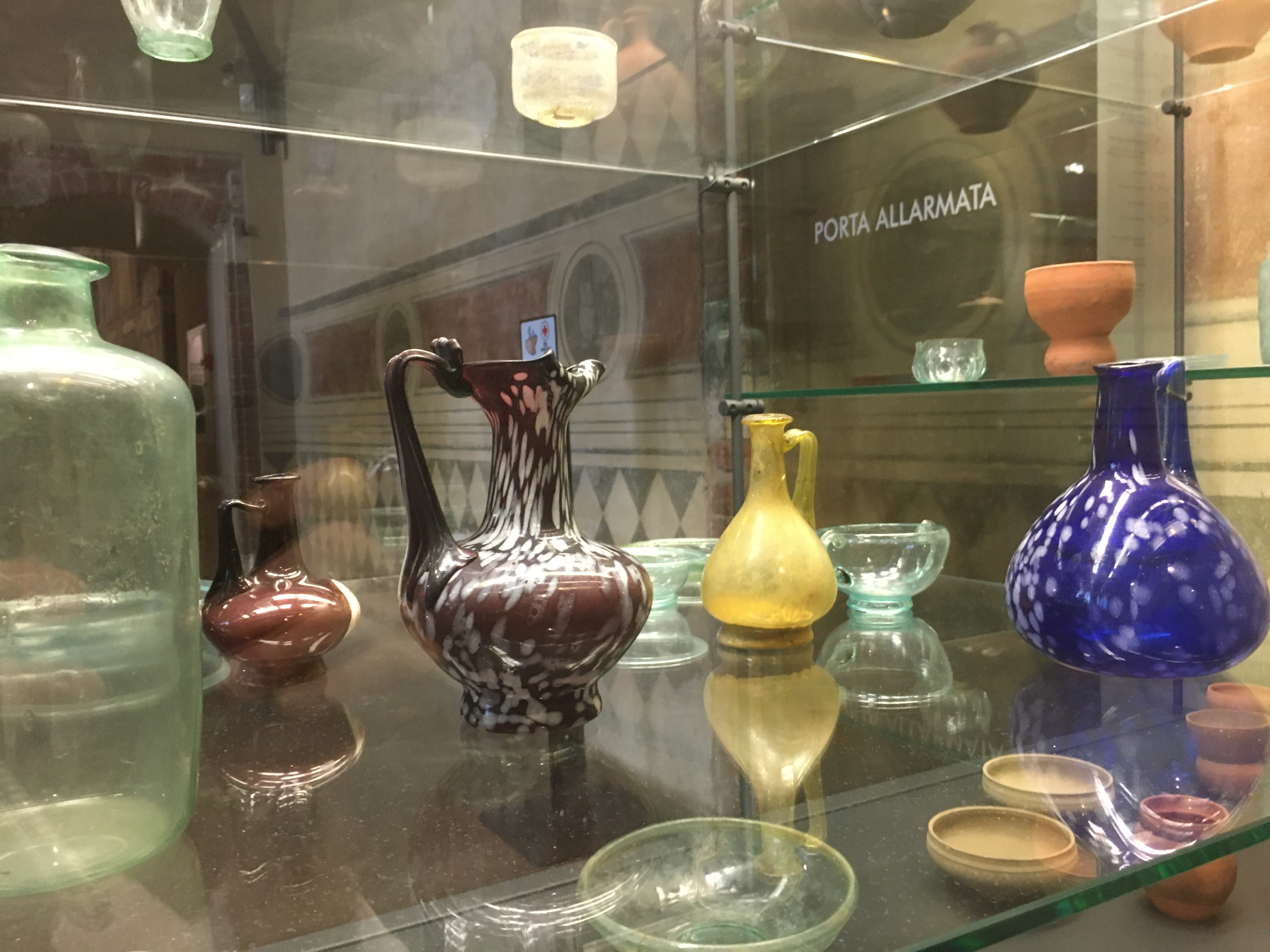
Glas aus römischer Zeit
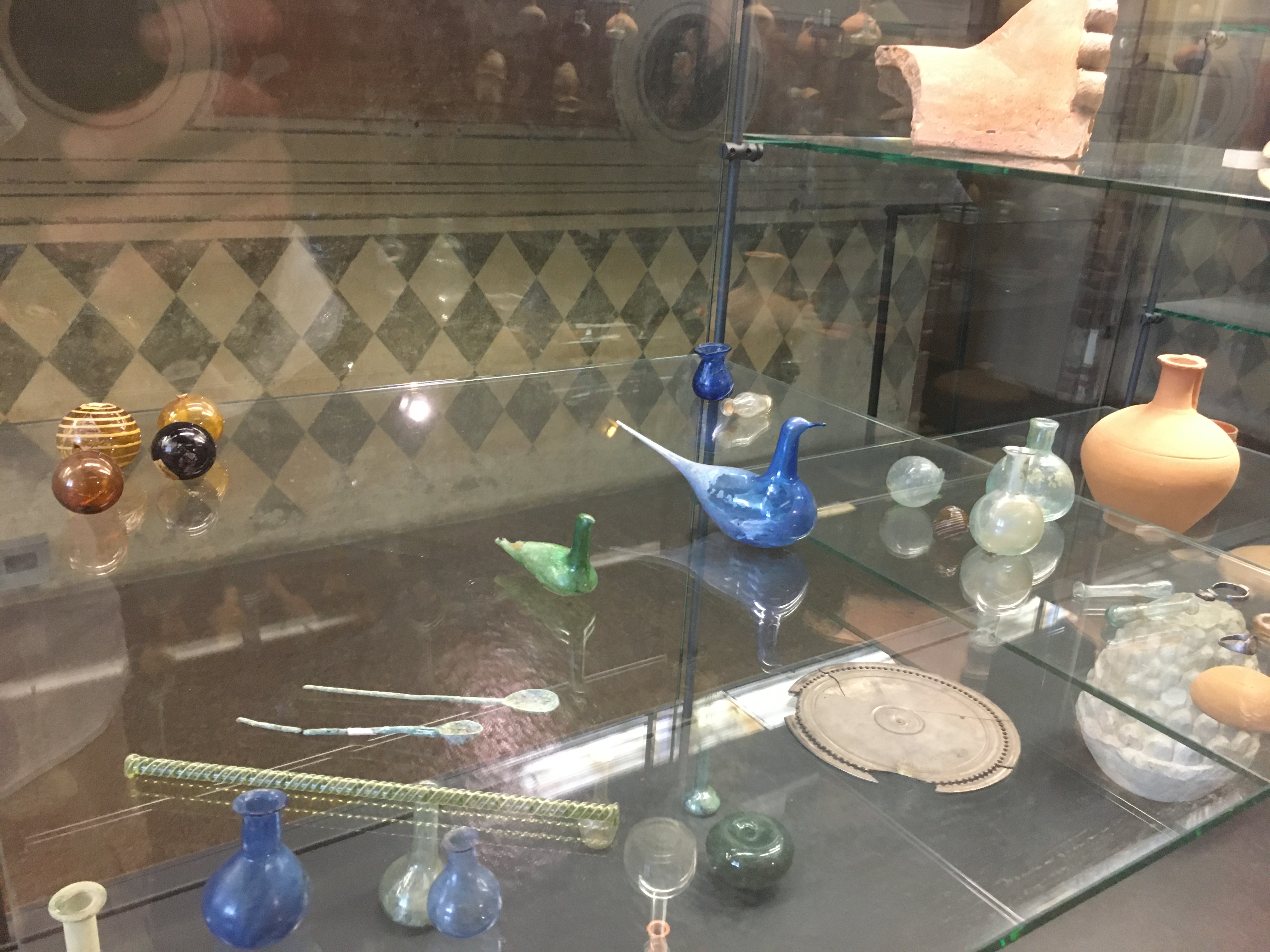
Balsamaria aus römischer Zeit
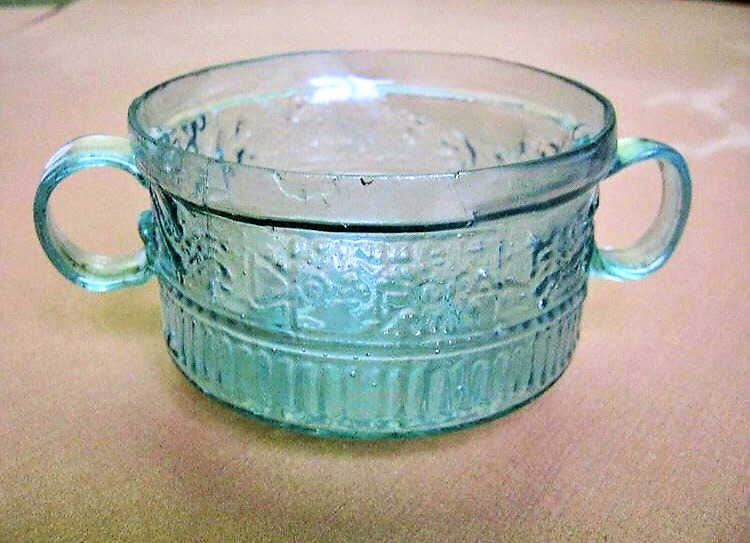
Der Kelch von Ennion
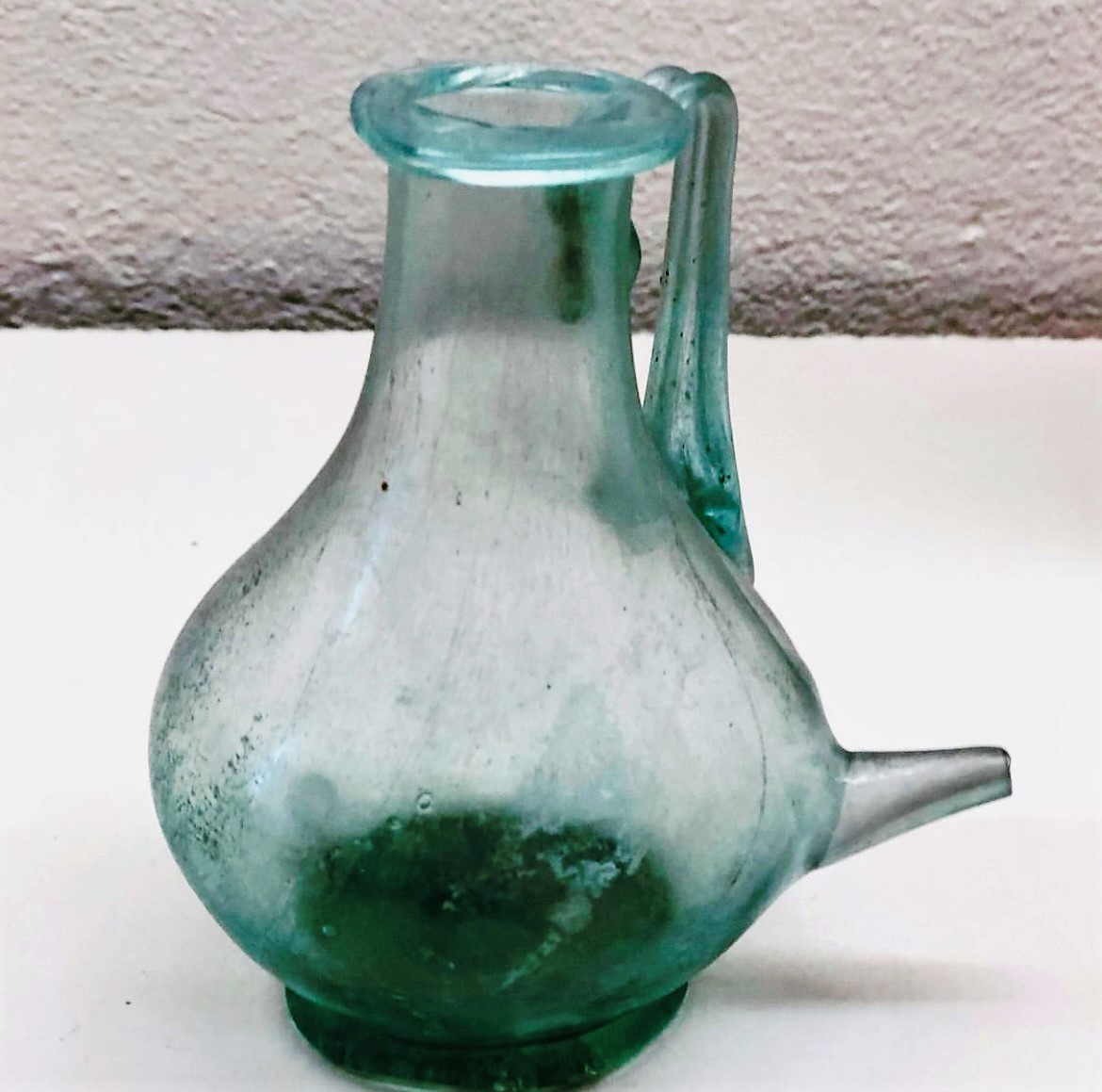
Garum-Amphoriskos

In der gleichen Halle befindet sich auch die Sammlung von Gläsern aus römischer Zeit, wahrscheinlich die bedeutendste in Norditalien. Sie enthält seltene Stücke höchster Qualität. Ein großer Teil der Funde wurde dem Museum im 19. und frühen 20. Jahrhundert geschenkt und war vorher Teil lokaler privater Sammlungen archäologischer Funde aus der Region und der Stadt Pavia. Die gute Erhaltung dieser Stücke lässt auf Nekropolen als Fundorte schließen. Ab dem Ende des 1. Jahrhunderts v. Chr. und vor allem im Laufe des 1. Jahrhunderts n. Chr. verbreiteten sich in der römischen Umgebung Glasbehälter für Salben und Parfüms. Diese Objekte, insbesondere die Ampullen, wurden ab dem augusteischen Zeitalter in großer Menge in der Gegend entlang des Ticino und am Lago Maggiore, vom Kanton Tessin bis nach Pavia hergestellt. Diese Werkstätten spezialisierten sich in dieser Zeit auch auf die Herstellung von kugelförmigen Balsamaria aus farbigem Glas und mit der charakteristischen Traubenform, wie einige Exemplare in der Sammlung der Musei Civici belegen.
Typisch für die Nekropolen im Nordwesten Italiens und insbesondere für die Gebiete entlang des Tessins sind die Balsamaria in Form eines Zapfens, von denen einige Exemplare im Museum aufbewahrt werden. Es handelt sich um Modelle, die wahrscheinlich in lokalen Werkstätten hergestellt wurden. Im Laufe des 1. Jahrhunderts n. Chr. imitierten sie die Produktionsprozesse der syrischen und palästinensischen Glasmachermeister. Wahrscheinlich gehören zu einigen dieser Werkstätten mehrere Flaschen mit Prägung am Boden und imitierten metallischen Behältern. Insbesondere enthält die Sammlung einige Exemplare mit dem Stempel von Gaius Salvius Gratus, von denen nur 30 Exemplare erhalten sind, die fast alle in Norditalien gefunden wurden, und von Gaius Cesidius Cerdon, von denen nur fünf Stück aus der ganzen römischen Welt belegt sind.
Neben Behältern für Salben, Schminke oder Medikamenten werden in der Sammlung auch zahlreiche Glasgefässe aus Kantinen, wie Tassen, Krüge, Gläser oder Flaschen, gezeigt. Daneben wurden auch einige besondere Produkte hergestellt, wie ein Amphoriskos mit Ausguss, um Garum daraus auszugießen.
Es werden auch einige seltene Gläser aus Syrien und Palästina ausgestellt, Luxusprodukte, die im Laufe des 1. Jahrhunderts n. Chr. in den Westen und insbesondere nach Norditalien exportiert wurden.
Eines der repräsentativsten Exemplare ist ein zylindrische Kelch, der in Sidon vom Glasbläser Ennion hergestellt wurde, einer der wenigen Meister der Zeit, die ihre Produkte signiert haben. Dekoriert ist der Kelch mit Weinreben und Efeu und mit einer tabula ansata in griechischen Buchstaben. Wahrscheinlich ist der seltene blaue Kantharos aus Glas, der im 19. Jahrhundert in Frascarolo gefunden wurde und in der Sammlung ausgestellt wird, ebenfalls orientalischer Herkunft. Ebenso das Balsamarium aus mattblauem Glas sechseckigen Schnittes mit Tannenzapfen und Trauben.
Im 2. Jahrhundert n. Chr. begannen einige Städte am Rhein, insbesondere die Colonia Claudia Ara Agrippinensium (Köln), große Mengen an Glaswaren herzustellen, die auch nach Italien exportiert wurden. Das beweisen mehrere im Museum aufbewahrte Stücke. Zwischen dem 3. und 4. Jahrhundert n. Chr. wurden Glaswaren seltener, und die Vielfalt der Formen nahm merklich ab. Hauptsächlich wurden aus dieser Epoche Flaschen und Gläser gefunden, aber auch ein seltener Krug, der im Rheintal hergestellt wurde, aus farbigem Glas und mit weißen Glasfäden verziert. Er ahmt in Form und Farbwiedergabe Behälter aus Metall ähnlicher Form nach.
Neben den Gläsern befinden sich in der Sammlung einige Skulpturen aus der römischen Zeit, die in der Stadt und in der Region gefunden wurden. Unter diesen sticht die römische Kopie einer griechischen Marmorbüste von Kephisodotos dem Älteren aus dem 1.–2. Jahrhundert n. Chr. hervor, die Artemis Soteira darstellt.
Die Hallen III und IV zeigen weitere Funde aus der Römerzeit, die in Pavia und Umgebung gefunden wurden: gewöhnliche Keramik, Bronzen, Terra Sigillata, feine Tafelkeramik, Gläser und große architektonische und skulpturale Funde. Darunter die Statue eines Mannes in Toga aus dem 1. bis 2. Jahrhundert n. Chr., die vor dem westlichen Stadttor (Porta Marenga) gefunden wurde. Interessanterweise wurde die Statue im Mittelalter „Der Stumme mit dem Seil um den Hals“ (muto dal laccio al collo) genannt. Stumm, weil der Mund der Statue zerstört ist, während das Seil eigentlich die Falte der Toga ist, die falsch interpretiert wurde. Unter den Skulpturen aus römischer Zeit gibt es auch ein weibliches Porträt aus griechischem Marmor, das zu einer Grabstatue gehört. Sie zeigt eine reife Frau mit tief eingefallenen Augen und im Nacken zusammengehaltenen Haaren, Zeugnis ausgefeilter Bildhauerkunst aus Pavia am Ende des 3. Jahrhunderts n. Chr. Von einem Grabmal stammt auch eine Marmorskulptur mit dem Bild von Attis aus dem 1. Jahrhundert n. Chr.

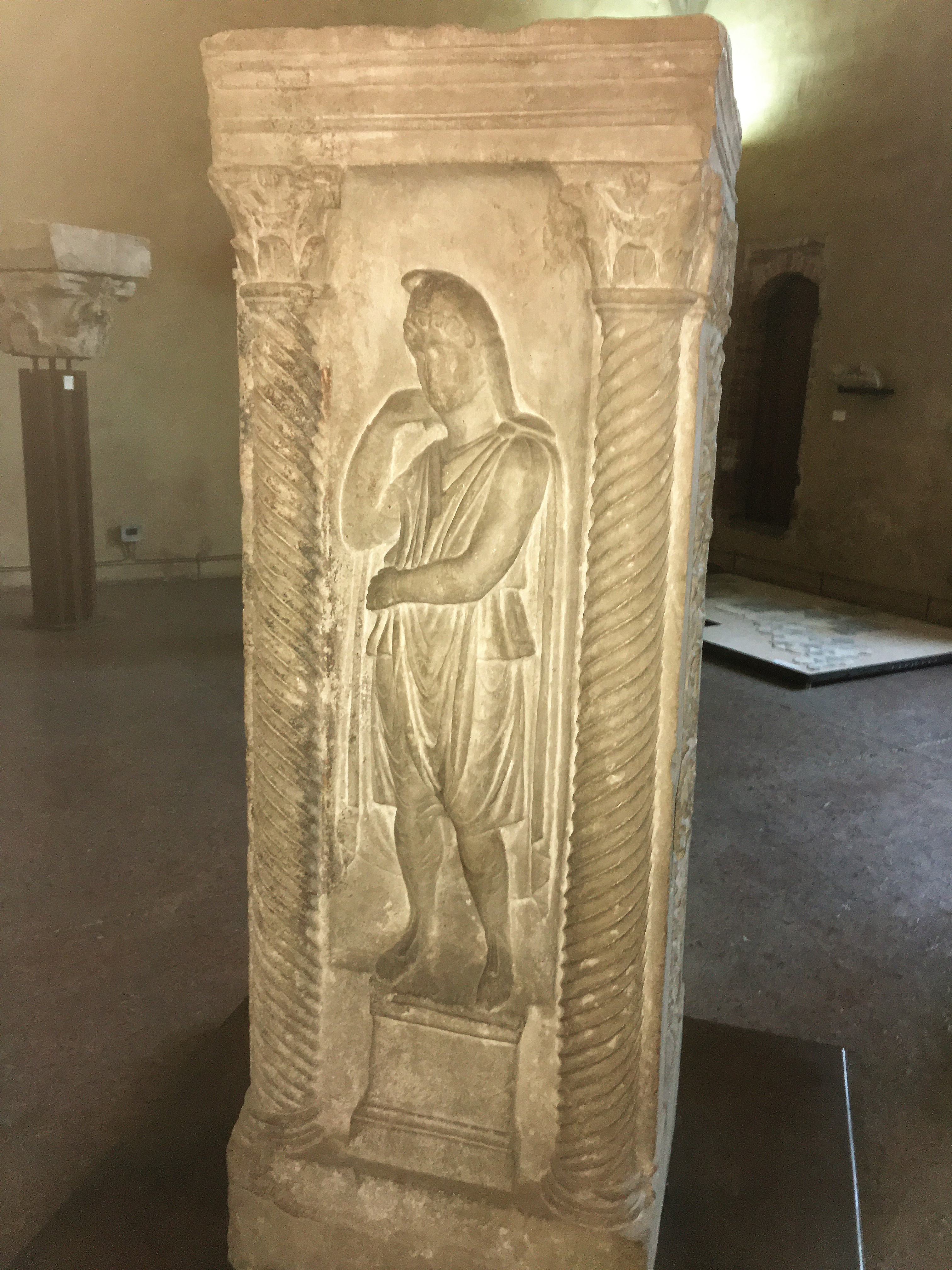
Grabmonument mit einer Figur von Attis, 1. Jhd. nach Chr.
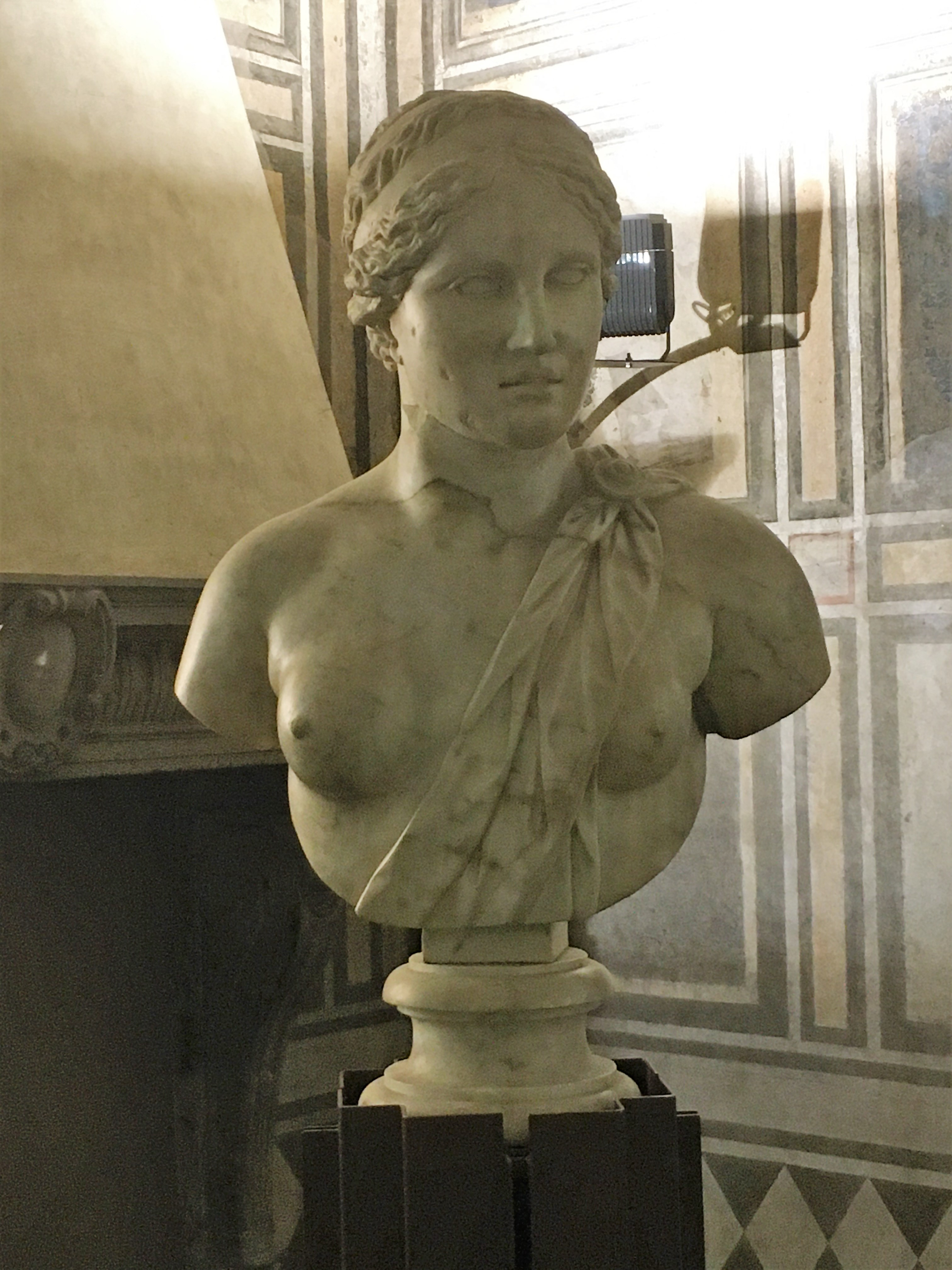
Artemis Soteira von Kephisodotos dem Älteren, römische Kopie aus dem 1.–2. Jhd. nach Chr.
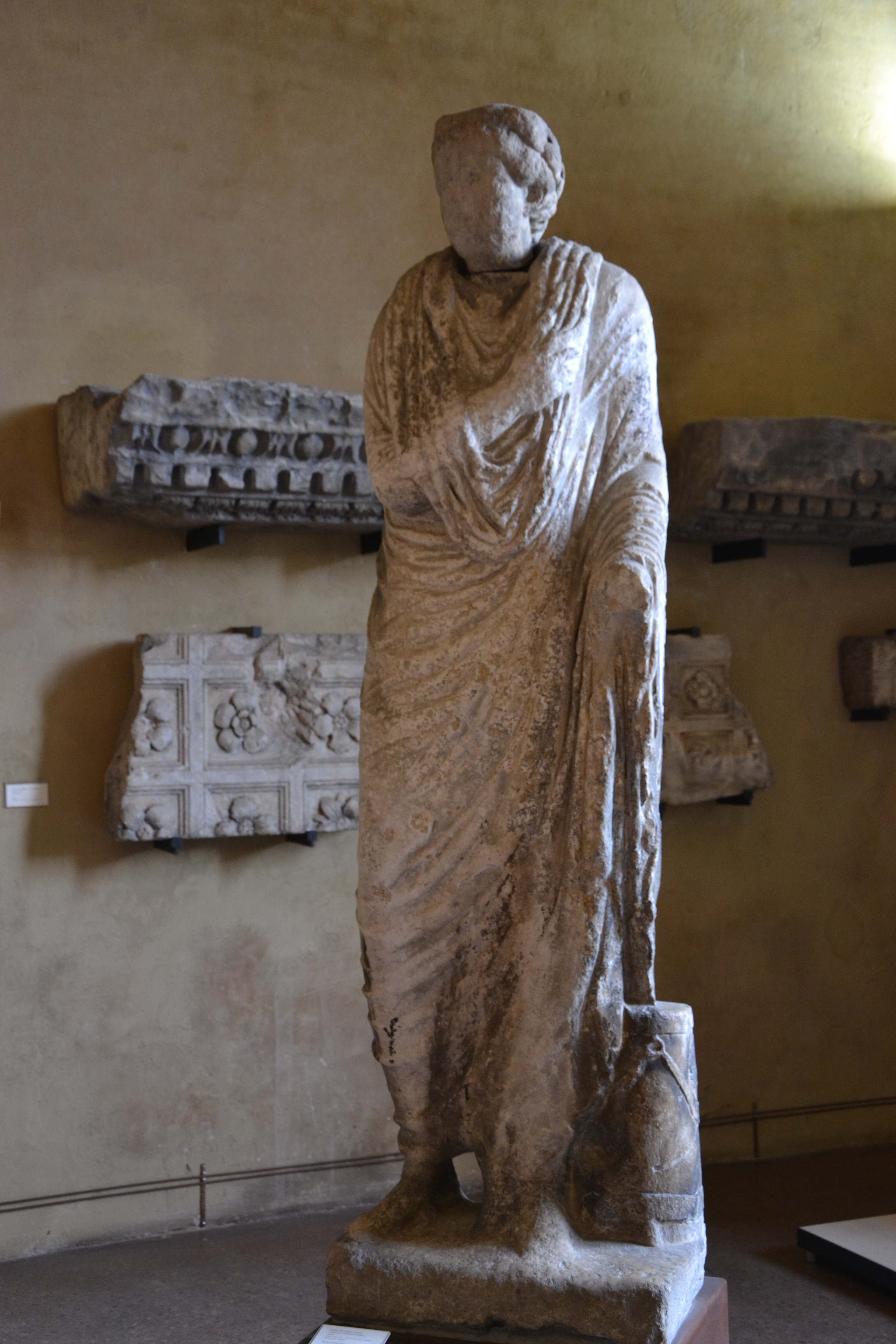
Der Stumme mit dem Seil um den Hals
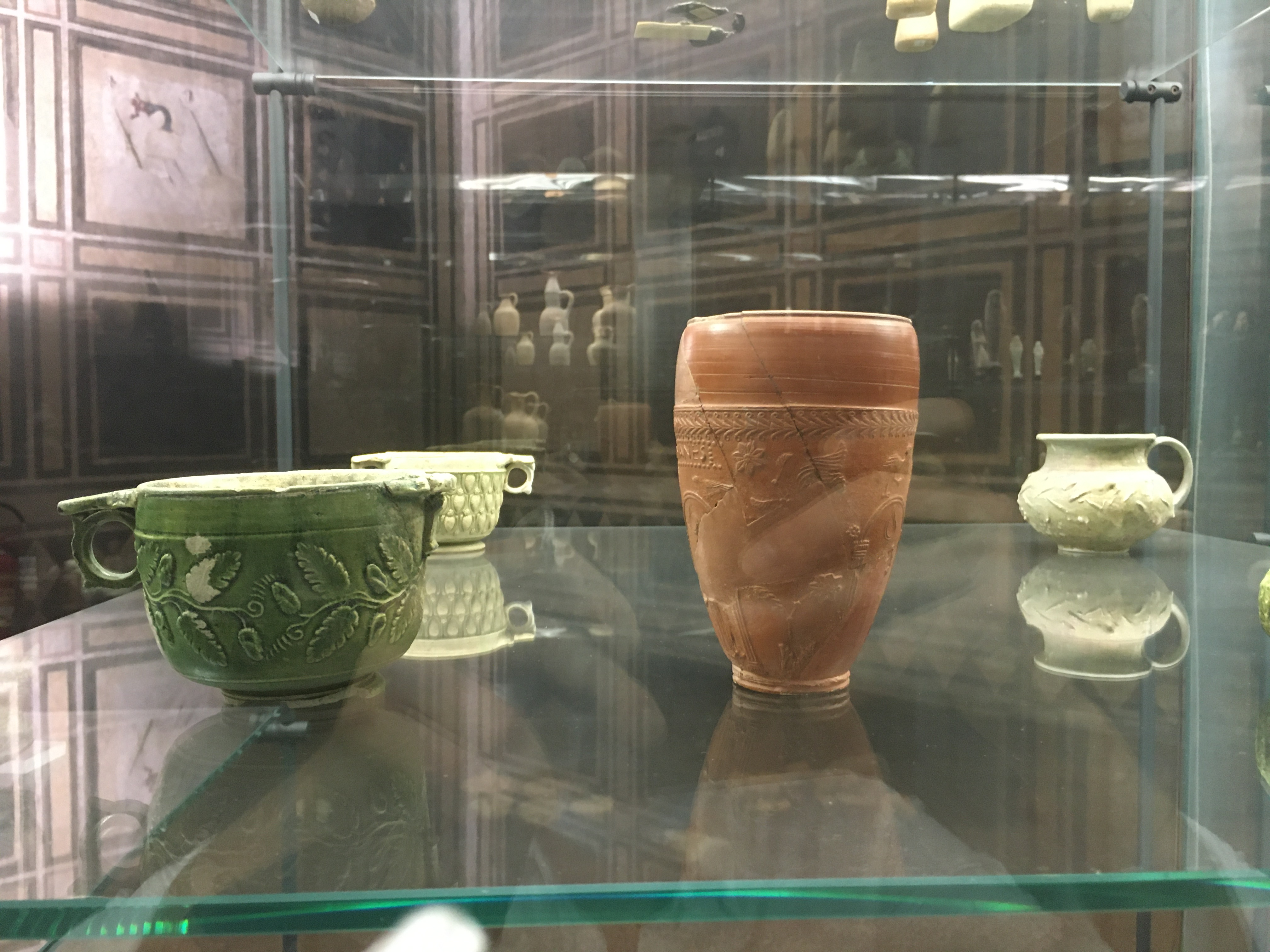
Feine Tafelkeramik und Terra Sigillata

## Der Langobardische Saal
Der Langobardische Saal vereint Funde und Kunstwerke aus Pavia aus der Zeit zwischen dem 5. und 10. Jahrhundert, einer der wichtigsten Zeiten für die Stadt: von 493 bis 561 königliche Residenz des Ostgotenreichs, von 572 bis 774 Hauptstadt des Königreichs der Langobarden und von 774 bis 1024 Reichsitaliens.
Aus der Zeit der Spätantike und Gotenherrschaft im 5. Jahrhundert stammen Münzen und Schmuckstücke, die in den Dörfern Zeccone und Trivolzio gefunden wurden. Es handelte sich wahrscheinlich um Schätze reicher Besitzer aus der Gegend, die in Zeiten großer Spannungen versteckt und dann nie wieder geborgen wurden. Unter den Schmuckstücken finden sich goldene, verzierte Ringe mit ovaler Lünette sowie goldene Halsketten, entweder geflochten oder mit verbundenen Gliedern, mit kunstvoll verzierten Verschlüssen.
Beachtung verdienen weiterhin zwei Ausstellungsstücke aus dem sogenannten Schatz von San Michele Maggiore, die 1968 bei der Erneuerung der Heizung der Basilika zwischen dem Chor und der rechten Seite des Querschiffs unter einem Grab gefunden wurden. Es handelt sich um reich verzierte, kostbare, silberne Stücke, einen Löffel und ein Teller, sehr wahrscheinlich aus dem Anfang des 6. Jahrhunderts. Der Löffel ist vergoldet mit geschwärzten Gravuren stilisierter pflanzlicher Motive. Der Teller, der leider schon zur Zeit der Entdeckung beschädigt war, hat ein eingeprägtes, konzentrisches Rippenmuster mit einem Kreuz innerhalb eines gravierten, stilisierten Blätterkranzes. In dem „Schatz“ befand sich auch noch ein dritter, stark beschädigter, hohler Stiel, der möglicherweise zu einem Pokal gehörte. Wegen des Fundortes nahm man zunächst an, dass es sich bei den drei Objekten um liturgische Gegenstände handelte, hält diese Zuordnung mittlerweile aber für eher unwahrscheinlich und geht davon aus, dass es sich um Tafelgeschirr eines reichen Haushaltes handelt, das möglicherweise nach langem Gebrauch an dem Fundort deponiert wurde. Aus der gleichen Zeit stammen noch weitere Exponate, darunter zwei Bügelfibeln aus vergoldetem Silber mit Kerbschnitt und stilisierten Raupenköpfen – gefunden zusammen mit einigen goldenen Ringen und einem silbernen Armband in einem ostgotischen Grab einer Frau in Torriano (Certosa di Pavia) – und eine große Schnalle aus vergoldetem Silber, ebenfalls mit Kerbschnitt und stilisierten Raubvogelköpfen verziert, aus Torre del Mangano (Certosa di Pavia).

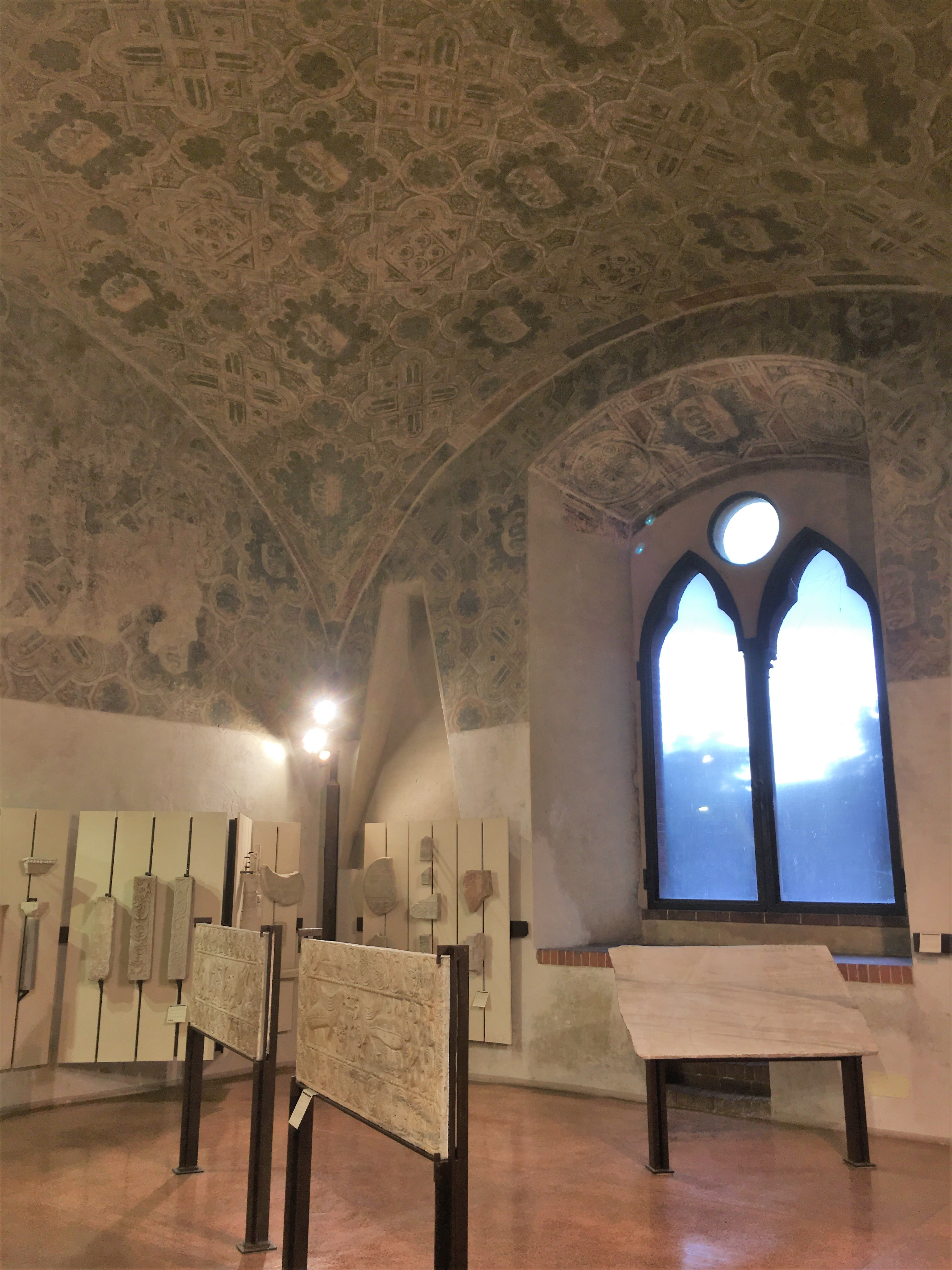
Ein Saal der langobardischen Abteilung
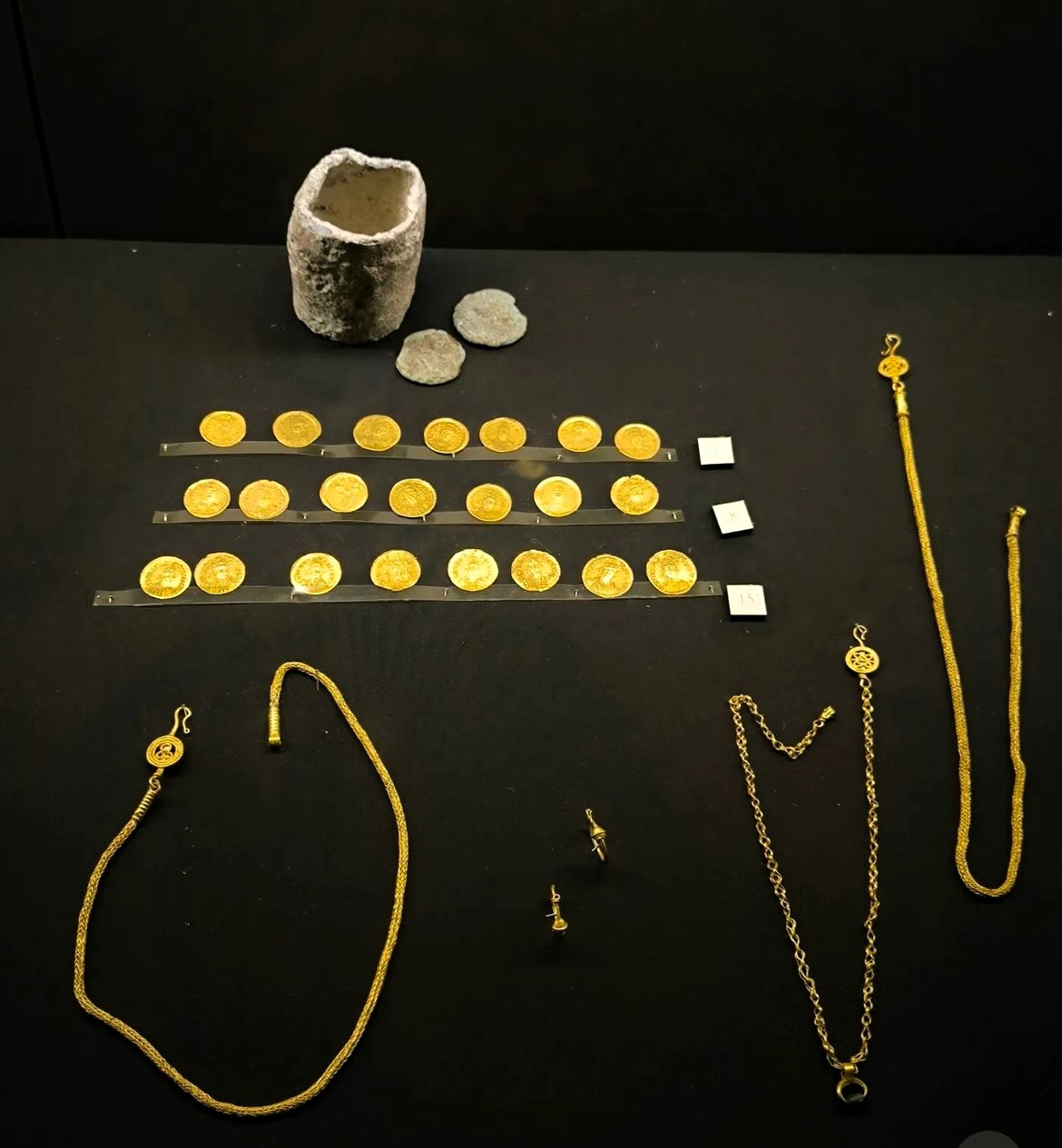
Schatz aus Trivolzio
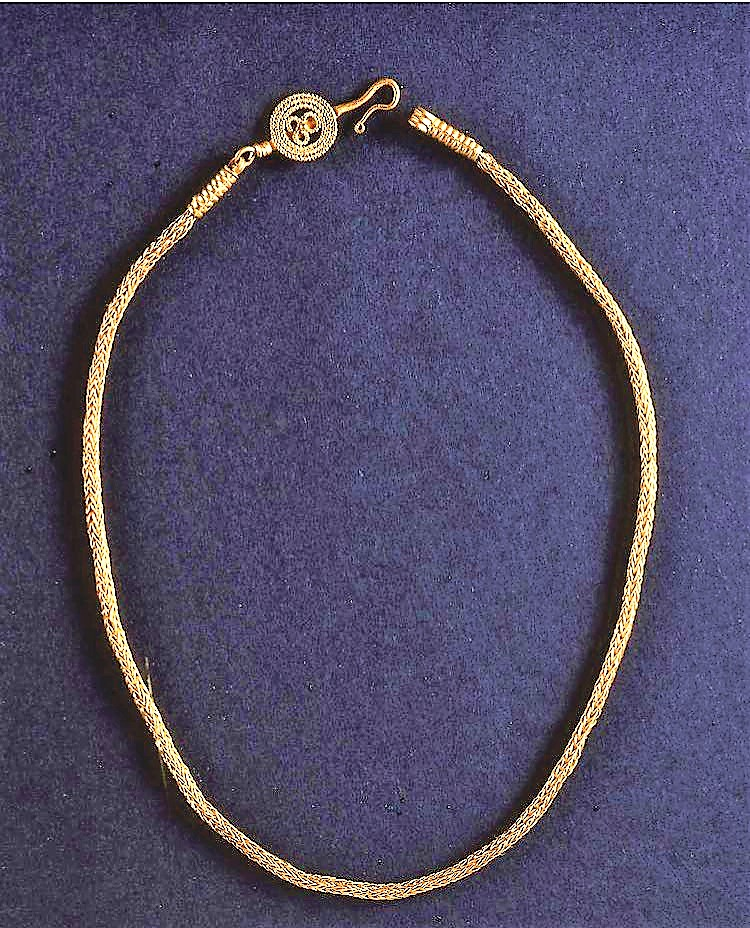
Halskette aus spät-antiker Zeit
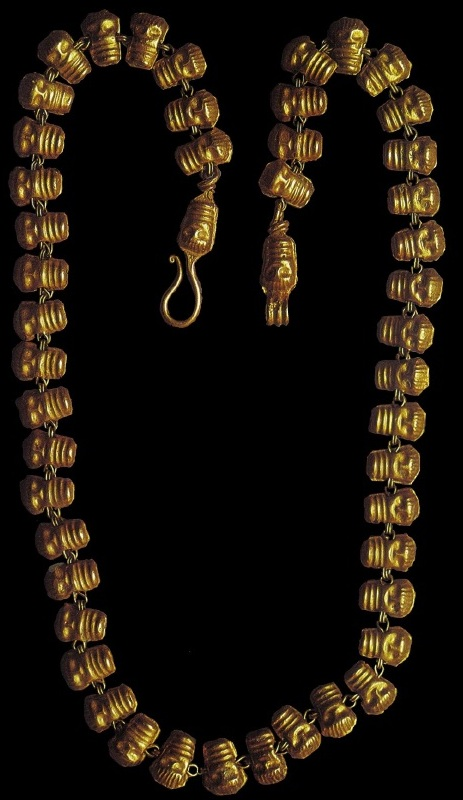
Halskette aus dem Schatz von Zeccone
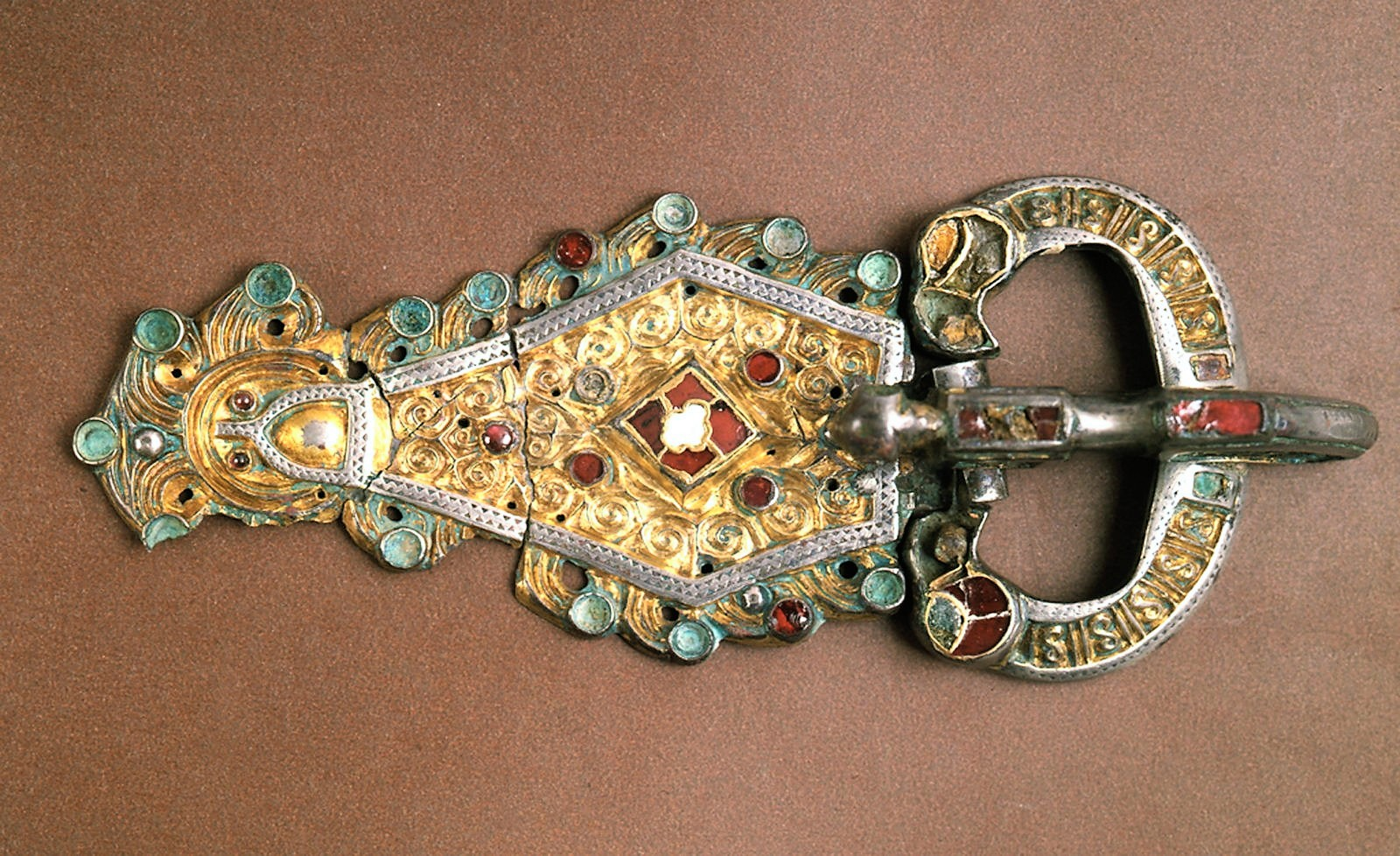
Ostgotische Fibel von Torre del Mangano
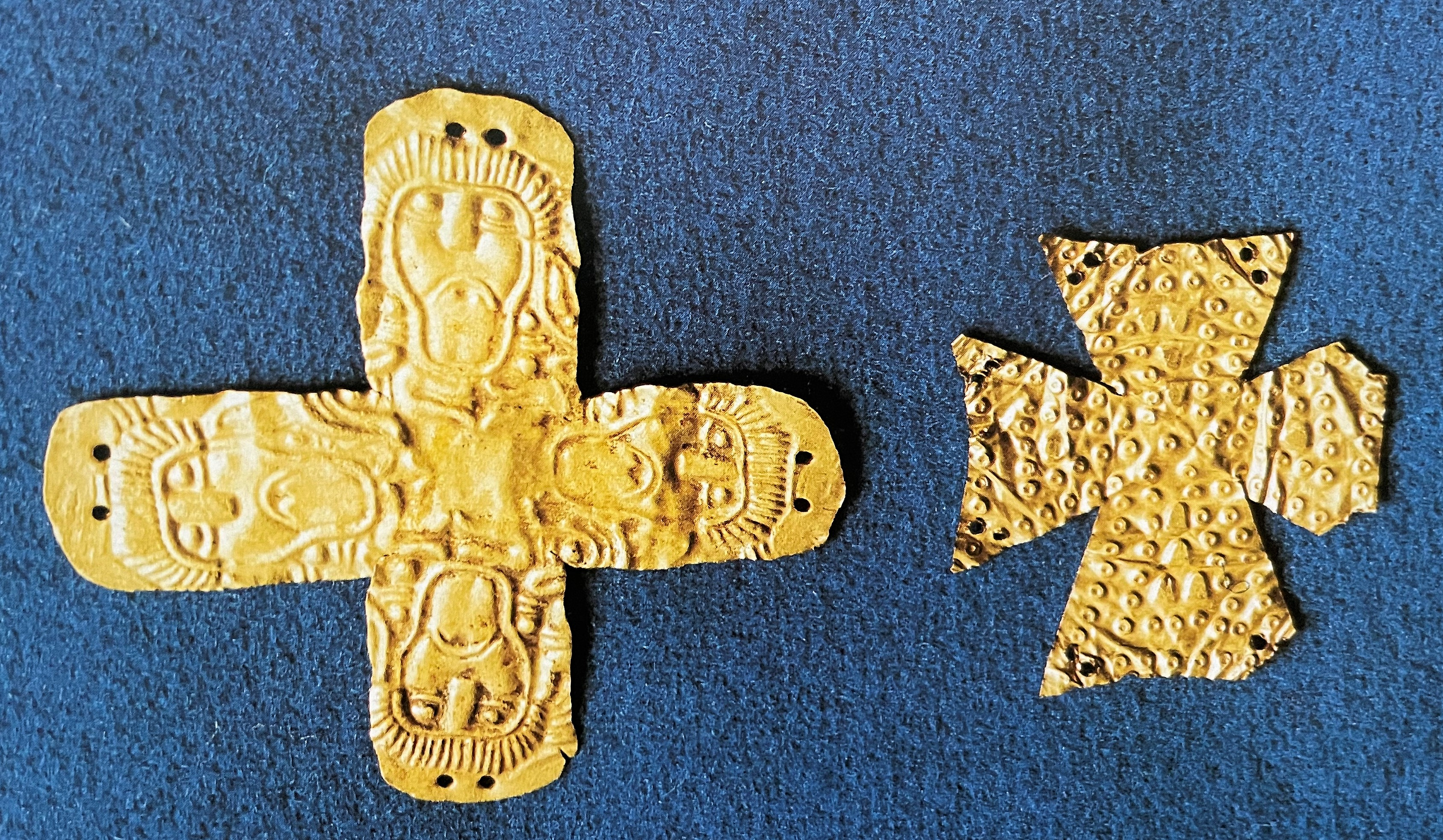
Goldblattkreuze gefunden in der westlichen Periferie Pavias
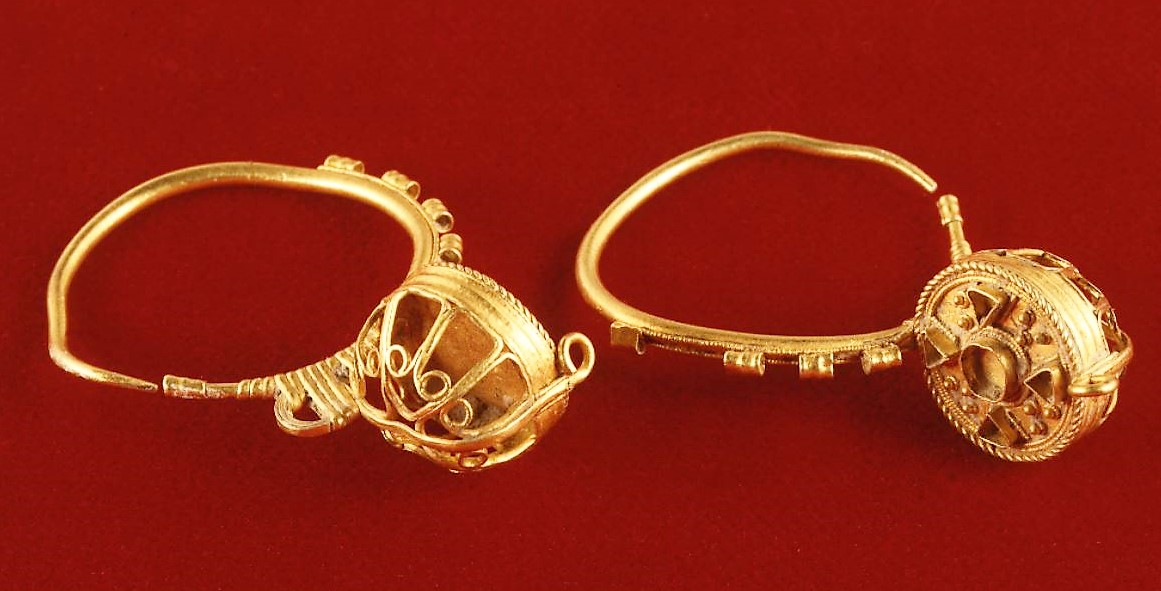
Ohrringe aus der Langobardenzeit, gefunden nahe der Kirche Sant'Eusebio
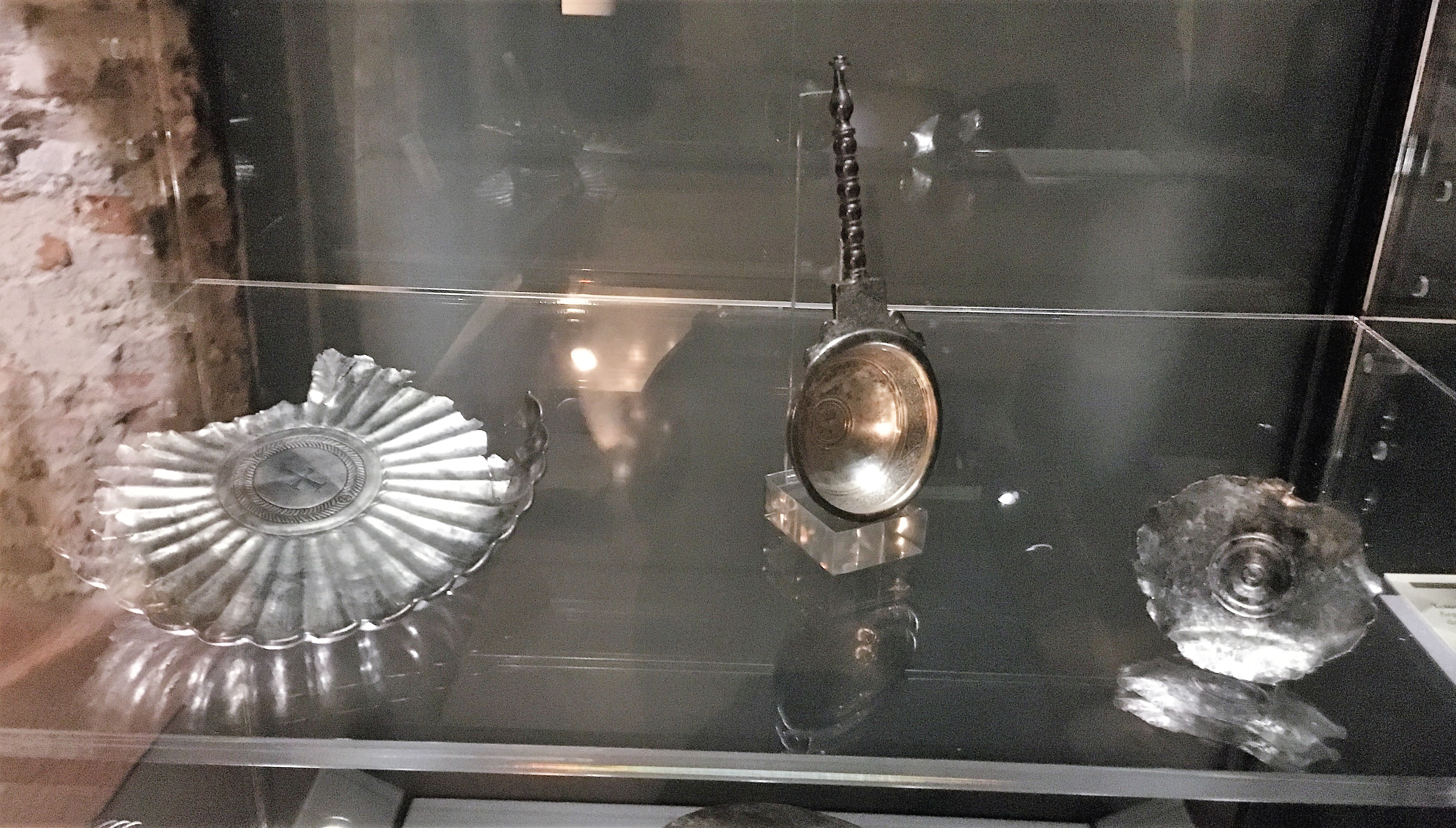
Tafelsilber gefunden in San Michele Maggiore aus dem 6. Jhd.
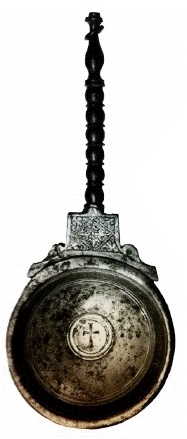
Silberner Löffel aus San Michele Maggiore
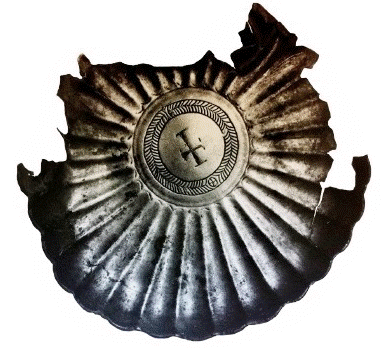
Silberne Platte aus San Michele Maggiore
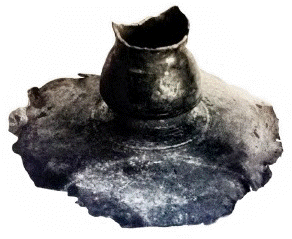
Silberner Kelch aus San Michele Maggiore

Es sind auch Stücke von historischem Interesse ausgestellt, wie die Grabplatte des Boethius aus griechischem Marmor aus der ersten Hälfte des 6. Jahrhunderts, die im 19. Jahrhundert in Villaregio gefunden wurde, nicht weit von der Certosa di Pavia. Historisch interessant ist auch die Vorderseite eines römischen Sarkophags aus Marmor aus dem 2. Jahrhundert, die im 6. Jahrhundert wiederverwendet wurde mit einer Inschrift, die an die Restaurierung des Amphitheaters von Pavia unter dem gotischen König Athalarich erinnert und die Hypothese bestätigt, dass während der gesamten Dauer des Ostgotenreichs in Pavia die meisten öffentlichen Gebäude aus der Römerzeit noch in Gebrauch waren und auf Geheiß der gotischen Herrscher restauriert wurden. Ebenfalls aus dieser Epoche stammt eine griechische Grabinschrift in Marmor für eine syrische Familie, die aus der zerstörten Kirche San Giovanni in Borgo gerettet wurde, sowie einige Imbrices mit Stempel des Bischofs Crispinus II (521–541), ein Beweis dass während der Ostgotenherrschaft noch Ziegelbrennereien in Betrieb waren.

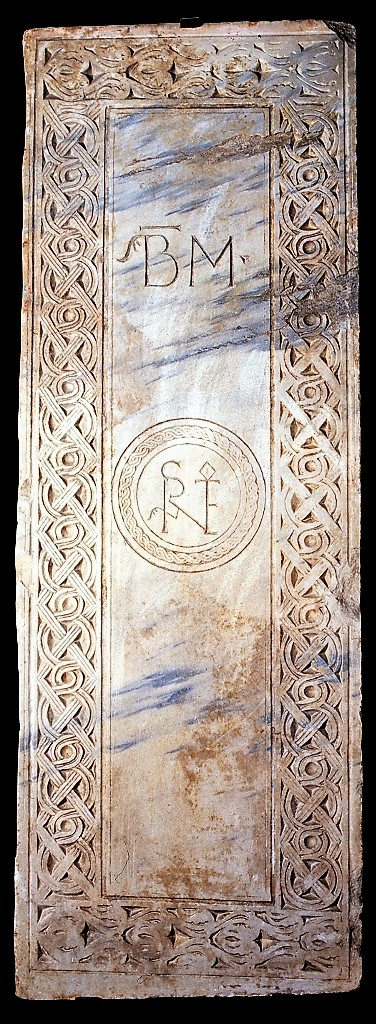
Grabplatte des Boethius
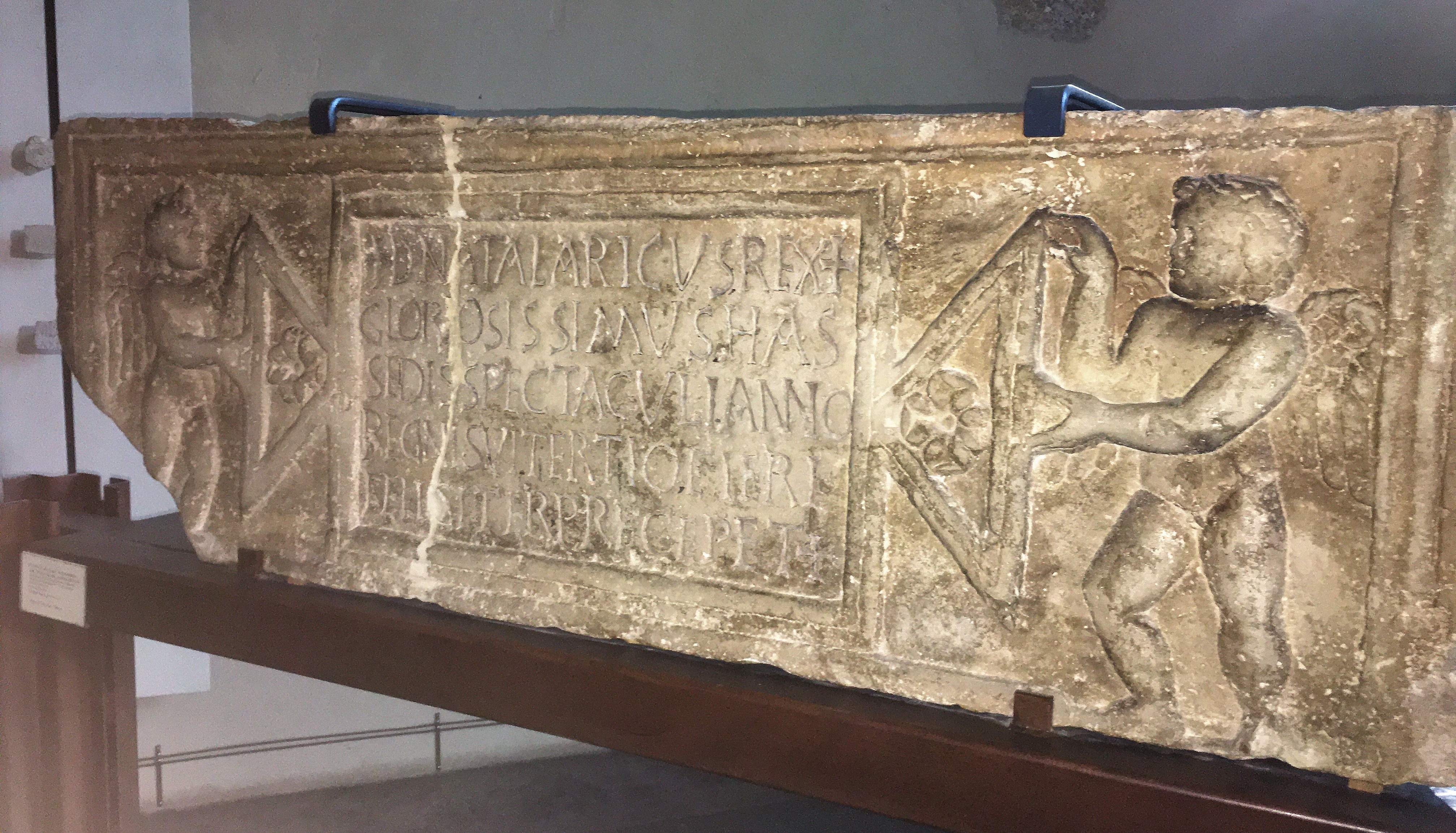
Epitaph des Athalarich
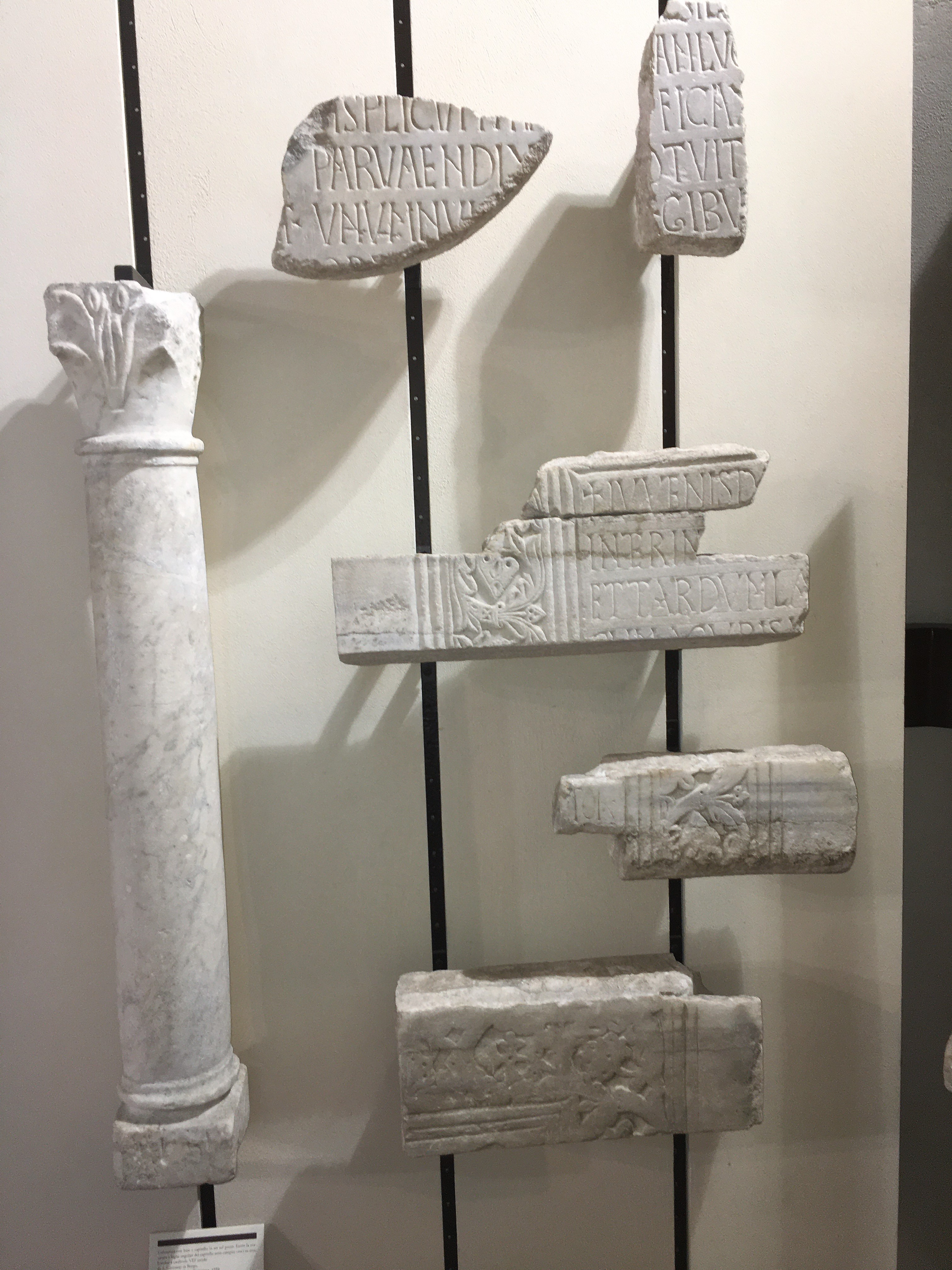
Säule und Fragmente von Epigrafen aus dem 8. Jhd. aus der Kirche San Giovanni in Borgo
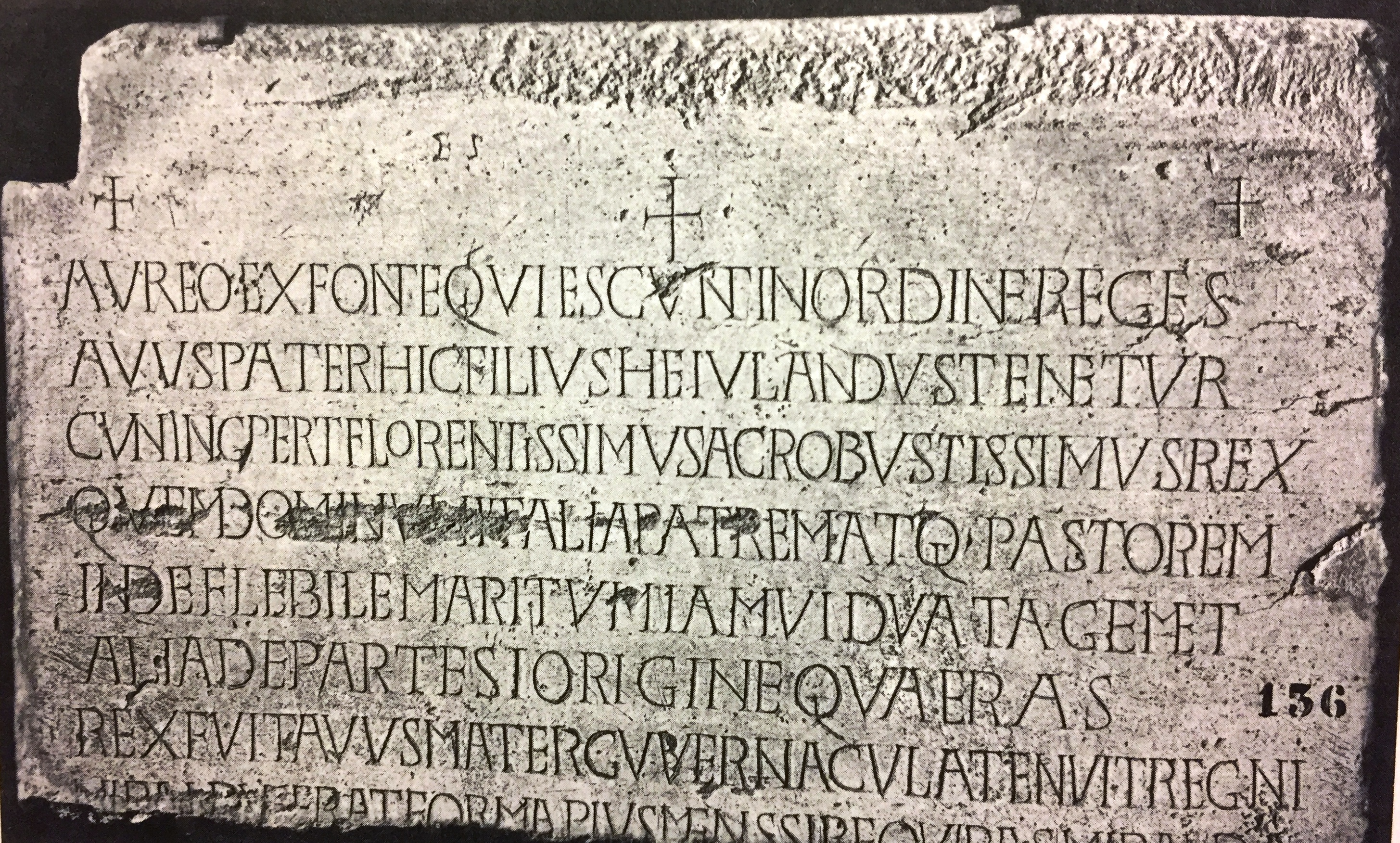
Epitaph des Königs Cunincpert aus der Basilika Santissimo Salvatore
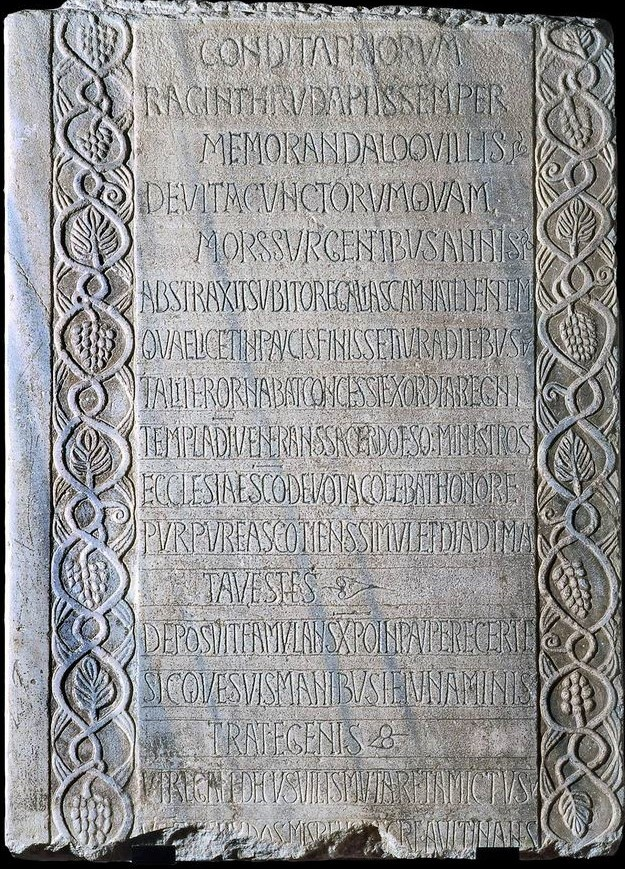
Epitaph der Langobardenkönigin Ragintruda aus der Kirche Santa Maria alle Pertiche
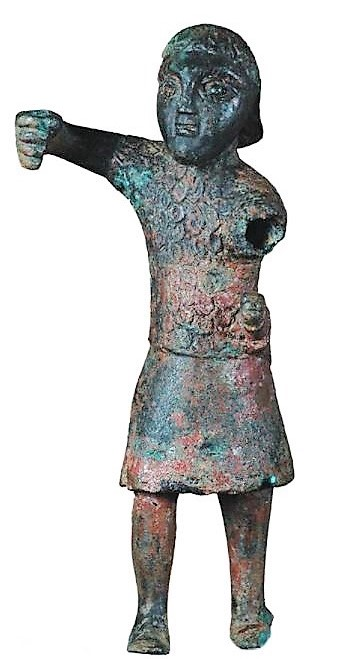
Bronzefigur eines Kriegers aus dem 7. Jhd.
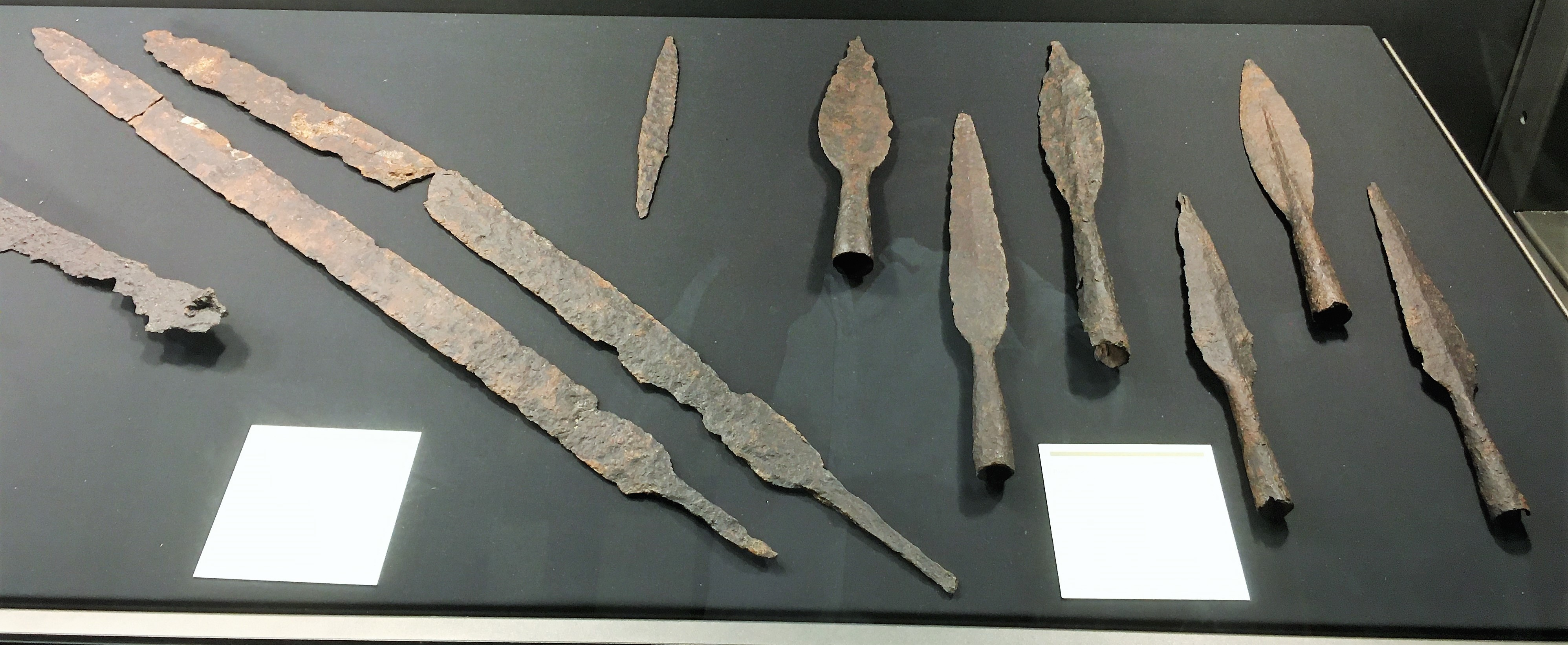
Waffen aus der Langobardenzeit, aus dem Ticino geborgen

Aus der Langobardenzeit stammen Schwerter, Speere und andere Waffen (einige davon wurden im Wasser des Ticino in Pavia gefunden) sowie Schmuckstücke wie goldene Ohrringe (gefunden in einem Grabmal nahe der Kirche Sant’Eusebio) und Goldblattkreuze, von denen eines mit stilisierten menschlichen Köpfen mit langen Haaren und Bärten verziert ist. Sie stammen von einem Grab im westlichen Teil von Pavia. Aus dem 8. Jahrhundert stammt die kleine Bronzefigur (ca. 16 cm hoch) eines Kriegers, die 1871 auf der heutigen Piazza della Posta in Pavia entdeckt wurde. Wahrscheinlich war die Figur Teil eines Bronzeleuchters, da diese Artefakte im Hochmittelalter oft mit Militärfiguren geschmückt waren. Das Stück zeigt einen Krieger mit kurzen Schuppenpanzer und dem Knauf eines Schwertes auf der linken Seite (die Scheide ist nicht erhalten geblieben). Trotz der Einfachheit der Figur zeichnet sich der Knauf des Schwertes durch die dreibeinige Form aus, die auf den „Mannheim Typ“ zurückzuführen ist, ein Griffmodell, das in Westeuropa zwischen dem 8. und 9. Jahrhundert sehr verbreitet war. Der linke (verlorene) Arm hielt wahrscheinlich den Schild, während der rechte angehoben wurde und eine durch ein Loch in der Hand geführte Lanze ergriff. Der Krieger trägt keinen Helm und hat keinen Bart, aber sehr langes Haar, das an der Stirn zu einem Pony geschnitten ist. Die Augen bestehen aus kleinen grünen Glaskugeln.
Neben architektonischen Elementen und Skulpturen zeigt das Museum eine bedeutende Sammlung von Grabinschriften (die meisten als Fragmente) aus langobardischer Zeit. Die Tatsache, dass wichtige aristokratische Familien in der Hauptstadt Pavia versammelt waren, und deren Bedeutung für die Gründung von Kirchen und Klöstern spiegelt sich in einer Reihe von Inschriften wider, oft auf Grabmälern, die ein Porträt des Verstorbenen und seiner Stiftungen zeichnen. Solche Grabinschriften finden sich vermehrt ab der zweiten Hälfte des 7. Jahrhunderts, in dem gleichzeitig die Tradition materieller Grabbeigaben verschwindet.
Unter den verschiedenen in der Halle ausgestellten Epitaphen ist der von König Cunincpert zu erwähnen, welcher im Kloster San Salvatore fuori Porta gefunden wurde. Das Epitaph seiner Tochter Cunincperta wurde in der Abtei von Sant’Agata al Monte, gegründet von ihrem Großvater, König Perctarit, gefunden. Die in Reimen abgefasste Inschrift der Grabplatte ist zweispaltig, eingerahmt von Weinranken, und zeigt noch Reste einer Kolorierung. Weiterhin gibt es die Grabplatte von Theodota, Äbtissin des Klosters Santa Maria Teodote. Von ihr berichtet Paulus Diaconus, dass ihr als junges Mädchen von König Cunincpert Gewalt angetan und sie dann ins Kloster geschickt worden sei. Interessant sind weiterhin die fragmentarischen Grabplatten von König Ansprand und Königin Ragintruda (Frau von König Hildeprand), von der wir aus der Inschrift wissen, dass sie in jungem Alter starb, gleich nachdem sie den Thron bestiegen hatte.
Wenig wissen wir auch über den Dux Liguriae, Militärkommandeur, Audoald, in dessen Epitaph seine militärischen Taten im Krieg von König Liutprand gegen das Exarchat von Ravenna gelobt werden. Ästhetisch sehr ansprechend sind auch einige Fragmente von Inschriften aus der zweite Hälfte des 8. Jahrhunderts von Äbtissinnen des Klosters Sant'Agata al Monte. Die Platten wurden im 12. Jahrhundert zerschnitten, als die Marmorsteine beim Wiederaufbau der Klosterkirche wiederverwendet wurden.
Es sind zwei der wichtigsten Beispiele der Skulptur des 8. Jahrhunderts ausgestellt, die Plutei (Chorschranken) von Theodota, zwei große Marmorreliefs, die ursprünglich Teil der Eingrenzung des Presbyteriums der Klosterkirche Santa Maria Theodote (auch Santa Maria della Pusterla genannt) waren. Beide Basreliefs zeigen ihre jeweiligen Motive in einen Rahmen bestehend aus einem Kranz von Blüten, Blättern und Weinreben. In einem ist in der Mitte der Baum des Lebens flankiert von zwei geflügelten Löwen an den beiden Seiten und zwei kleinen Delfinen in den unteren Ecken des Reliefs eingemeißelt. Im zweiten sind zwei Pfauen abgebildet, die aus einem großen Kelch trinken, aus dem ein Kreuz hervortritt. An den Seiten des Bechers befinden sich jeweils eine Blume und eine Scheibe mit konzentrischen Kreisen.
Eine ähnlich hohe künstlerische Qualität findet sich auch in einem Fragment eines Marmorreliefs, welches 1888 an der Stelle des früheren königliche Palasts von Liutprand in dem etwa 16 km von Pavia entfernten Corteolona ausgegraben wurde. Das Basrelief zeigt den Kopf eines Lammes, der sich zu einem mit einer Perlenbordüre geschmückten Becher streckt. Das Stück zeichnet sich im Vergleich zu den meisten Basreliefs durch seine hohe handwerkliche Qualität aus: die Erhebungen sind sehr tief, die Oberflächen sind mit Hilfe von Feilen und Schleifmittel gut poliert (auch auf der Rückseite), so dass keine Spuren von Meißeln mehr zu sehen sind, eine Technik, die in der spätrömischen Skulptur weit verbreitet war, aber bei der Produktion des 8. Jahrhunderts sehr selten anzutreffen ist.

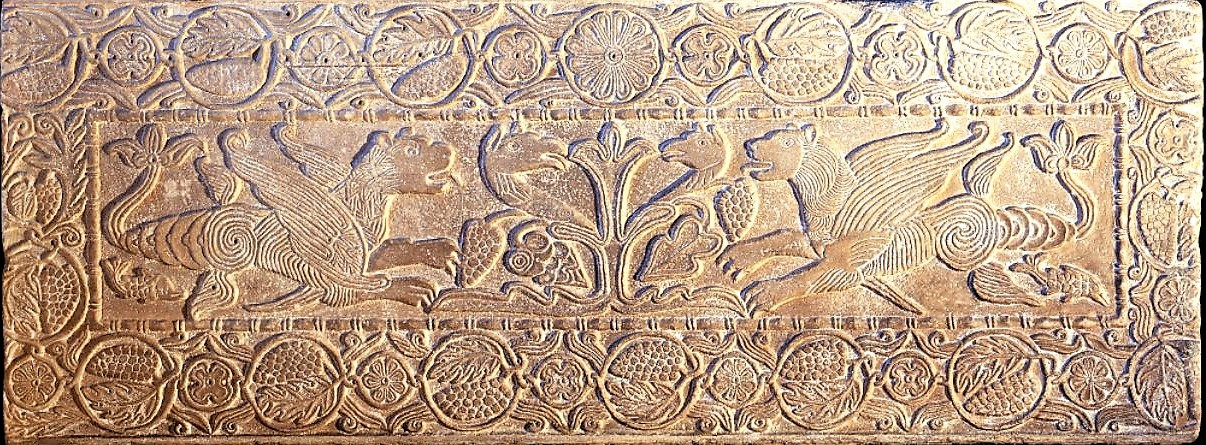
Pluteo von Theodota mit geflügelten Löwen
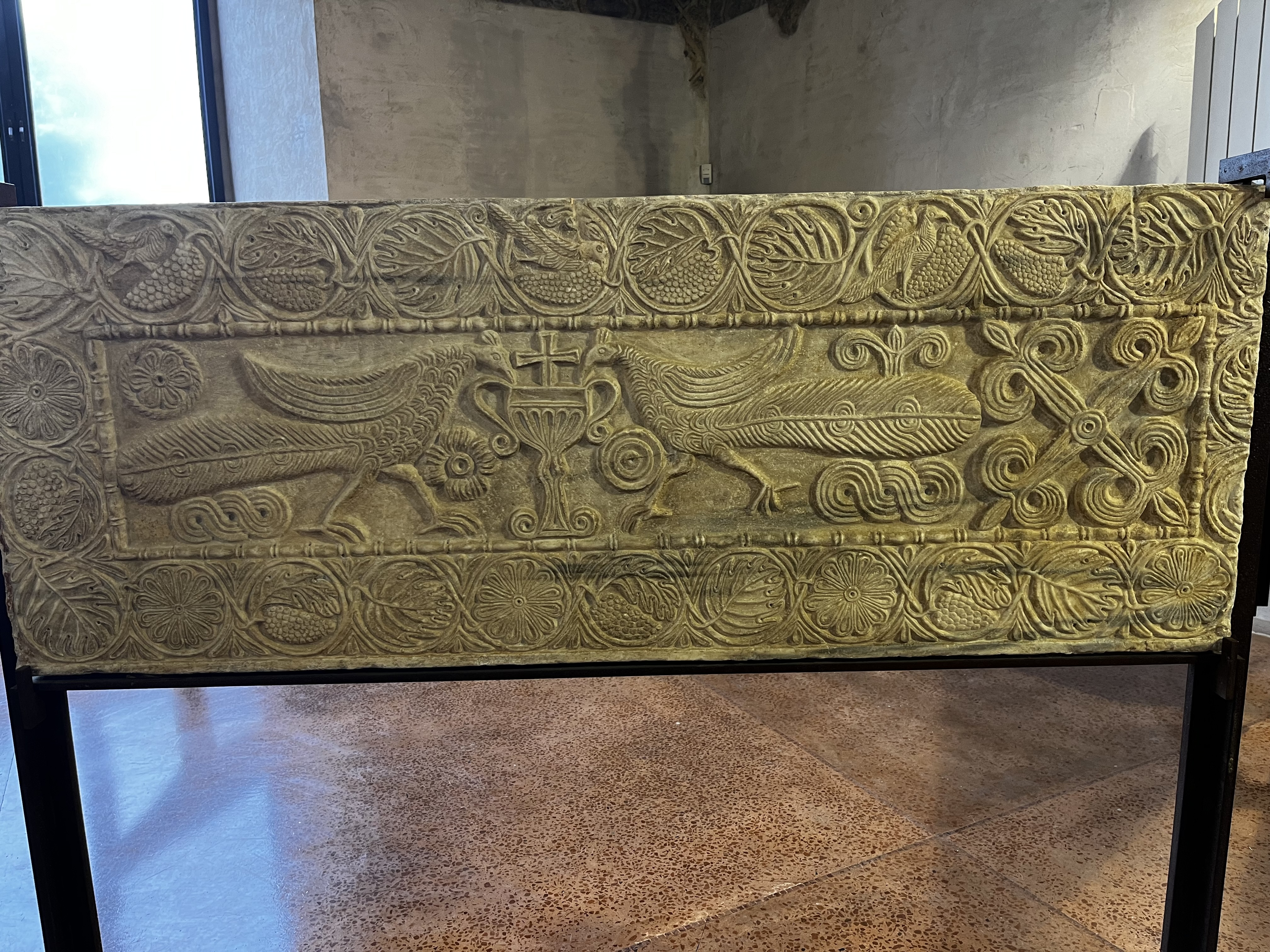
Pluteo von Theodota mit Pfauen
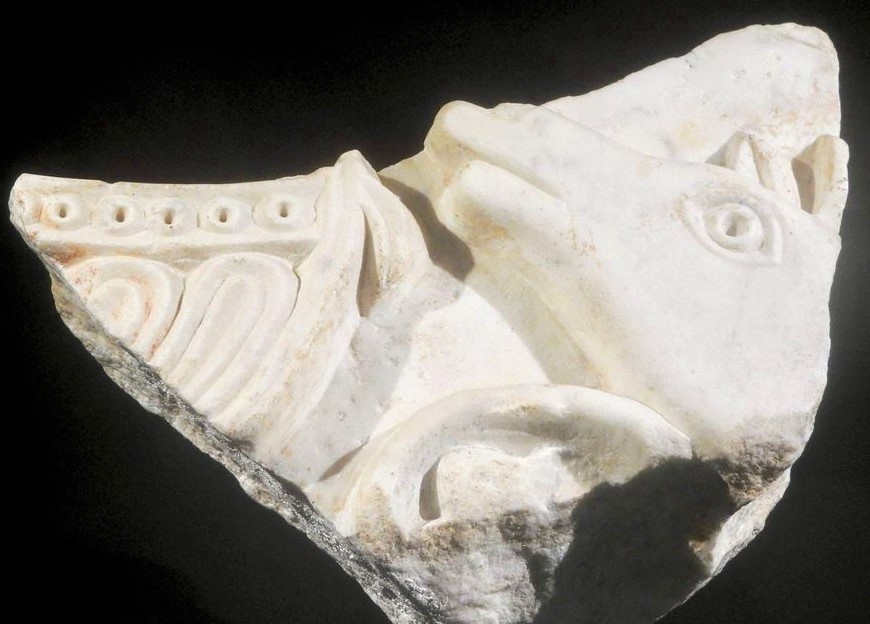
Fragment des Pluteo mit dem Schafskopf
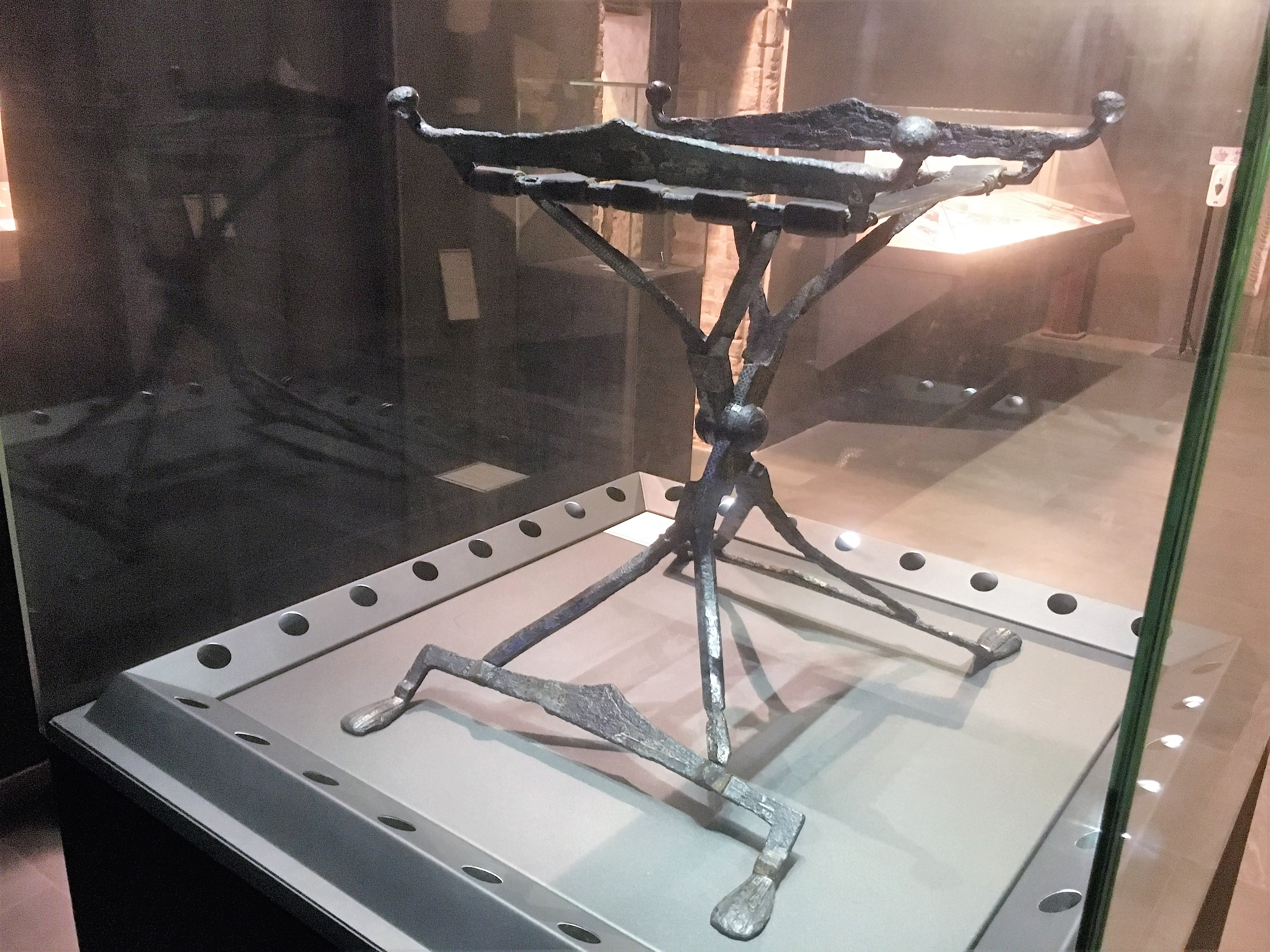
Sella Plicatilis

Aus der Zeit, als die Franken das Königreich der Langobarden übernommen hatten, stammt der Sarkophag der Königin Willa von Burgund, der Frau des Königs Hugo I., die 931 in Pavia starb und in der Kirche San Gervasio e Protasio begraben wurde. Zu dieser Periode gehört auch die Sella Plicatilis, ein tragbarer Faltstuhl aus dem frühen Mittelalter. Der Stuhl wurde 1949 im Ticino während der Arbeiten zum Wiederaufbau der Ponte Coperto gefunden. Die Datierung des Fundes wurde lange diskutiert, aber es wird angenommen, dass die Sella Plicatilis zwischen dem 9. und 10. Jahrhundert hergestellt wurde. Der Stuhl ist komplett aus Eisen mit Dekorationen aus zoomorphen, pflanzlichen und geometrischen Motiven in Silber und einer goldfarbenen Kupferlegierung. Der Stuhl folgt den Formen der römischen kurulischen Stühle, unterscheidet sich jedoch von diesen durch kleine, mit Knöpfen verzierte Seitenwangen. Angesichts der Leichtigkeit, mit der der Stuhl bewegt werden konnte, wurde angenommen, dass er nicht Teil eines liturgischen Mobiliars war, sondern das Eigentum eines bedeutenden Aristokraten, Militärchefs oder Richters.

## Abteilung für romanische und Renaissance-Skulpturen
Die künstlerische und architektonische Entwicklung der Stadt im siebten bis zum vierzehnten Jahrhunderts zeigt die Abteilung für romanische und Renaissance-Skulpturen. Die romanische Sammlung ist wahrscheinlich die umfangreichste in Norditalien. Viele Funde stammen aus Gebäuden, die im 19. Jahrhundert zerstört wurden, wie etwa die Kirchen von Santa Maria del Popolo und Santo Stefano (aus dem 11. und 12. Jahrhundert, im 19. Jahrhundert abgerissen, um den Dom von Pavia Platz zu machen). Aus der Kirche Santa Maria del Popolo stammt ein Kapitell, das sieben männliche Figuren zeigt, einige mit Messern oder Kreuzen. Interessant ist, dass die Figur in der Mitte der Frontseite von zwei der Umstehenden an den Armen festgehalten wird. Sehr eindrucksvoll sind die monumentalen Portale der beiden Kirchen (Saal VIII. und X.), die vollständig gerettet wurden, sowie ein Teil der Mauer von Santa Maria del Popolo mit weiß-, grün- und blauemaillierten Ziegeln. Wahrscheinlich ist dies eines der ältesten italienischen (und europäischen) Beispiele für Majoliken. Ebenfalls aus Santa Maria del Popolo stammen weitere Kapitelle (11. und 12. Jahrhundert), in der Form antiker, korinthischer Kapitelle.
Aus der Kirche von San Giovanni in Borgo, die 1818 abgerissen wurde, um den Garten des Collegio Borromeo zu erweitern, sind Reliefskulpturen und Kapitelle ausgestellt. Viele dieser Skulpturen wurden zwischen 1110 und 1120 von einem anonymen Bildhauer hergestellt, der von den Kunsthistorikern als ‘‘Maestro dei Draghi‘‘ (Meister der Drachen) genannt wird, weil er oft miteinander verflochtene monströse Tiere, meistens Drachen, in seine Werke einfügte. Dies zeigt zum Beispiel ein Kapitell mit einer nackten männlichen Figur in der Mitte, mit einem hoch gezogenen Kranz auf dem Kopf, mit markanten Bauchnabel und gut ausgebildeten Rippen, weit auseinander liegenden Beinen und offenen Arme, der die Hälse zweier großer geflügelter Drachen packt, deren lange Schwänze sich symmetrisch um die Beine und Füße des sitzenden Mannes wickeln. Die beiden Monster stützen sich auf die Rücken zweier Löwen, mit langem Hals, jeweils an den Ecken des Kapitells.

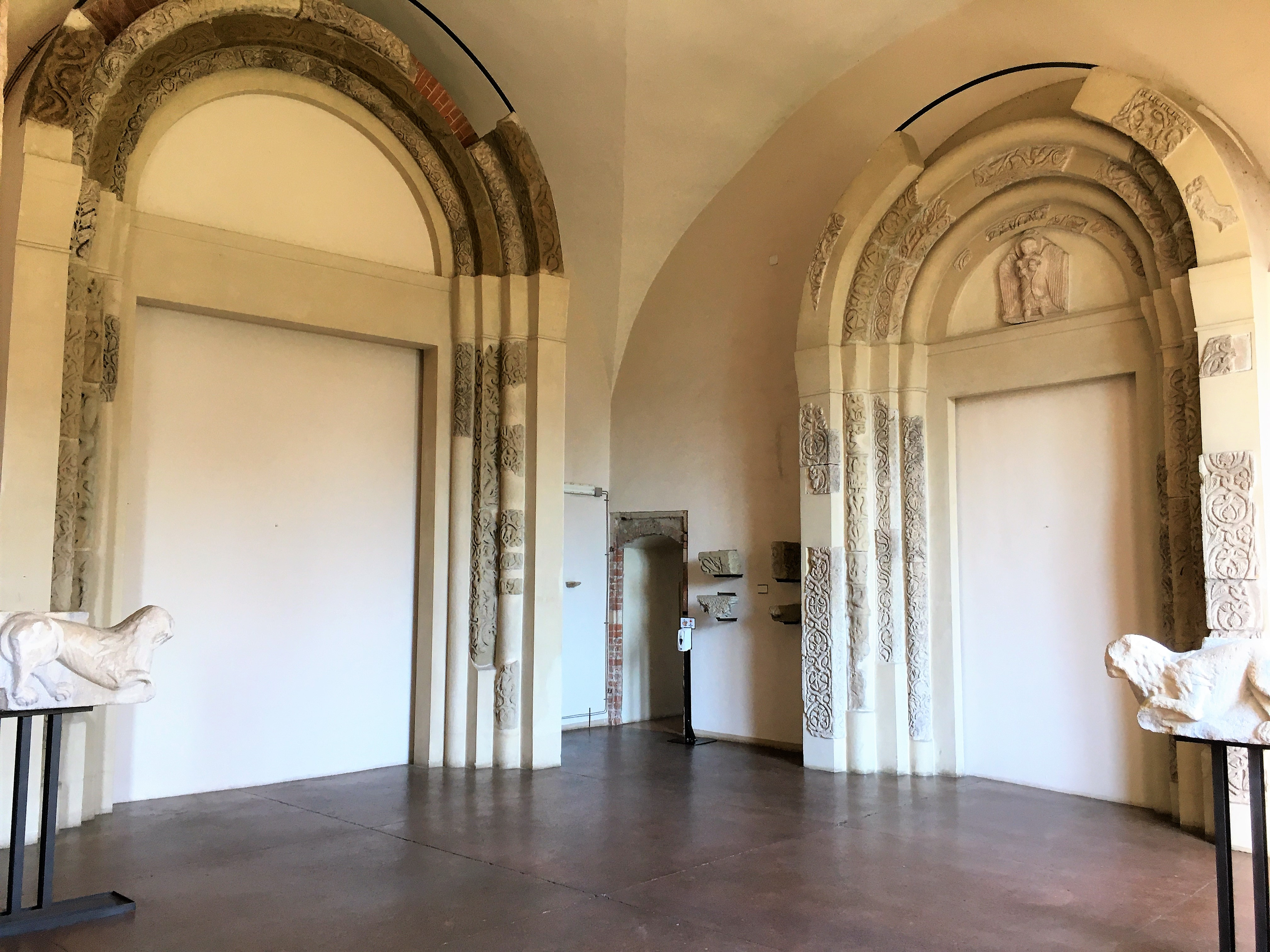
Romanische Portale aus dem 12. Jhd.
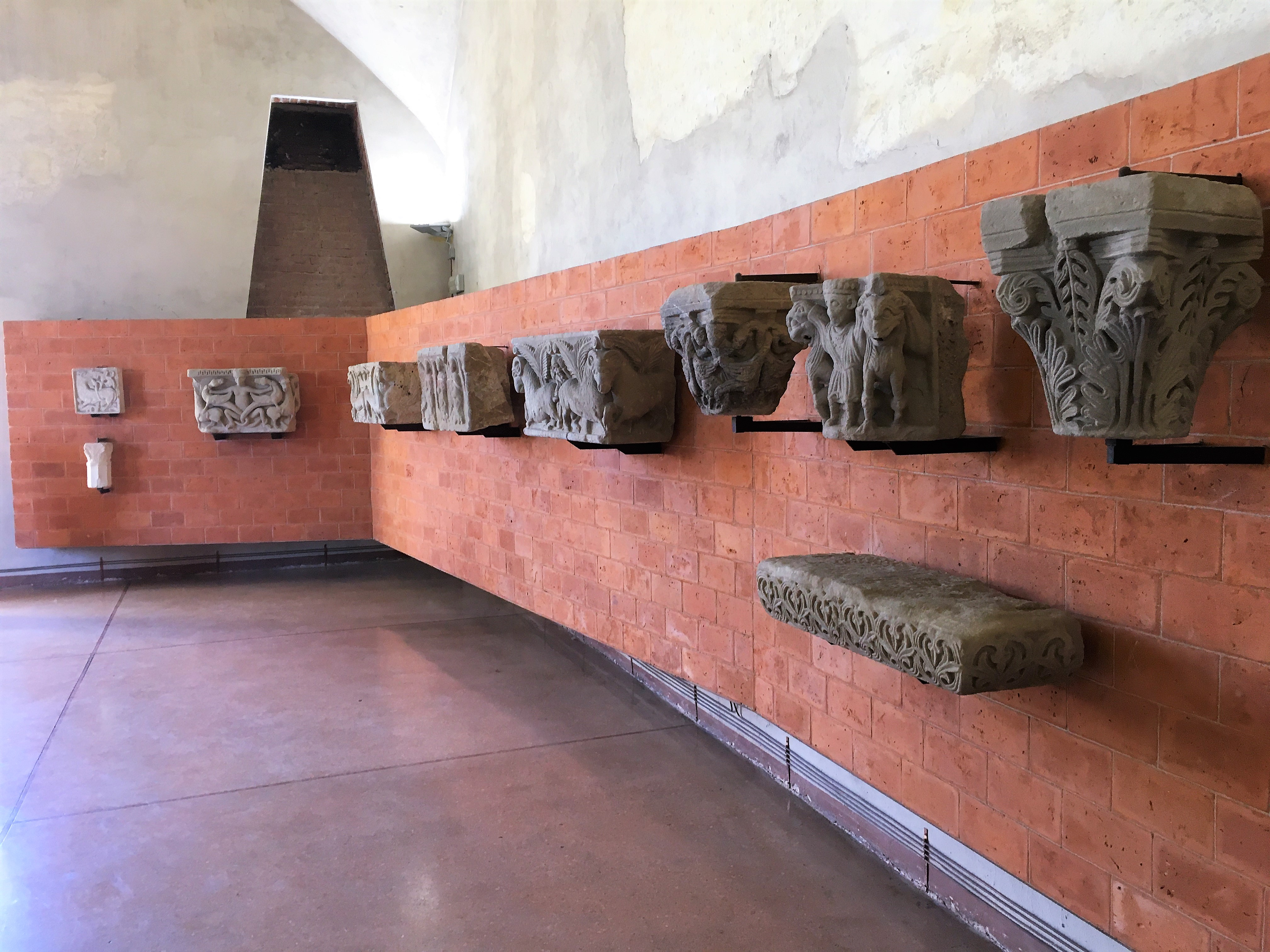
Romanische Kapitelle, 12. Jhd.
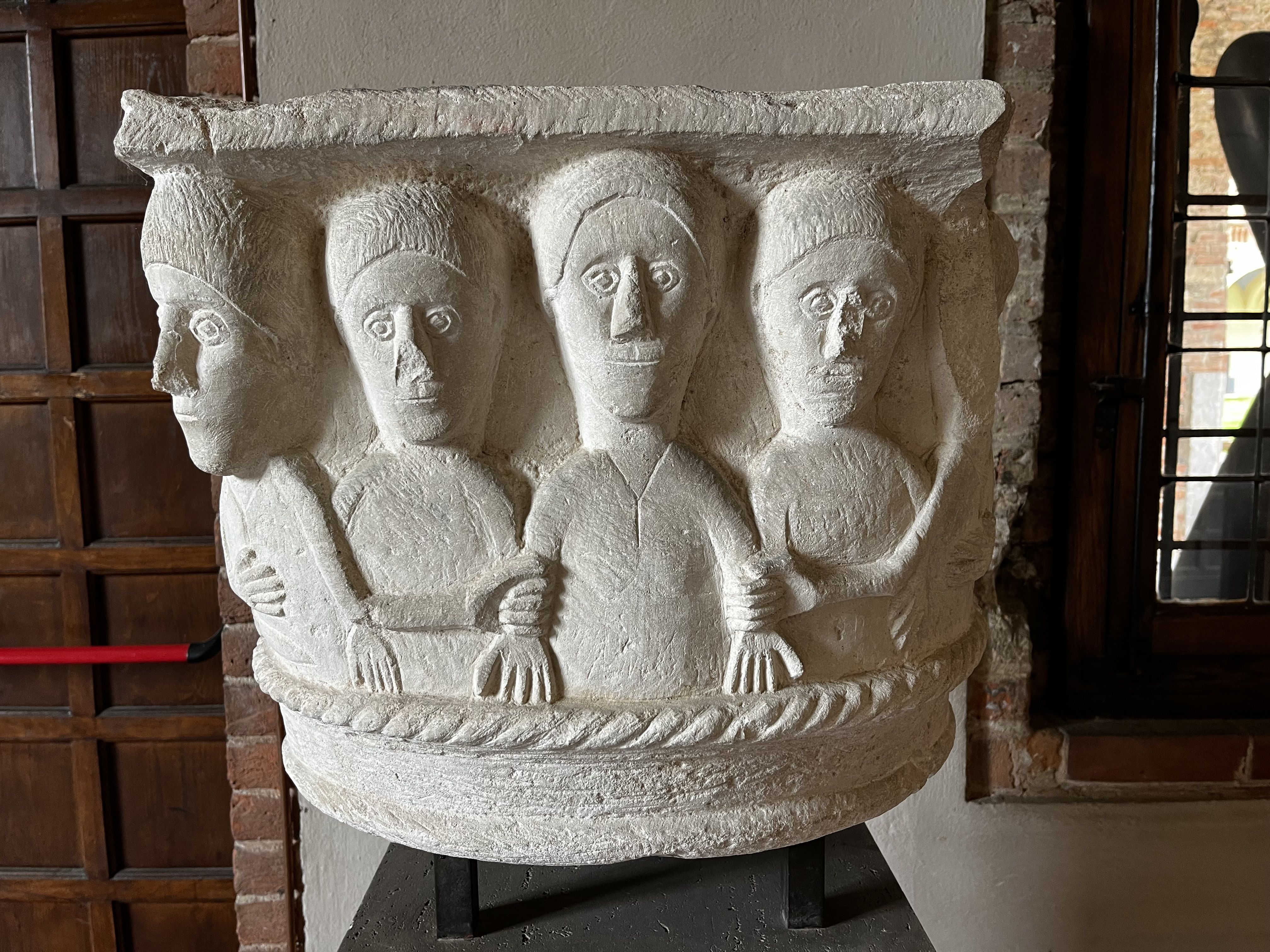
Kapitell aus Santa Maria del Popolo, 11. Jhd.
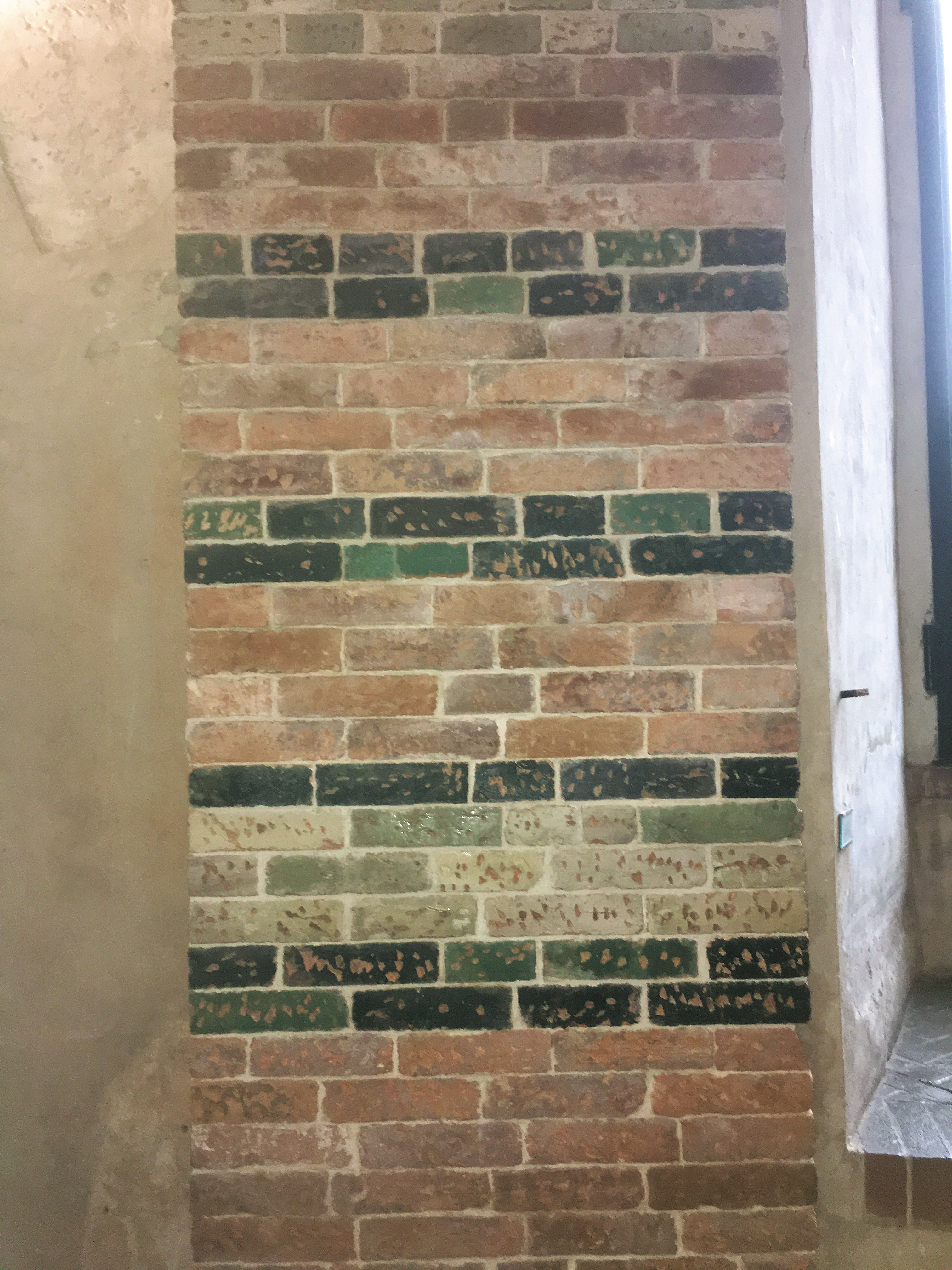
Weiß-, grün- und blau-emaillierte Ziegel aus einer Mauer von Santa Maria del Popolo
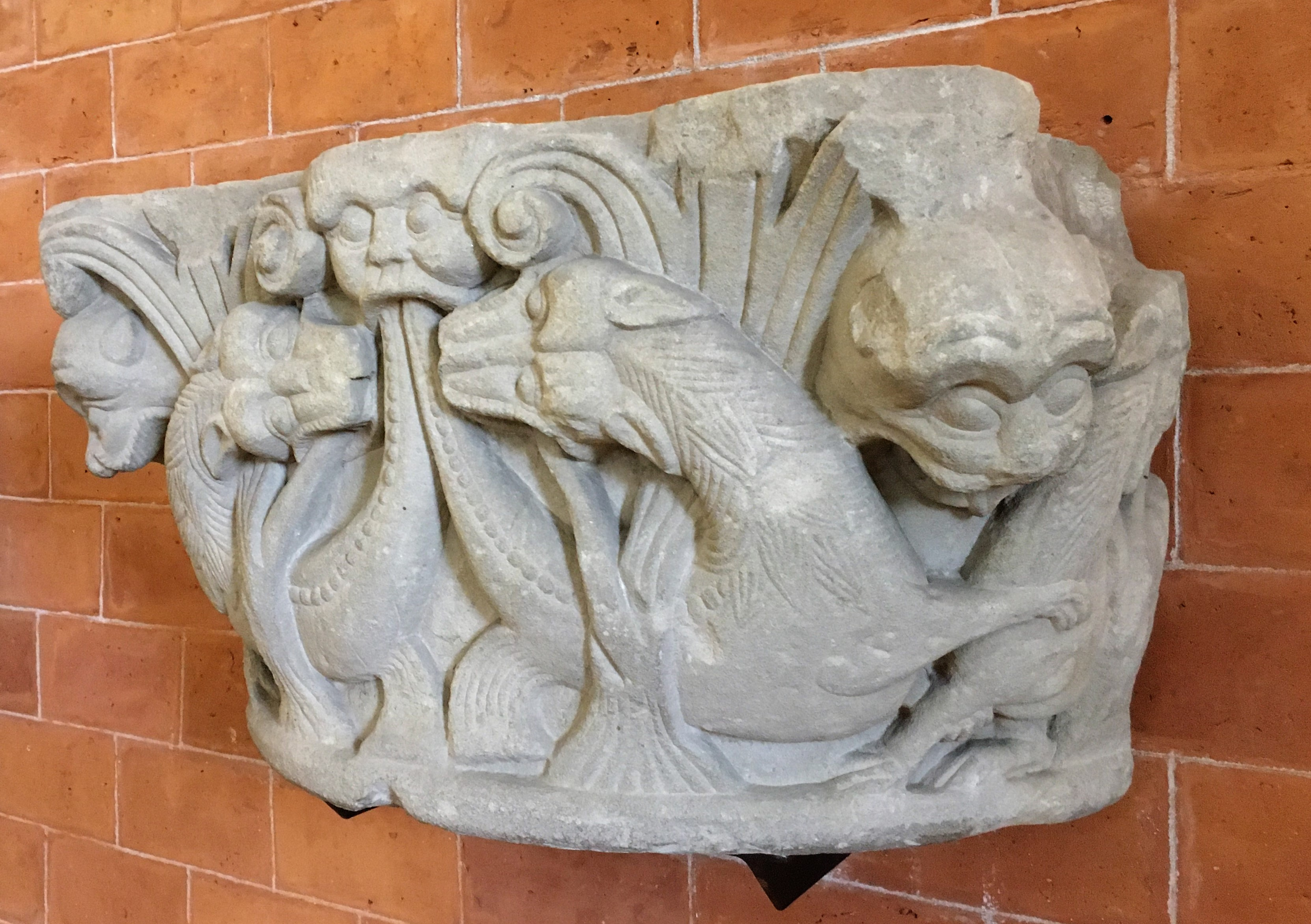
Kapitell aus der ersten Hälfte des 12. Jhds, aus der Kirche San Giovanni in Borgo
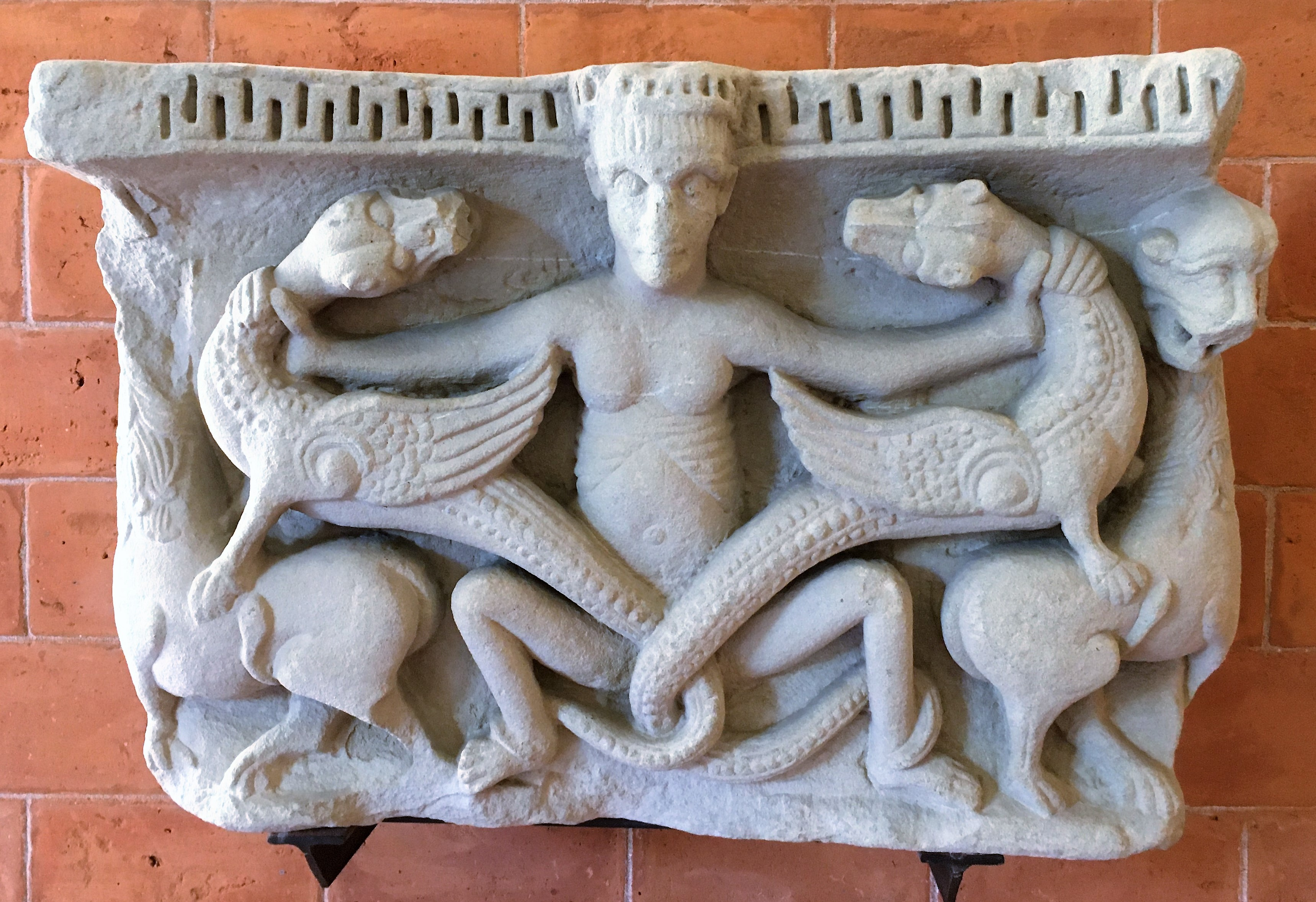
Kapitell aus San Giovanni in Borgo gestaltet vom sogenannten Maestro dei Draghi
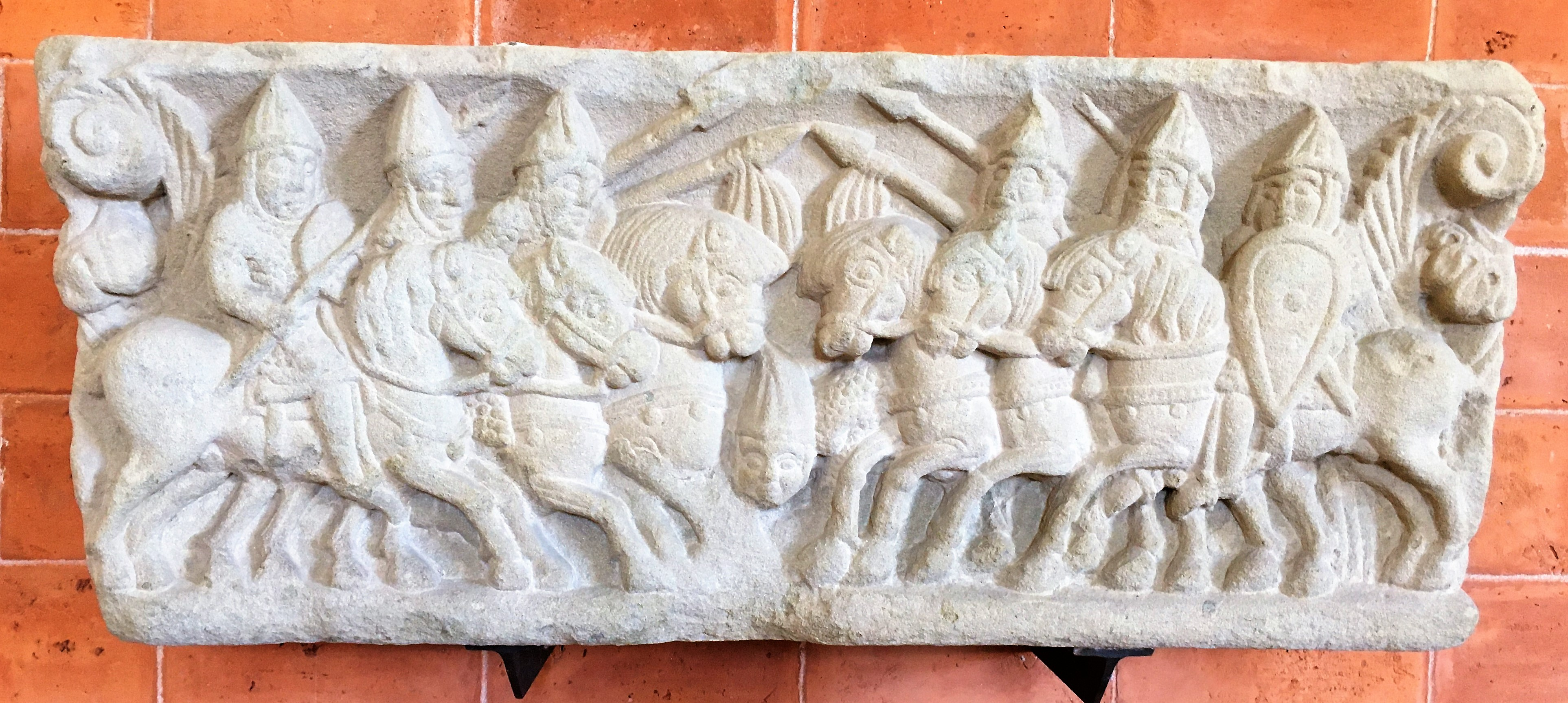
Kapitell mit Reitern, 12. Jhd.
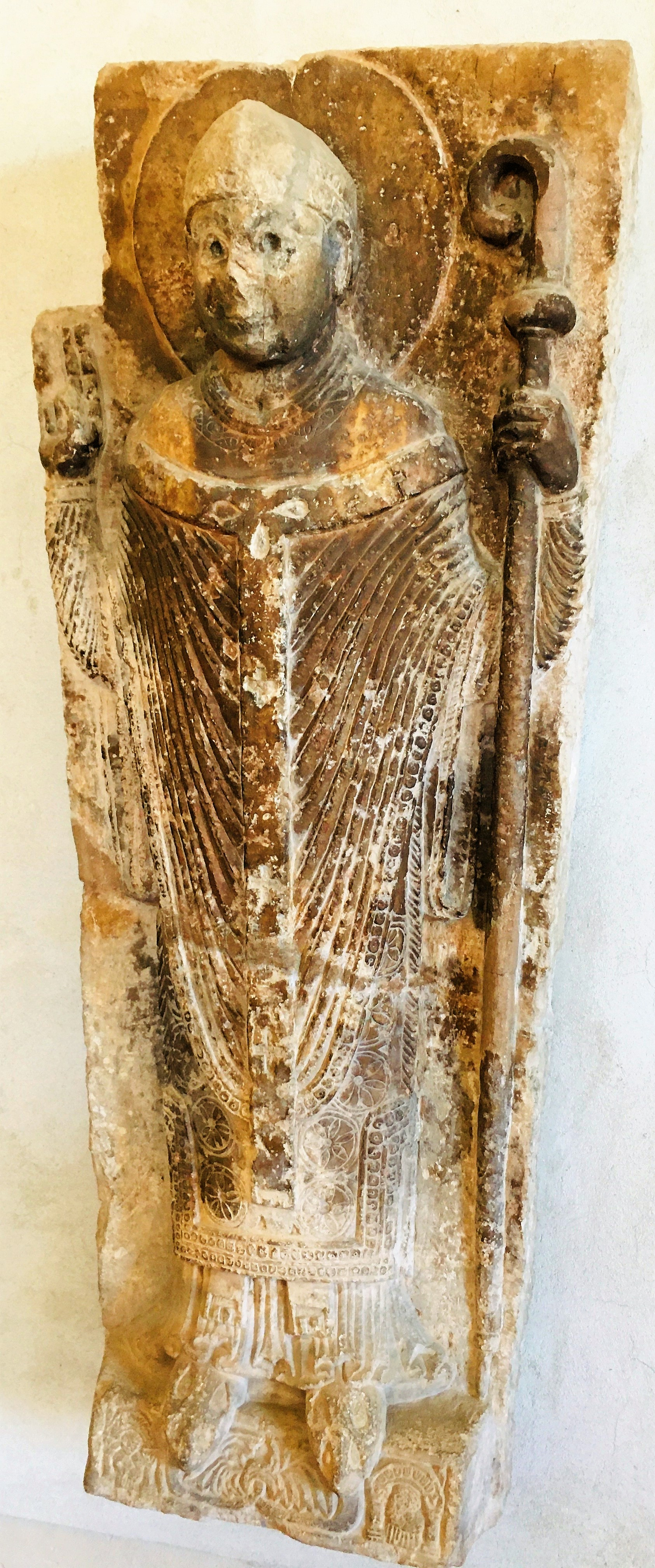
Heiliger Bischof aus San Giovanni in Borgo, 12. Jhd.

Vom mittelalterlichen Zivilbau zeugen zwei historisch interessante Inschriften. Die erste wurde im 13. Jahrhundert an der Porta San Vito angebracht, als dieses Stadttor erneuert wurde. Der Text spiegelt das Selbstbewusstsein der Stadt aufgrund der großen Vergangenheit als Hauptstadt des Königreichs wider und fordert diejenigen, die in die Stadt kommen, auf, das Knie zu beugen, um Pavia zu huldigen, dem zweiten Rom, vor der sich die Mächtigen wegen ihres Mutes im Krieg und der Weisheit ihrer guten Regierung verbeugt haben. Die andere Inschrift kommt aus dem Broletto, aus dem Jahr 1198. Sie zitiert die Namen der Konsulen, die die Stadt lobten als gehorsam gegen Gott, den ersten Bischof Syrus und der Autorität des Kaisers.
In dieser Abteilung befinden sich zahlreiche Tafeln aus byzantinischer, ägyptischer und anderer Keramik aus dem islamischen Mittelmeerraum aus dem 11. und 13. Jahrhundert, die ehemals Fassaden von Kirchen und Palästen schmückten. Andere sind noch an Fassaden von Kirchen der Stadt erhalten, wie die der Basilika von San Pietro in Ciel d'Oro oder der Kirchen von San Teodoro, San Lanfranco oder San Lazzaro, so dass Pavia, nach Pisa und Rom die italienische Stadt mit den meisten dieser teuren importierten Keramiken ist. Ebenfalls östlicher Herkunft ist auch eine Bronzetruhe aus dem 11. Jahrhundert aus der Kirche von San Teodoro.

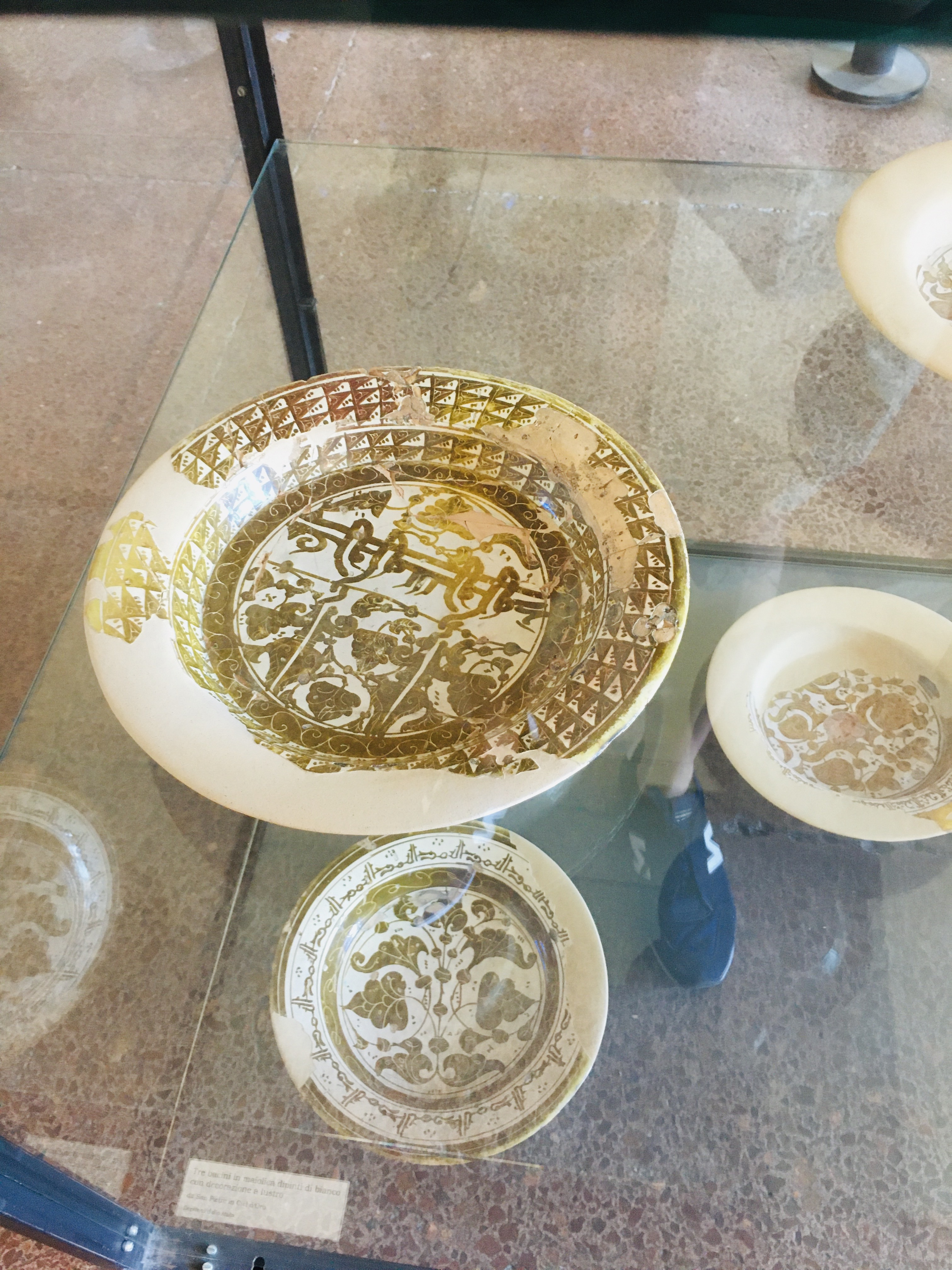
Islamische Wasserschüsseln aus dem 11. bis 12. Jhd.
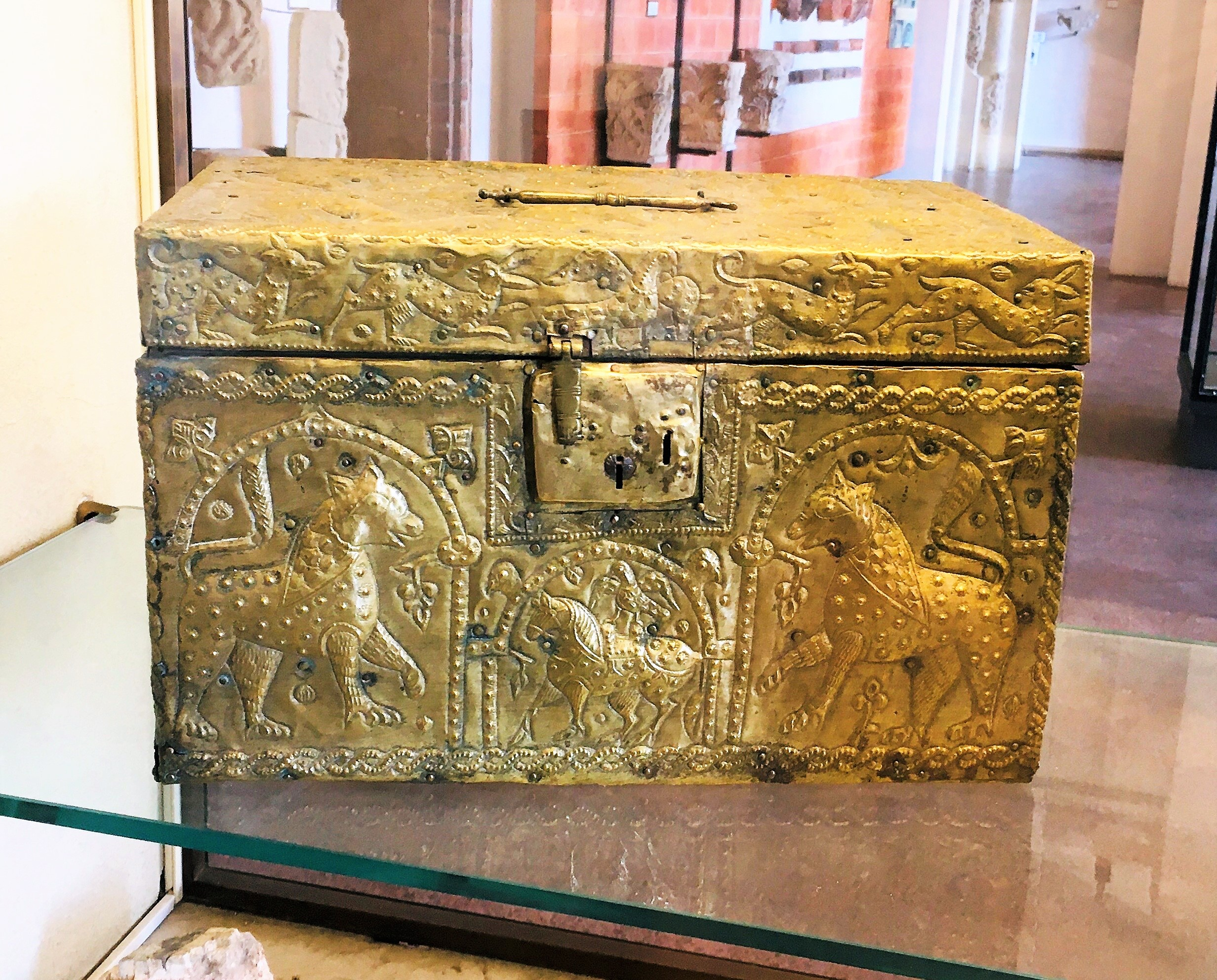
Bronzetruhe islamischer Herkunft aus dem 11. Jhd.

Neben den Skulpturenfunden gibt es im Saal XI einige romanische Bodenmosaike (alle aus dem 12. Jahrhundert) aus den Kirchen von Santa Maria del Popolo, von Sant'Invenzio und Santa Maria delle Stuoie (das Rad der Monate). Wiewohl alle Mosaike Kirchenböden zierten, stellen einige auch nicht-religiöse Themen dar, oft aus der Literatur, aus der Antike, wie die Psychomachia des Prudentius oder Theseus, wie er gegen den Minotaurus kämpft. Daneben findet man auch Darstellungen von Rittern, die gegen Drachen kämpfen (Kampf des Guten gegen das Böse) oder allegorische Darstellungen der Monate des Jahres. Oft zeigen die Mosaiken ein großes Interesse an Tieren, auch an fantastischen zoomorphen Geschöpfen, wahrscheinlich inspiriert von Bestiarien.

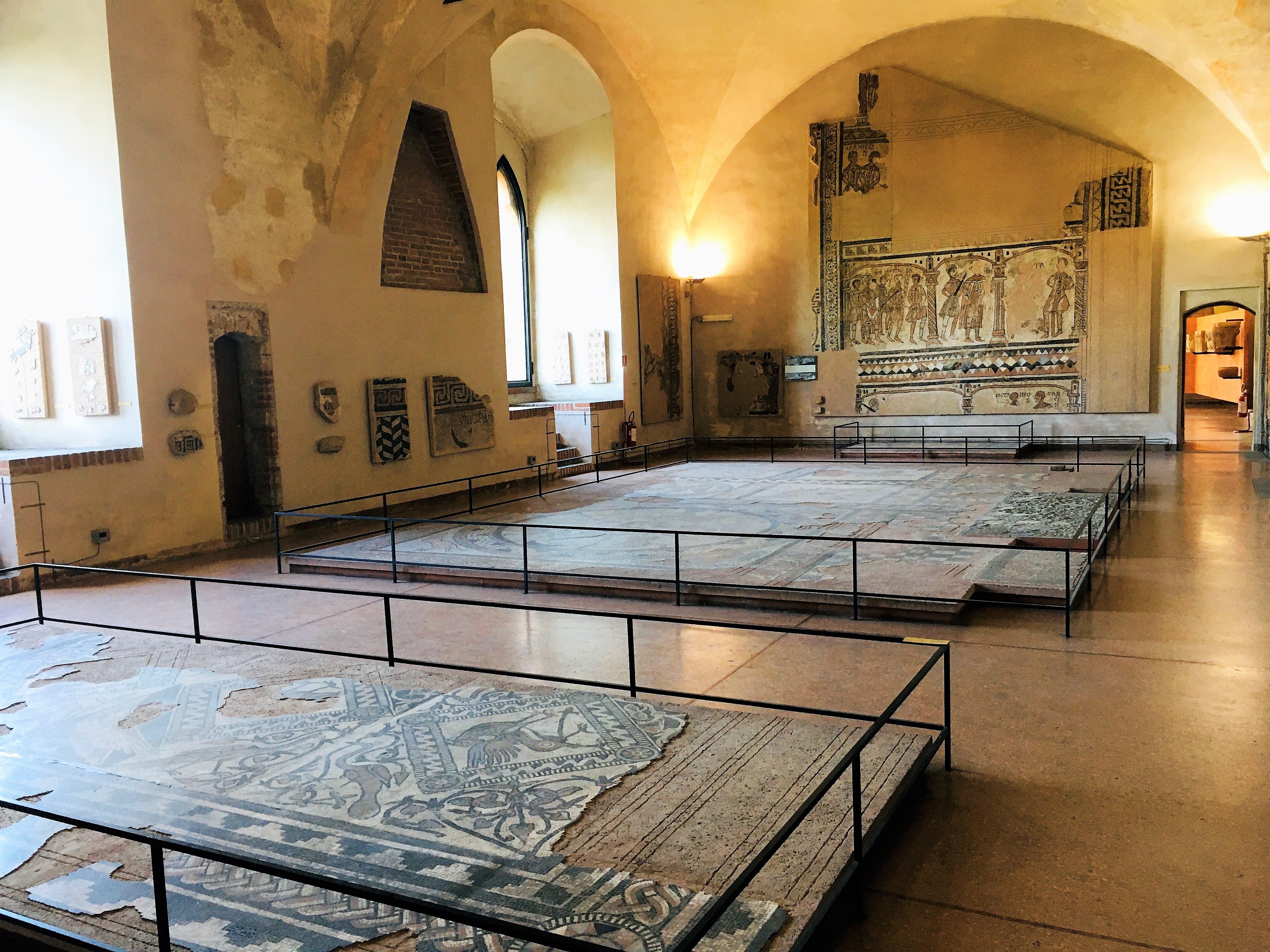
Saal der Mosaike
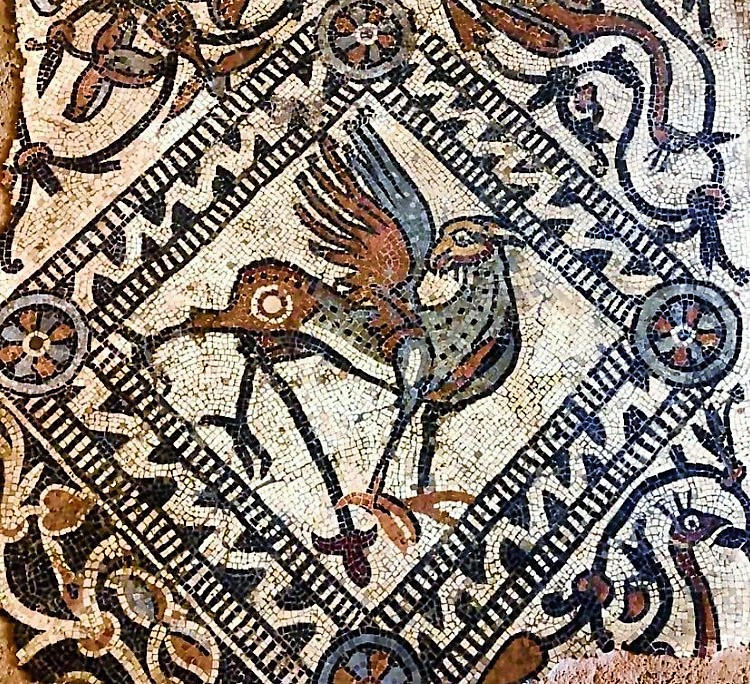
Mosaik aus dem 12. Jhd.
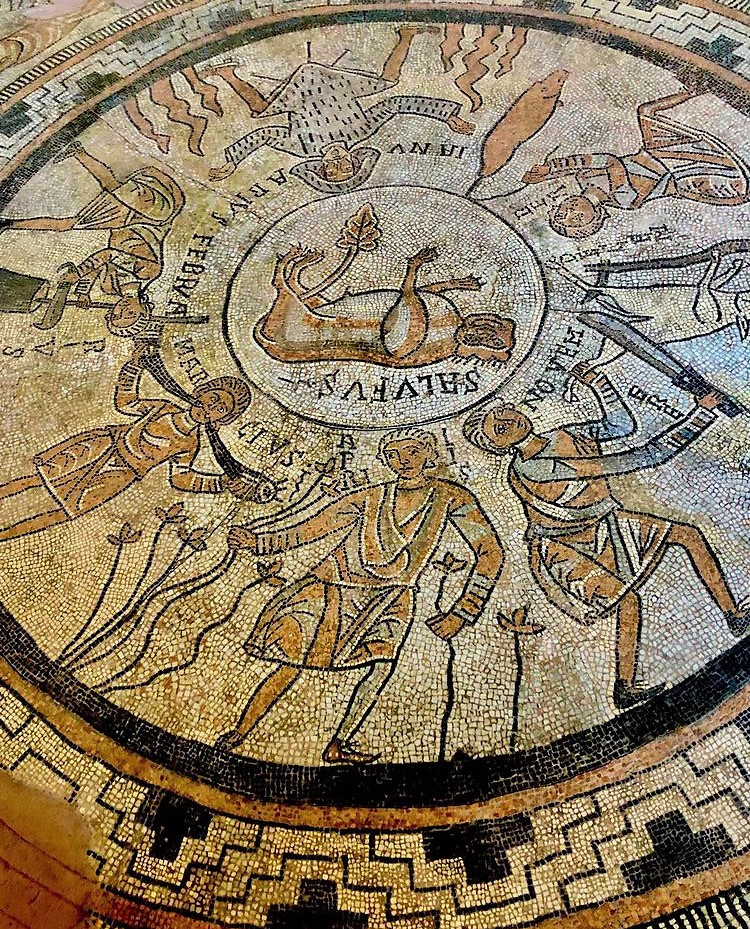
Rad der Monate aus Santa Maria delle Stuoie, 12. Jhd.

Die folgenden Räume zeigen zahlreiche architektonische Elemente aus Terrakotta, wie Portale, Fenster, Dekorationen, die von paveser Werkstätten zwischen dem 14. und 15. Jahrhundert hergestellt wurden und den Übergang des künstlerischen Geschmacks von der Gotik zur Renaissance widerspiegeln. Zu den ausgestellten Funden gehört der Marmorgrabstein von Francesco da Brossano, dem Schwiegersohn von Francesco Petrarca, der 1368 in Pavia gestorben und begraben wurde. Der Text des Grabsteins in lateinischen Versen wurde direkt von Francesco Petrarca während seines Aufenthalts in Pavia 1365–1368 verfasst. Gotisch ist der Gisant des paveser Aristokraten Ardengo Folperti, Schatzmeister des Herzogs von Mailand Filippo Maria Visconti, gestorben 1430. Die Skulptur ist ein Werk des lombardischen Künstlers Jacopino da Tradate, der in jenen Jahren auch im Mailänder Dom tätig war.
Die Renaissance-Sektion zeigt Skulpturen aus der Certosa di Pavia (insbesondere viele Terrakotta-Skulpturen) und Werke, die Schülern von Giovanni Antonio Amadeo und Cristoforo und Antonio Mantegazza zugeschrieben werden, wie das Basrelief mit der Verkündigung aus der Basilica del Santissimo Salvatore unter dem offensichtlichen Einfluss von Donato Bramante. Von größerer Bedeutung ist dagegen ein Flachrelief der Pietà, das zwischen 1470 und 1475 von Antonio Mantegazza geschaffen wurde. Das Werk wurde ursprünglich im Eingang des Ospedale San Matteo in Pavia platziert. Und obwohl sie ansonsten vollständig dem Renaissance-Stil entspricht, zeigt sich in der Dramatik der Gesichter und Gesten der Figuren der Einfluss der spätgotischen Zeit. Im manieristischen Stil ist die Büste des Telamon aus der zweiten Hälfte des 16. Jahrhunderts vom Mailänder Künstler Annibale Fontana realisiert.

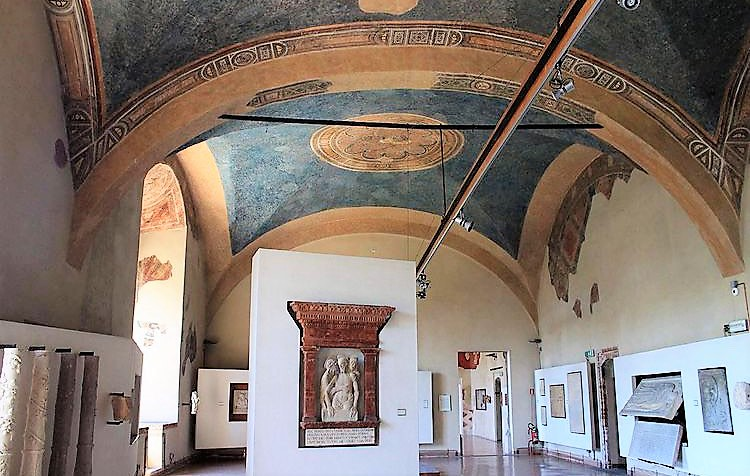
Saal der Renaissance-Abteilung
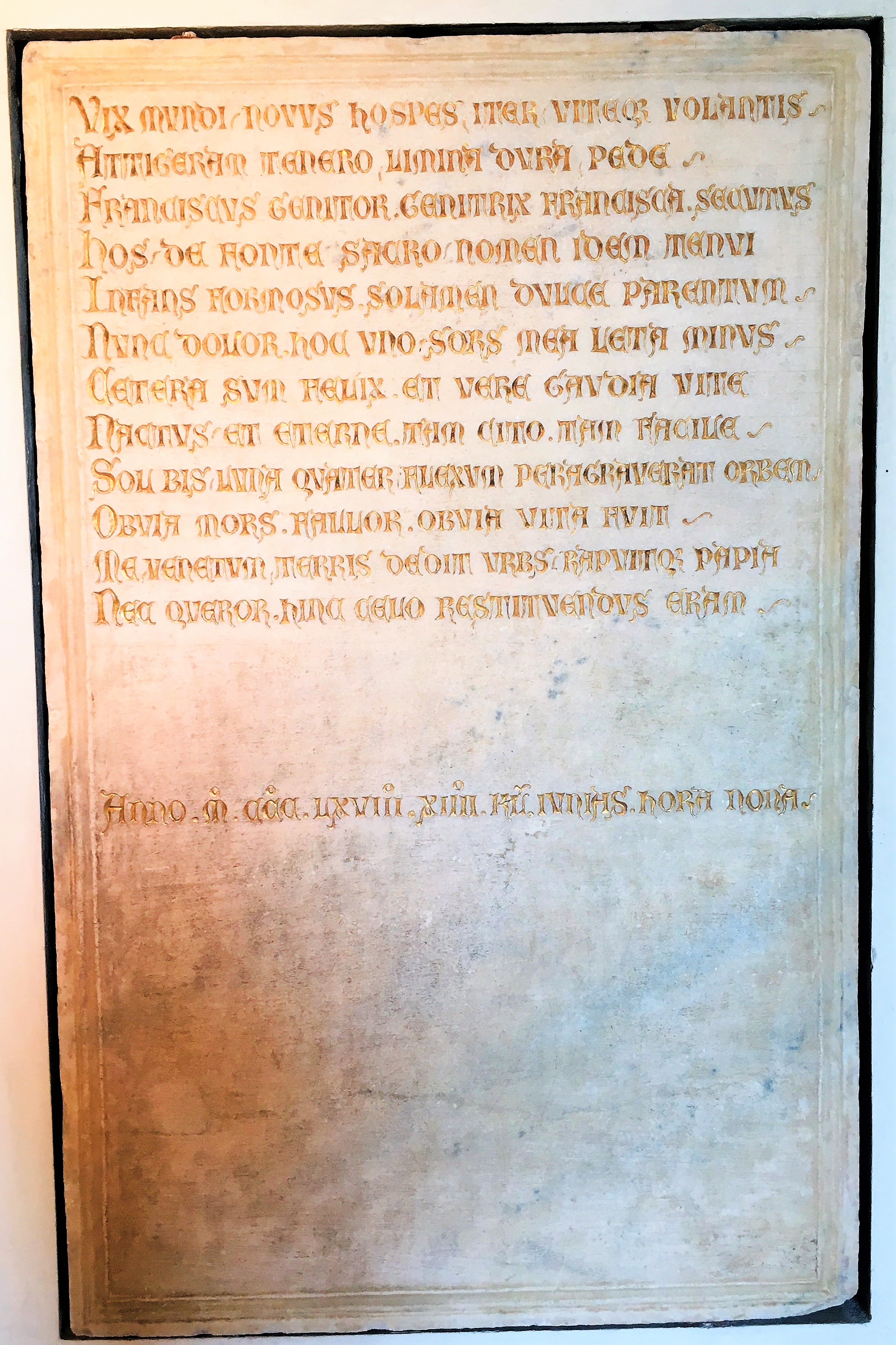
Grabstein von Francesco da Brossano, Text von Francesco Petrarca
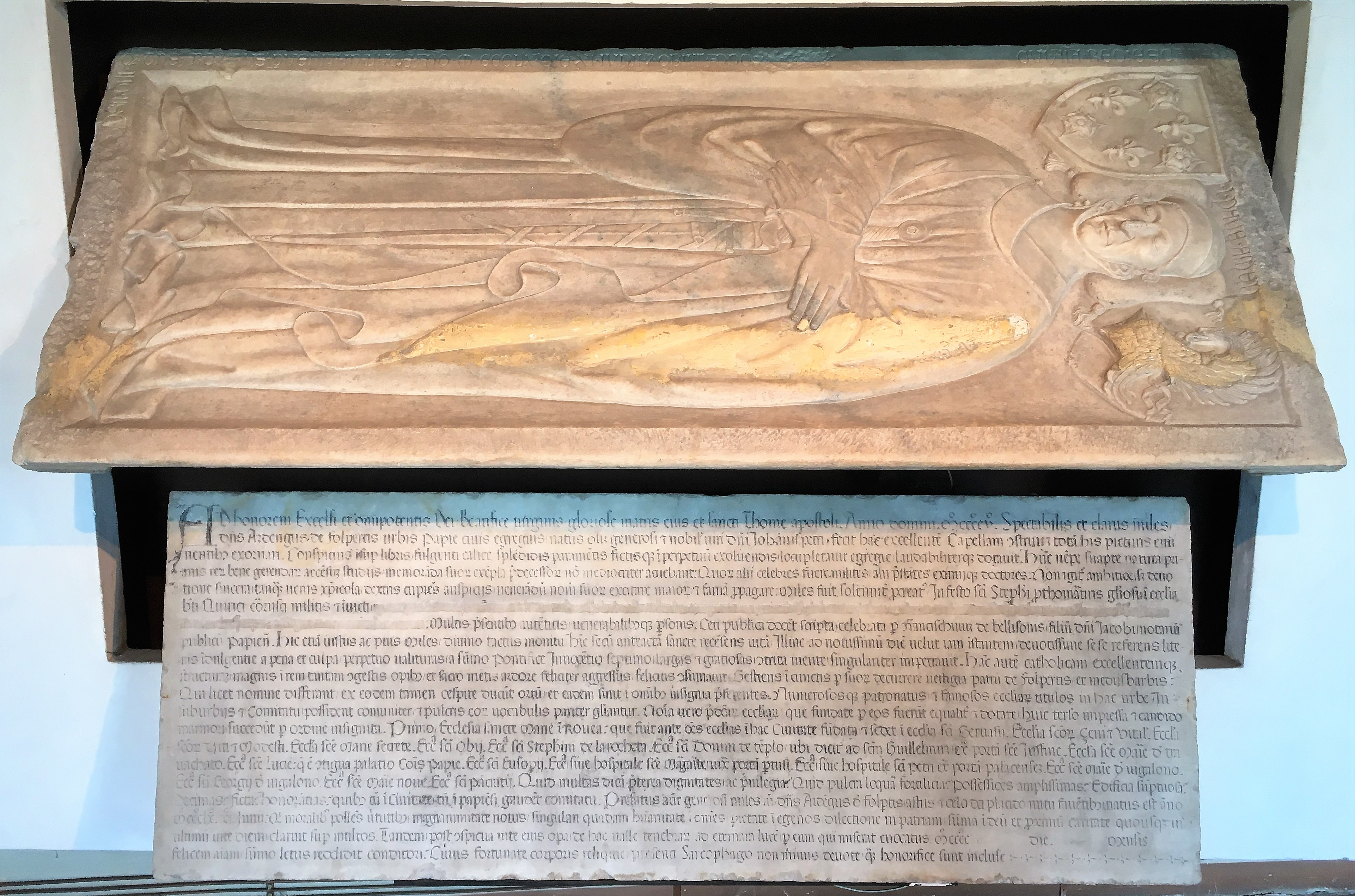
Jacopino da Tradate, Grabstein von Ardengo Folperti
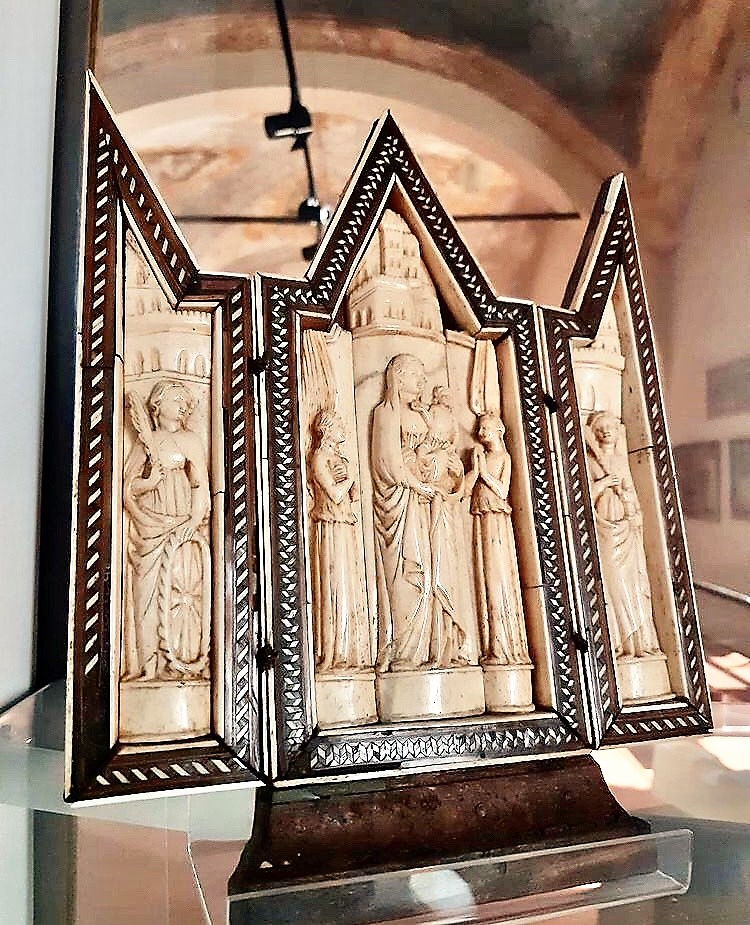
Triptychon aus Elfenbein, 2. Hälfte des 14. jhds.
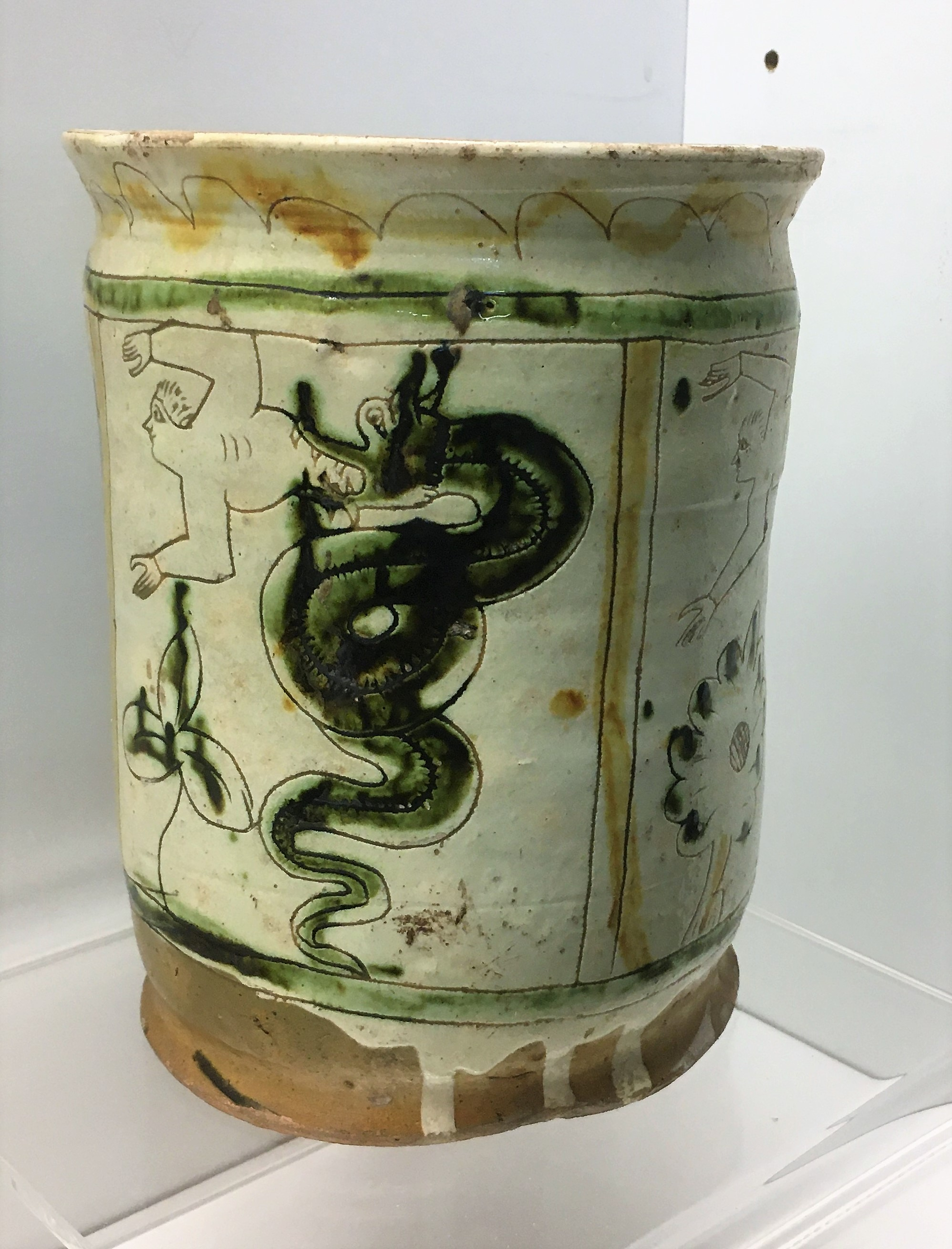
Albarello aus dem Grab Gian Galeazzo Viscontis aus der Certosa von Pavia, Lombardische Werkstatt des 15. Jhds
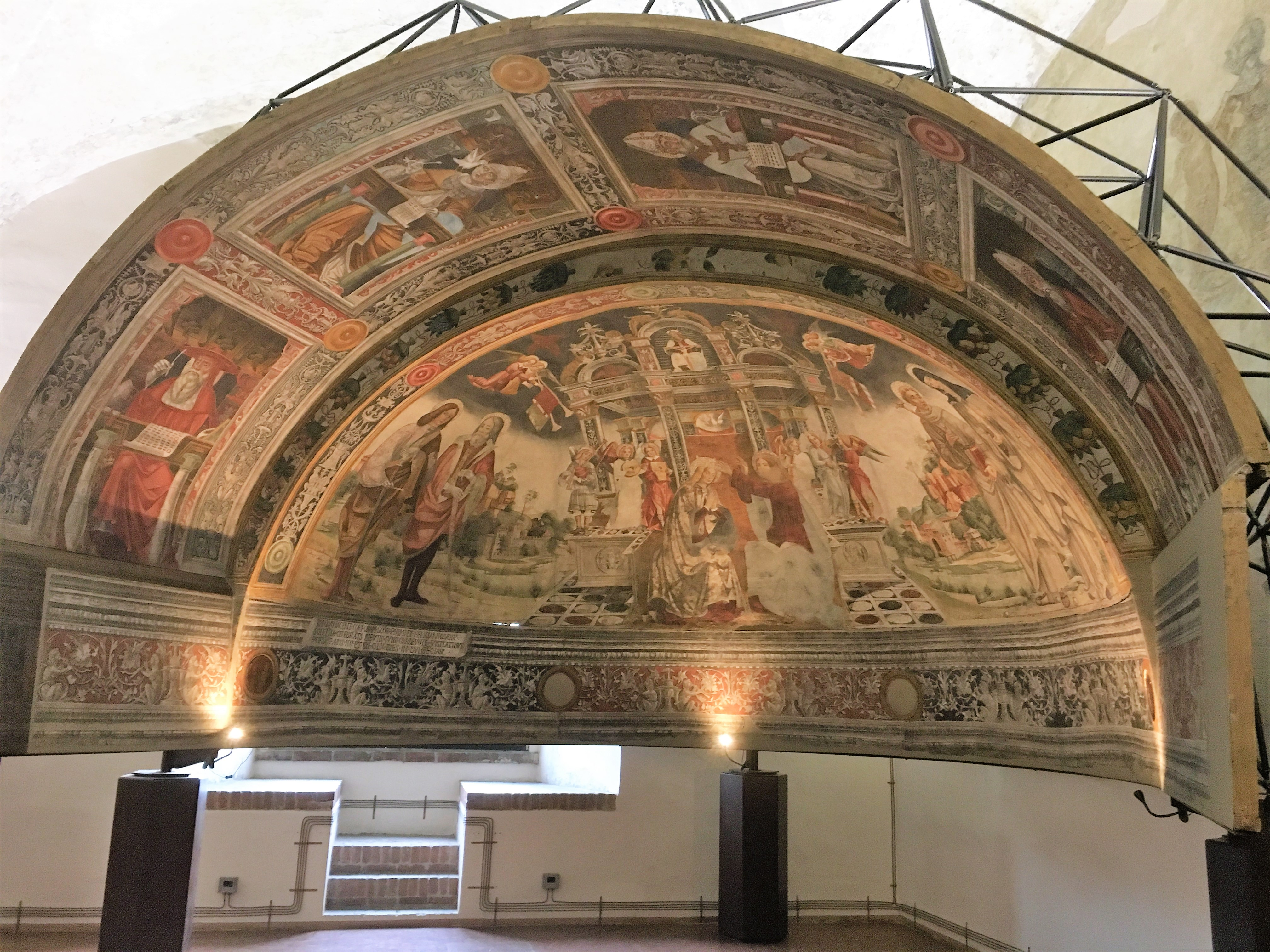
Fresko der Absis von Sant'Agata al Monte, Ende 15. Jhd.
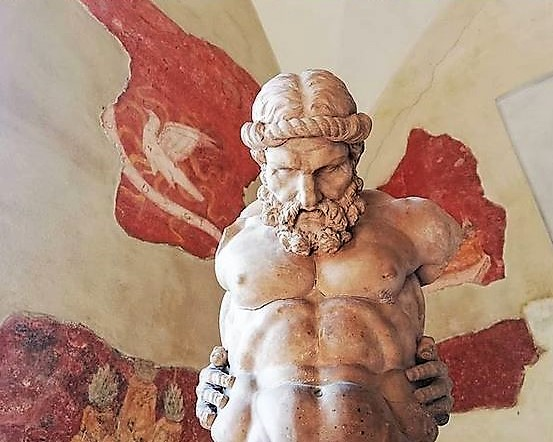
Annibale Fontana, Telamon

## Pinacoteca Malaspina
Der Hauptteil der Gemälde wurde der Gemeinde von Pavia vom Markgraf Luigi Malaspina von Sannazzaro im Jahr 1835 geschenkt. In den folgenden Jahrzehnten wurde die Sammlung, wie auch andere Teile des Museums, durch Schenkungen weiterer Sammler bereichert, wie die von Camillo Brambilla, dem Neffe von Giovanni Alessandro Brambilla (österreichischer Militärchirurg und kaiserlicher Leibarzt), im Jahr 1892, und in jüngerer Zeit die des Anwalts Giuseppe Radlinski, im Jahr 1949.
Im Inneren der Pinakothek sind auch viele Beispiele von Majoliken aus Pavia ausgestellt. Zwischen dem 16. und 18. Jahrhundert war die Stadt eines der wichtigsten Zentren für die Herstellung von Majolika in Norditalien.
In einem weiteren Saal der Pinakothek ist das ein Modell des Doms aus dem Jahr 1497 erhalten, ein Werk von Giovanni Pietro Fugazza und Cristoforo Rocchi, eines der wenigen erhaltenen Holzmodelle aus der Renaissance. Das Modell hat eine eindrucksvolle Größe: Es ist mehr als fünf Meter lang, 3,64 Meter breit und 3,64 Meter hoch. Seine Struktur besteht aus über 500 Elementen verschiedener Hölzer: Zypresse, Esche, Eiche und Nussbaum, durch Zapfen verbunden. Das Besondere des Modells ist, dass es nicht nur die architektonischen Elemente der Kathedrale wiedergibt, wie die große Kuppel auf einem Tambour (die in einer Laterne endet) oder die Strebepfeiler, Galerien und großen Säulen des Innenraums der Kathedrale, sondern auch viele dekorative Details, wie die Portale mit Vestibül mit doppelten Säulen, die Rosette (mit Engelsbüsten verziert) oder die große geschnitzte Figurengruppe der frontseitigen Fassade, die die Himmelfahrt der Jungfrau Maria und der Apostel darstellt.

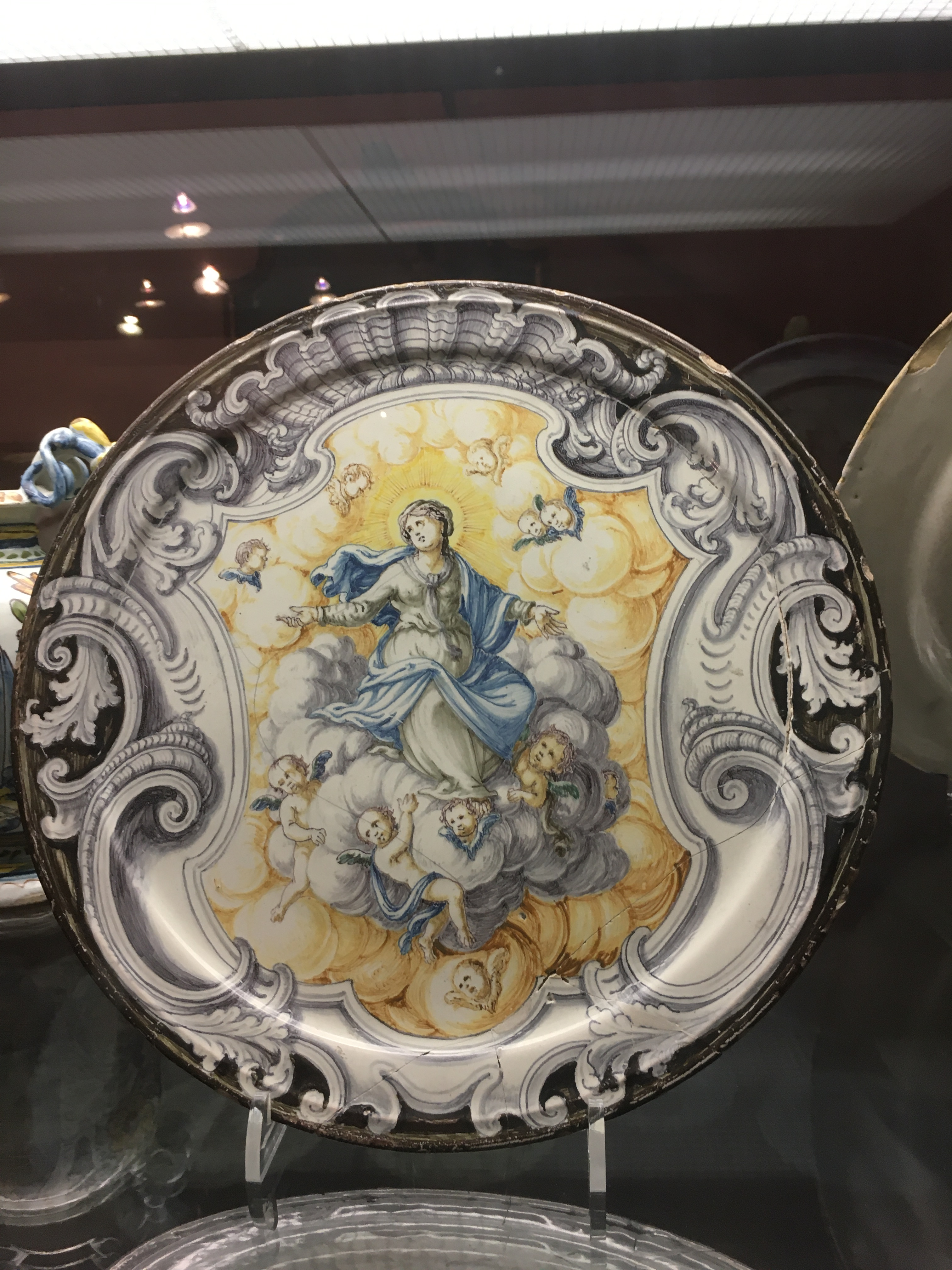
Große Maiolica-Platte, 17.–18. Jhd.
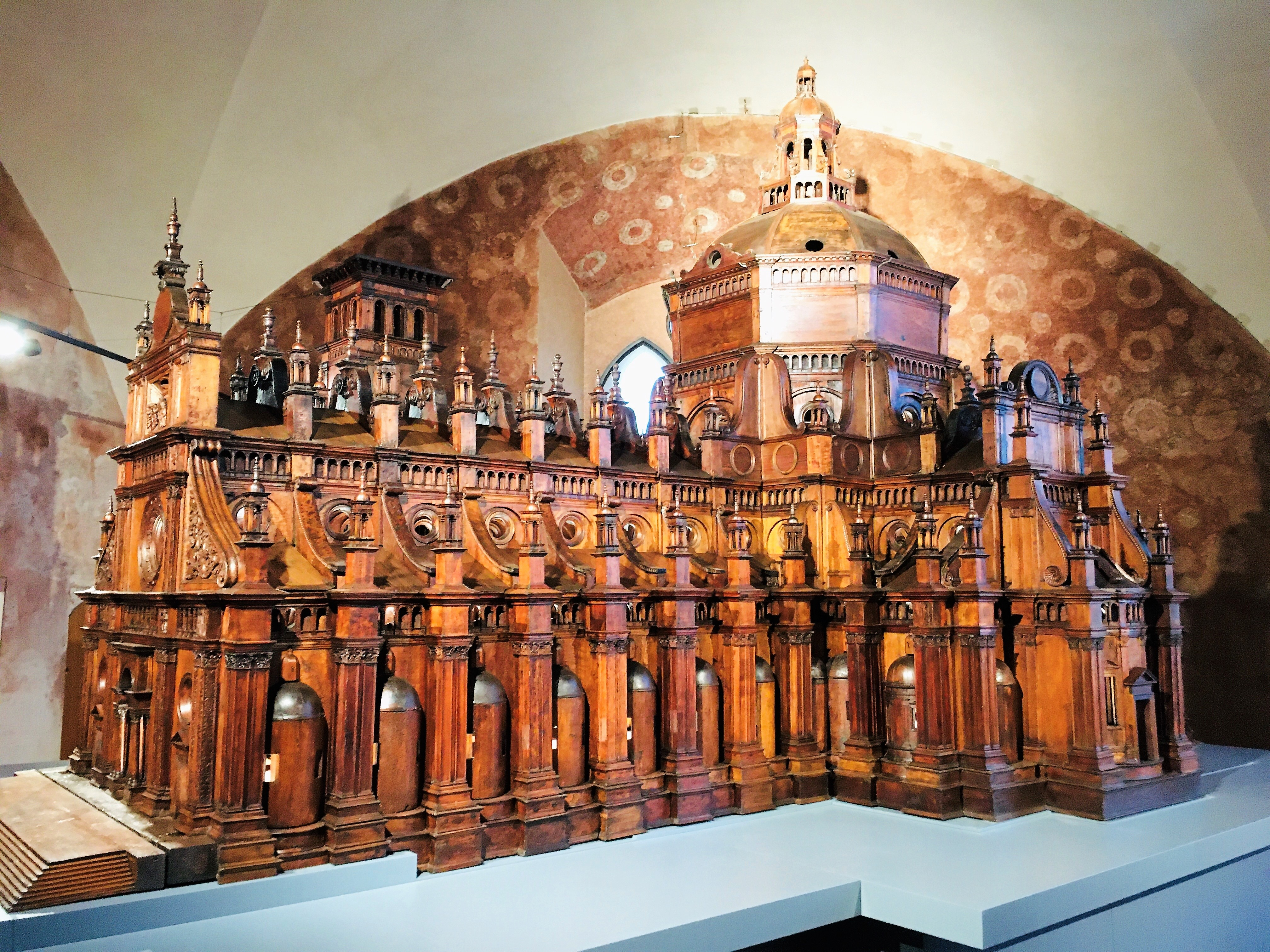
Modell des Doms von Pavia, 1497

### Ausgestellte Werke (Auswahl)
(Quelle: )
- Jacopo del Casentino, St. Franziskus, St. Andreas und St. Jakob, die Kreuzigung
- Simone dei Crocifissi, Krönung der Jungfrau Maria
- Spinello Aretino, Johannes der Täufer, Fresko aus der Kirche Santa Maria del Carmine in Florenz
- Guariento di Arpo, Cherubim-Kopf
- Gentile da Fabriano, Madonna mit Kind unter den Heiligen Franziskus und Klara[60]
- Michele Giambono, Veronika
- Vincenzo Foppa, Pala Bottigella[61]
- Antonello da Messina, Porträt eines Mannes[62]
- Giovanni Bellini, Madonna mit Kind
- Alvise Vivarini, Der heilige Franziskus und der heilige Johannes der Täufer
- Cima da Conegliano, Johannes der Täufer
- Benedetto Rusconi, Madonna mit Kind
- Benvenuto Tisi Garofalo, Hochzeit der Madonna
- Bergognone, Christus und die Kartäuser
- Bernardo Zenale, Madonna mit Kind zwischen Maria Magdalena und Katharina von Alexandria
- Defendente Ferrari, Kreuzigung
- Hugo van der Goes, Madonna mit Kind[63]
- Andrea del Sarto, Madonna mit Kind
- Giovanni Ambrogio Bevilacqua, Maria, das Kind anbetend
- Giampietrino, Maria Magdalena
- Antonio da Correggio, Heilige Familie mit den Heiligen Elisabeth und Johannes[64]
- Paris Bordone, Erlösung
- Paris Bordone, Christus und zwei Jünger auf dem Weg nach Emmaus
- Bernardino Luini, Frauenfigur
- Luca Cambiaso, Maria mit dem Kind, die heilige Elisabeth und der heilige Johannes
- Paolo Veronese, Heiliger Hieronymus[65]
- Jacopo Palma der Jüngere, Verkündigung
- Giacomo Cavedone, Heiliger Hieronymus
- Jacopo da Empoli, Heilige Katharina von Alexandria
- Giovanni Battista Crespi, Dritter Reiter der Offenbarung
- Giovanni Ambrogio Figino, Zeus und Io, Gemälde für Kaiser Rudolf II.
- Camillo Procaccini, Der verlorene Sohn kehrt zurück
- Camillo Procaccini, Die Anbetung der Könige
- Francesco Cairo, Artemisia II.
- Francesco Cairo, Maria Magdalena
- Giovanni Battista Carlone, Geißelung der Heiligen Katharina
- Domenico Gargiulo, Venus und Adonis
- Domenico Gargiulo, Artemis und Aktaion
- Jan van Kessel der Ältere, Stillleben mit Spargeln und Affen
- Carlo Francesco Nuvolone, Porträt einer Dame
- Antonio Zanchi, Zwei Krieger
- Filippo Abbiati, Christus
- Philipp Peter Roos, Landschaft mit Rindern
- Nicola Malinconico, Urteil des Paris
- Alessandro Magnasco, Verleumdung eines Soldaten
- Giuseppe Bazzani, St. Peter und Paul
- Francesco Zuccarelli, Landschaft mit Rindern
- Pompeo Batoni, Susanne
- Pompeo Batoni, Porträt des Kardinals Giuseppe Pozzobonelli
- Giovanni Domenico Tiepolo, Porträt einer Orientalin
- Giovanni Domenico Tiepolo, Porträt eines alten Mannes
- Anton Raphael Mengs, Geburt Christi[66]

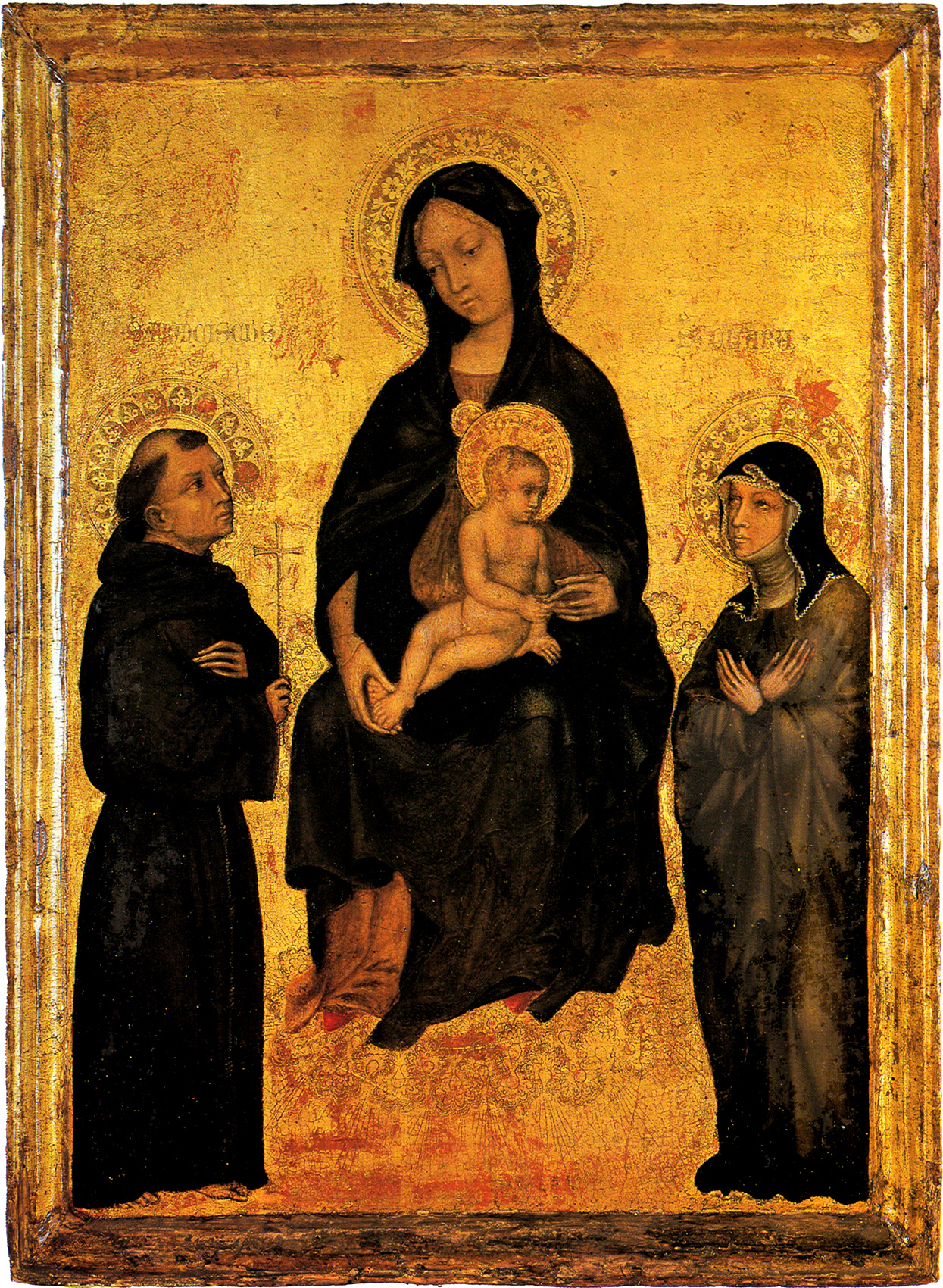
Gentile da Fabriano, Madonna mit Kind unter den Heiligen Franziskus und Klara.
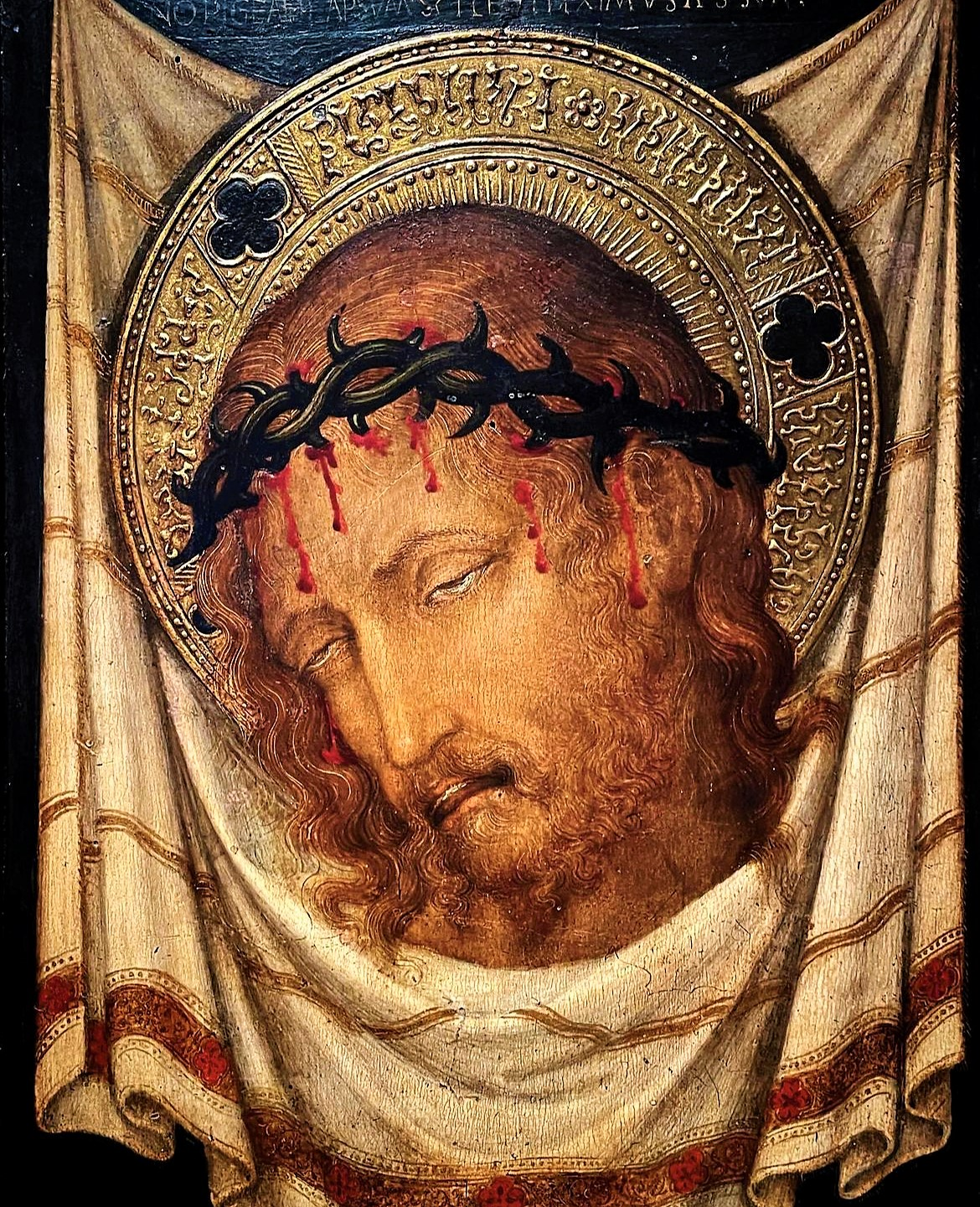
Michele Giambono, Veronika.
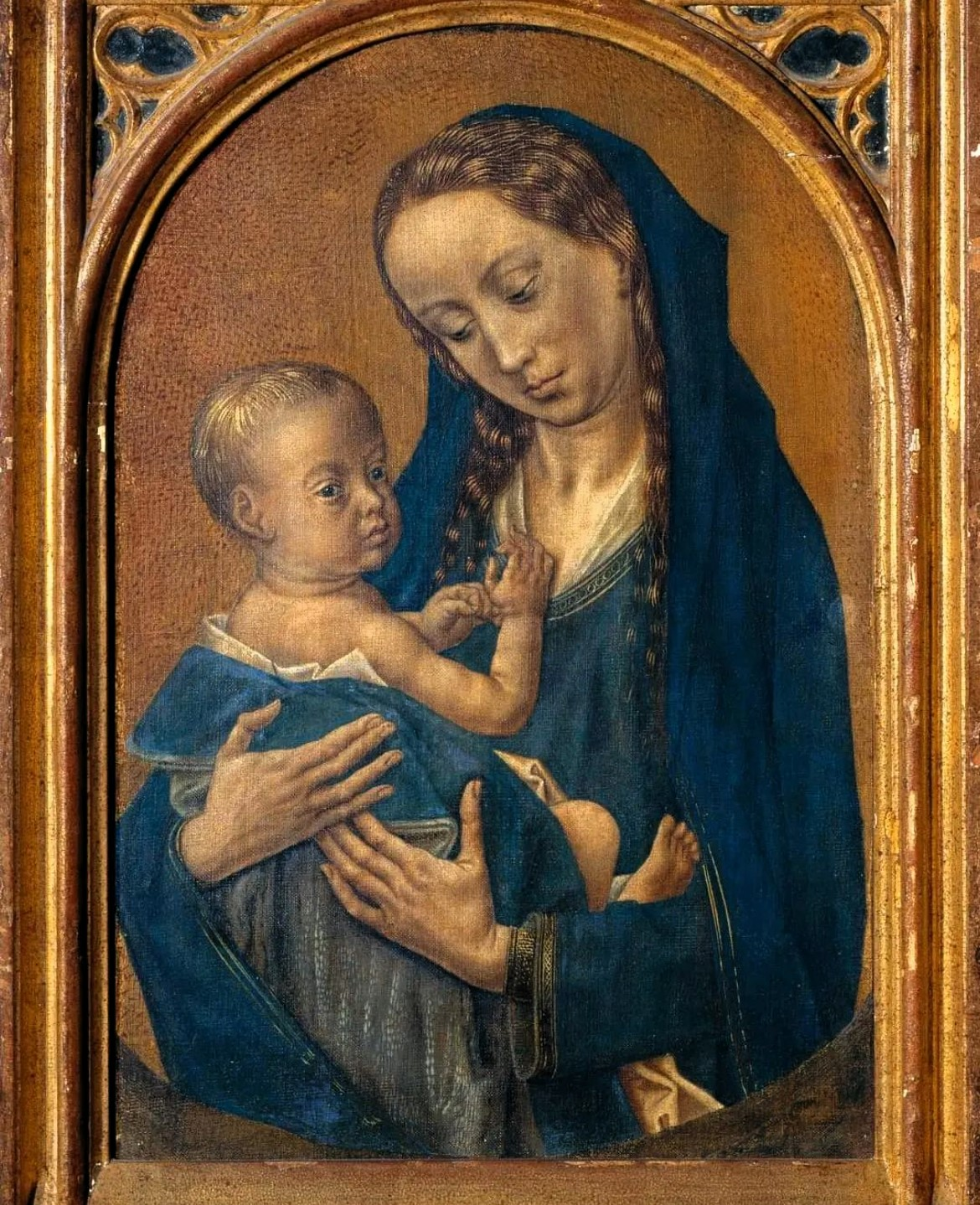
Hugo van der Goes, Madonna mit Kind.
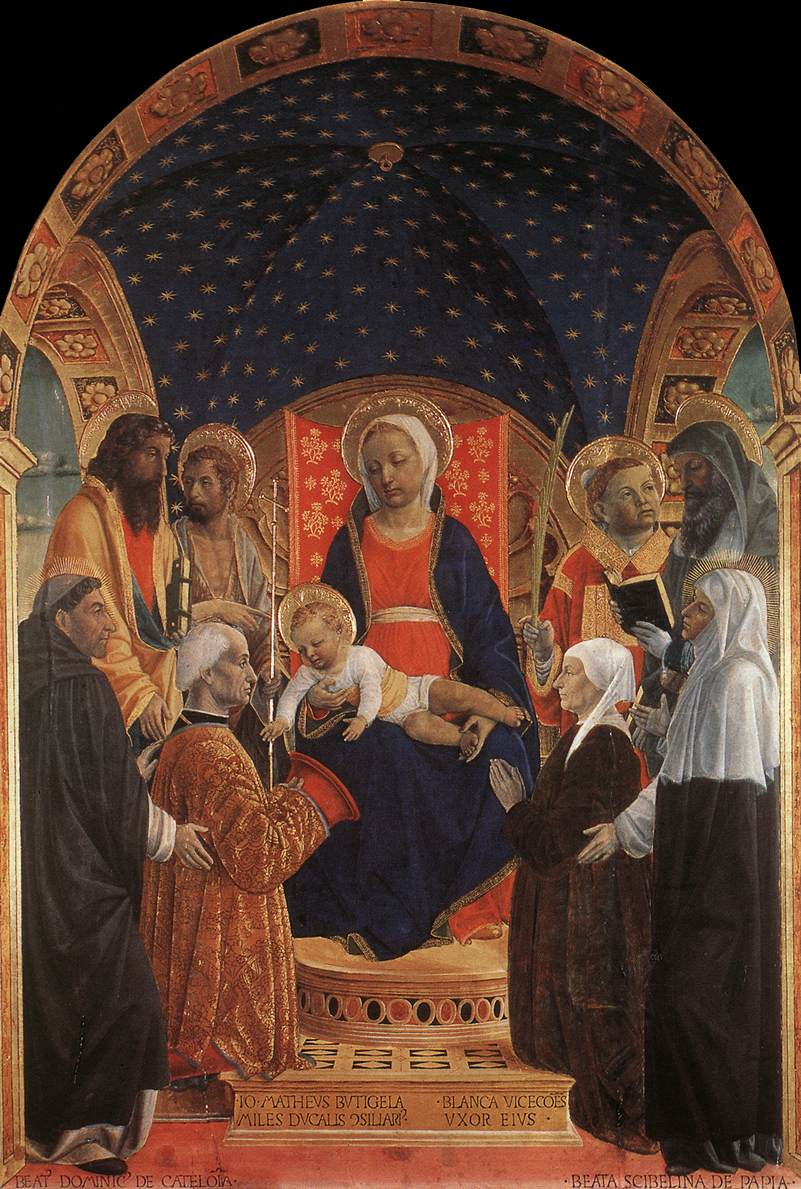
Vincenzo Foppa, Pala Bottigella.
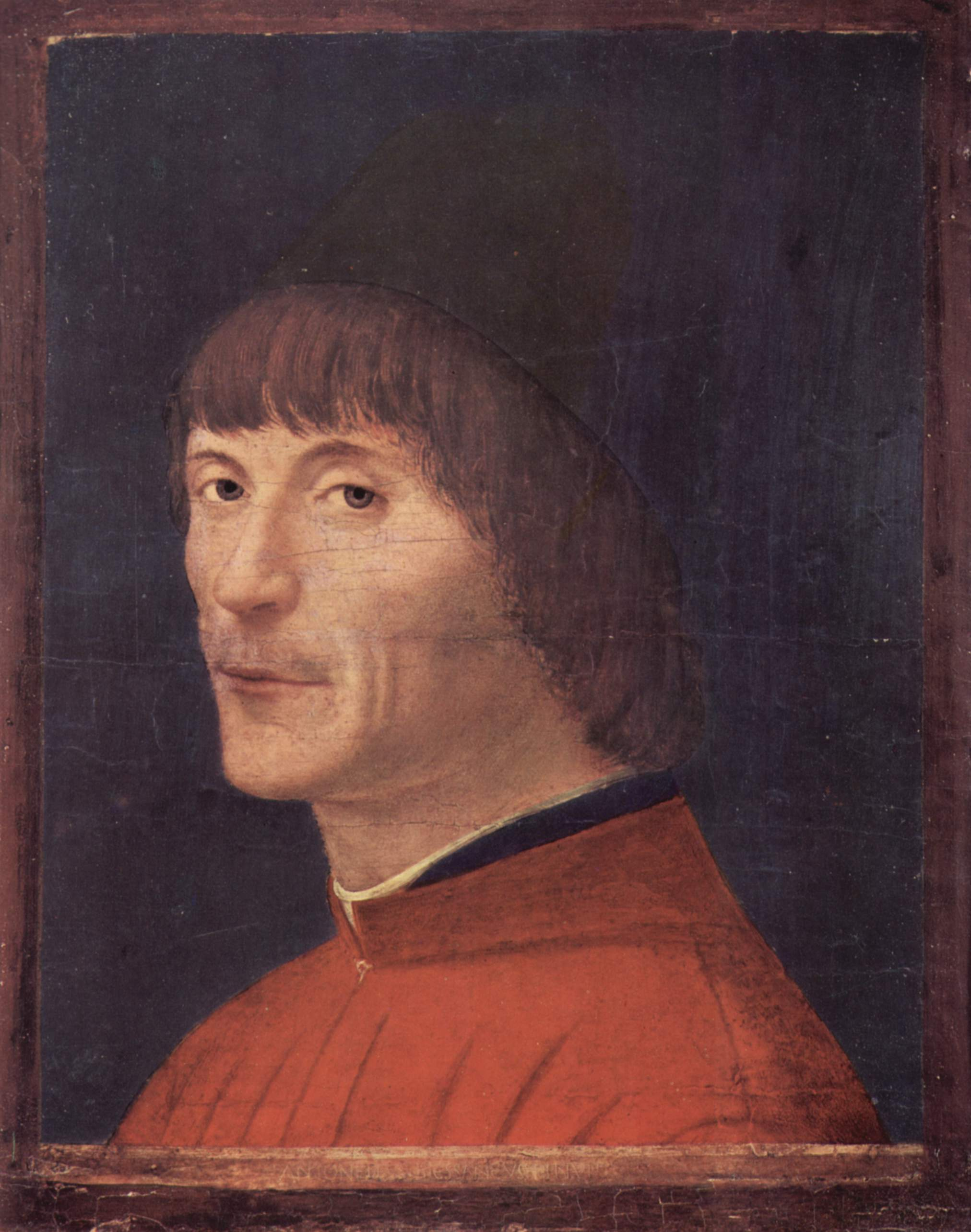
Antonello da Messina, Porträt eines Mannes.
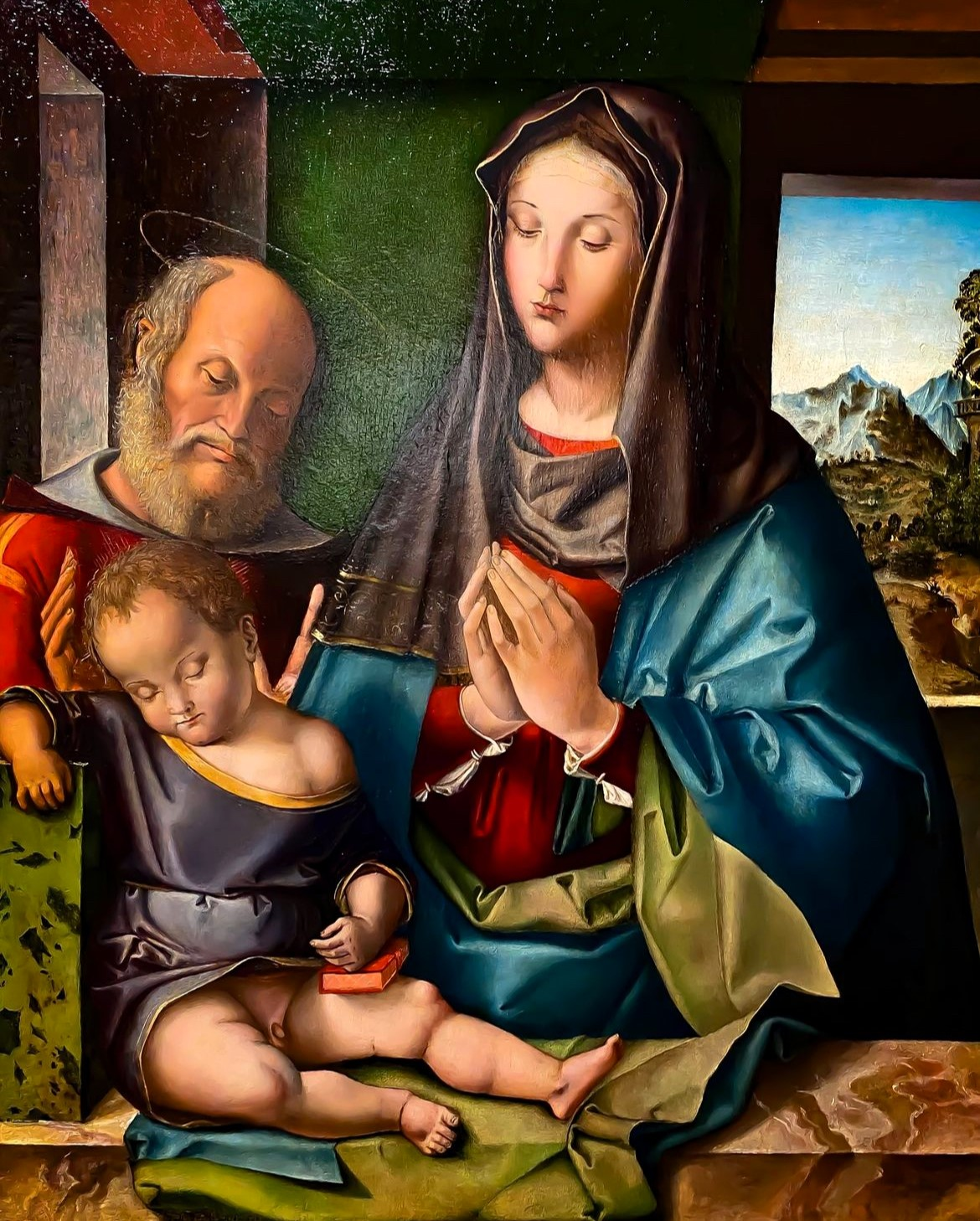
Bartolomeo Montagna, Heilige Familie.
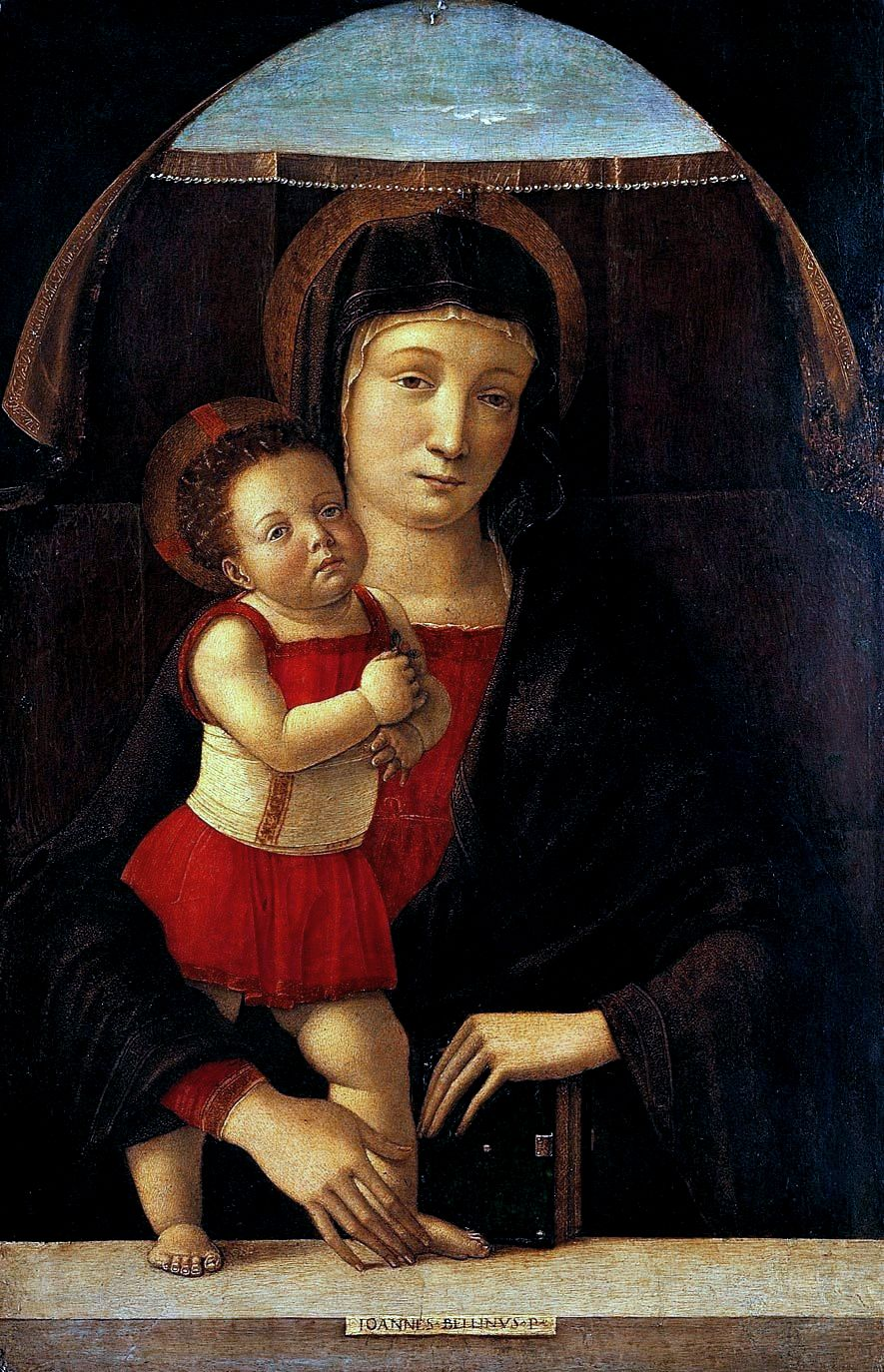
Giovanni Bellini, Madonna mit Kind.
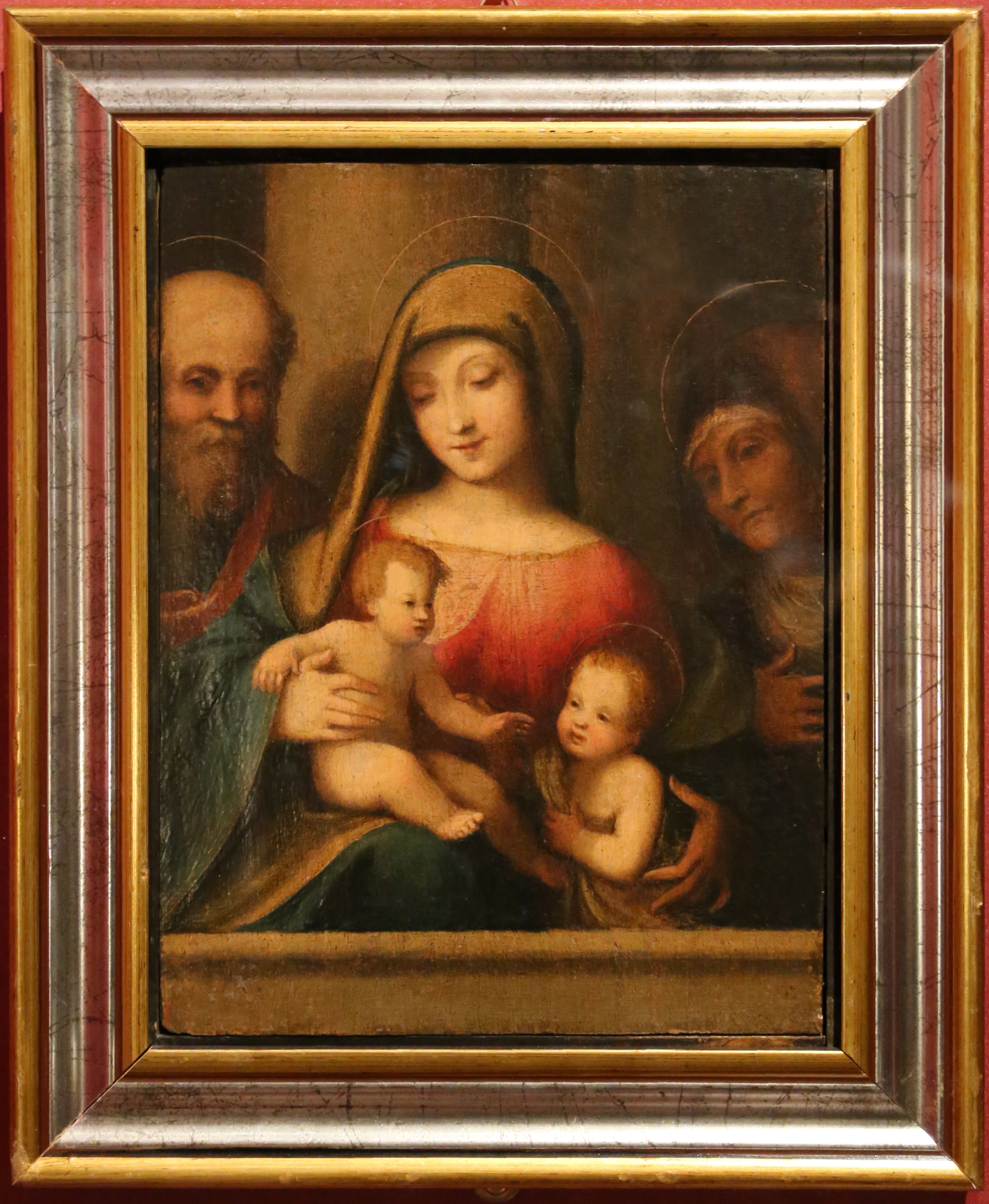
Antonio da Correggio, Heilige Familie mit den Heiligen Elisabeth und Johannes.
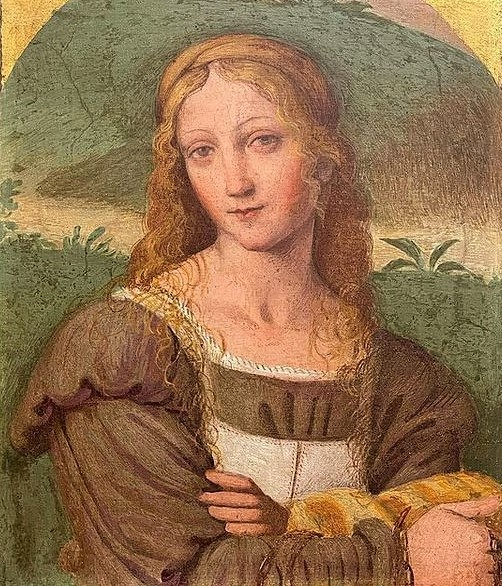
Bernardino Luini, Frauenfigur.
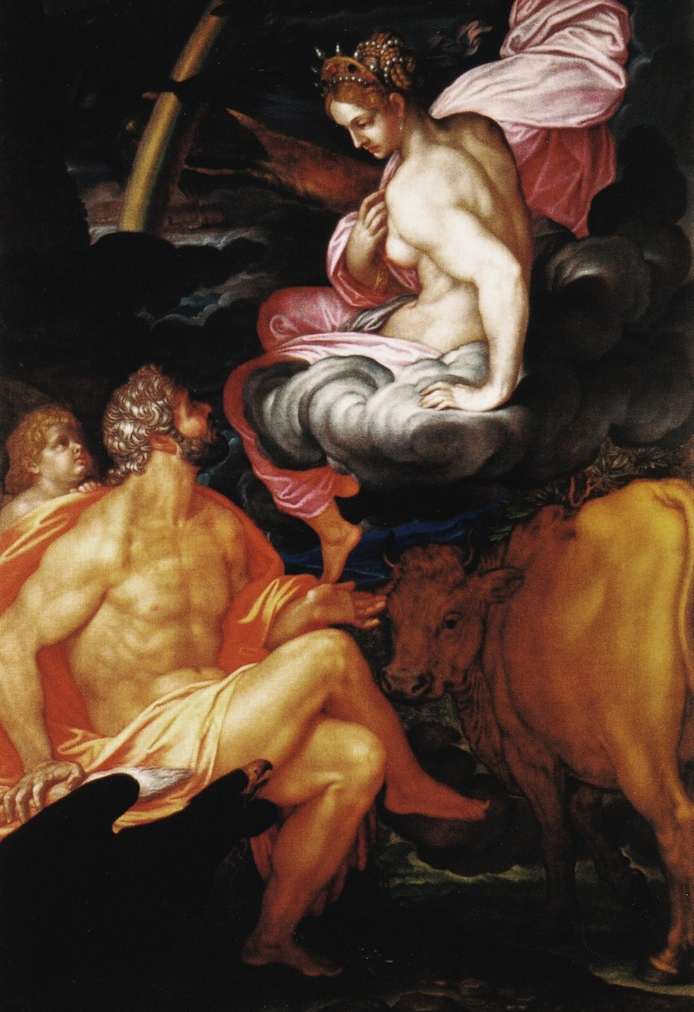
Giovanni Ambrogio Figino, Zeus und Io, Gemälde für Kaiser Rudolf II.
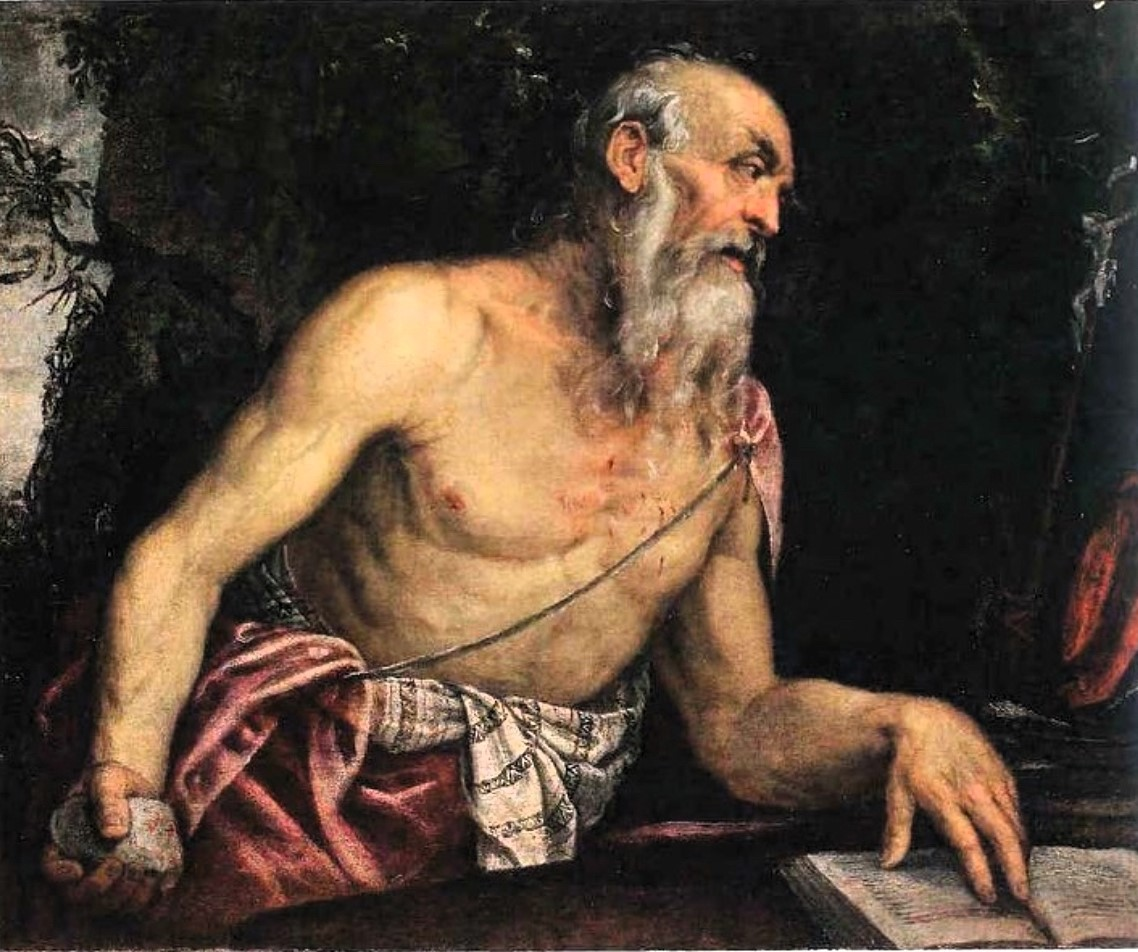
Paolo Veronese, Heiliger Hieronymus.
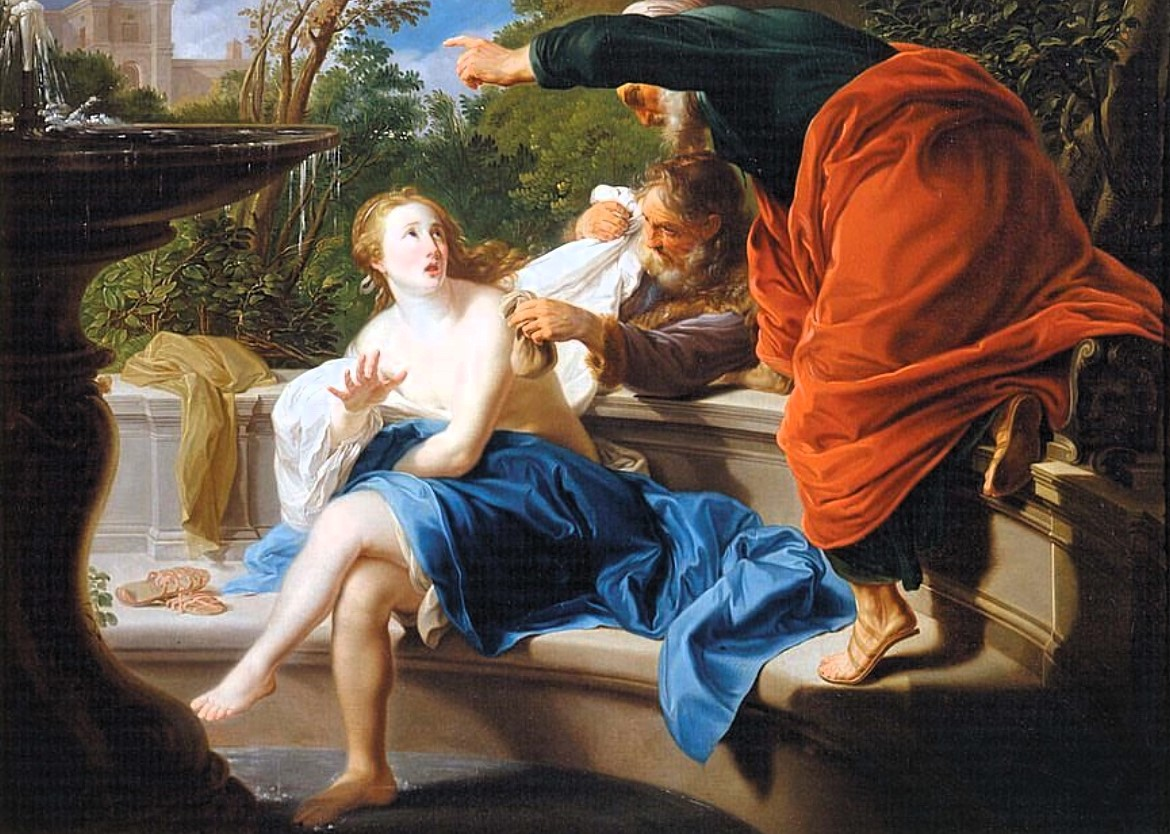
Pompeo Batoni, Susanne.

## Quadreria dell'Ottocento
Die Sammlung der Quadreria dell'Ottocento (Bildergalerie des 19. Jahrhunderts), im zweiten Stockwerk bietet einen fesselnden Rundgang durch die Malerei und Bildhauerei der Zeit.
Er erlaubt sowohl eine kunsthistorische als auch eine historische Perspektive auf politische und militärische Ereignisse. Enthalten sind Meisterwerke von nationaler Bedeutung, neben hervorragenden Produktionen lokaler Künstler, die von der Civica Scuola di Pittura, der von 1842 bis 1934 aktiven Städtischen Malerschule, gefördert und unterstützt wurden.

### Ausgestellte Werke (Auswahl)
- Francesco Fidanza, Winterlandschaft[69]
- Francesco Fidanza, Seelandschaft[70]
- Andrea Appiani, Venus und Hymenaios[71]
- Gaspare Landi, Hebe[72]
- Gaspare Landi, Paris[73]
- Felice Giani, Andromeda[74]
- Natale Schiavoni, Maria Magdalena[75]
- Giovanni Migliara, Atrium der Kirche Santa Maria presso San Celso[76]
- Francesco Hayez, Verborgene Anklage[77]
- Francesco Hayez, Otto II. versöhnt sich mit seiner Mutter Adelheid von Burgund[78]
- Francesco Hayez, Selbstporträt als Doge Andrea Gritti[79]
- Girolamo Induno, Enrico Cairoli in der Villa Glori[80]
- Tranquillo Cremona, Porträt von Nicola Massa[81].

## Collezione Morone
Die Morone-Sammlung, die kürzlich mit Unterstützung der Region Lombardei in einem neuen Raum im zweiten Stock des Castello Visconteo neu eingerichtet wurde, geht auf das außergewöhnliche Vermächtnis des Ehepaars Giulio Morone und Carla Perotti, Sammler aus Pavia, zurück, das 2001 dem Museum 66 Gemälde verschiedener Gattungen schenkte: von Bildern von Künstlern der Scapigliatura, wie Conconi, Ranzoni und Cremona, zu jenen unter dem Einfluss der französischen Kunst, wie Zandomeneghi, Boldini und De Nittis, zu den Experimenten mit geteilten Pinselstrichen von Pellizza da Volpedo, Grubicy de Dragon, Carlo Fornara.

### Ausgestellte Werke (Auswahl)
- Giambettino Cignaroli, Vision von Philipp Neri[84]
- Charles-François Daubigny, Wolkenspiel[85]
- Vincenzo Cabianca, Maremma[86]
- Federico Zandomeneghi, Toilette[87]
- Federico Zandomeneghi, Büste eines nackten Mädchens[88]
- Federico Zandomeneghi, Matilde[89]
- Federico Zandomeneghi, Reflexion[90]
- Federico Zandomeneghi, Roussotte[91]
- Giovanni Boldini, Galante Szene[92]
- Giuseppe De Nittis, Harem[93]
- Francesco Paolo Michetti, Die Hirtenmädchen[94]
- Leonardo Bazzaro, Porträt von Corona Scotti Bazzaro[95]
- Leonardo Bazzaro, Kloster in den Bergen[96]
- Cesare Tallone, Mädchenfigur[97]
- Giovanni Segantini, Die Falknerin[98]
- Giuseppe Pellizza da Volpedo, Christliche Nächstenliebe[99]
- Charles-François-Prosper Guérin, Schulterfreies Mädchen[100]
- Antonio Ambrogio Alciati, Gebet[101]
- Giuseppe Amisani, Modell[102]
- Armando Spadini, Schlafende Lillo[103]
- Armando Spadini, Lillo[104]

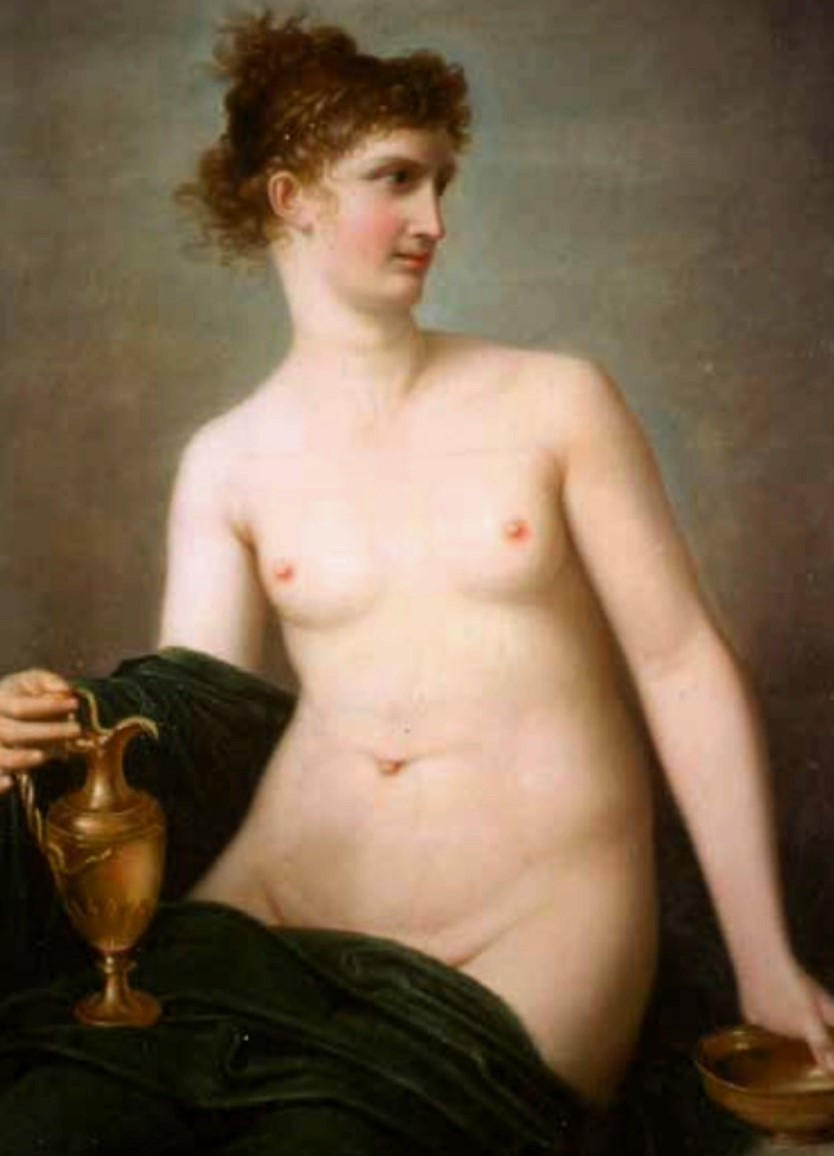
Gaspare Landi, Hebe.
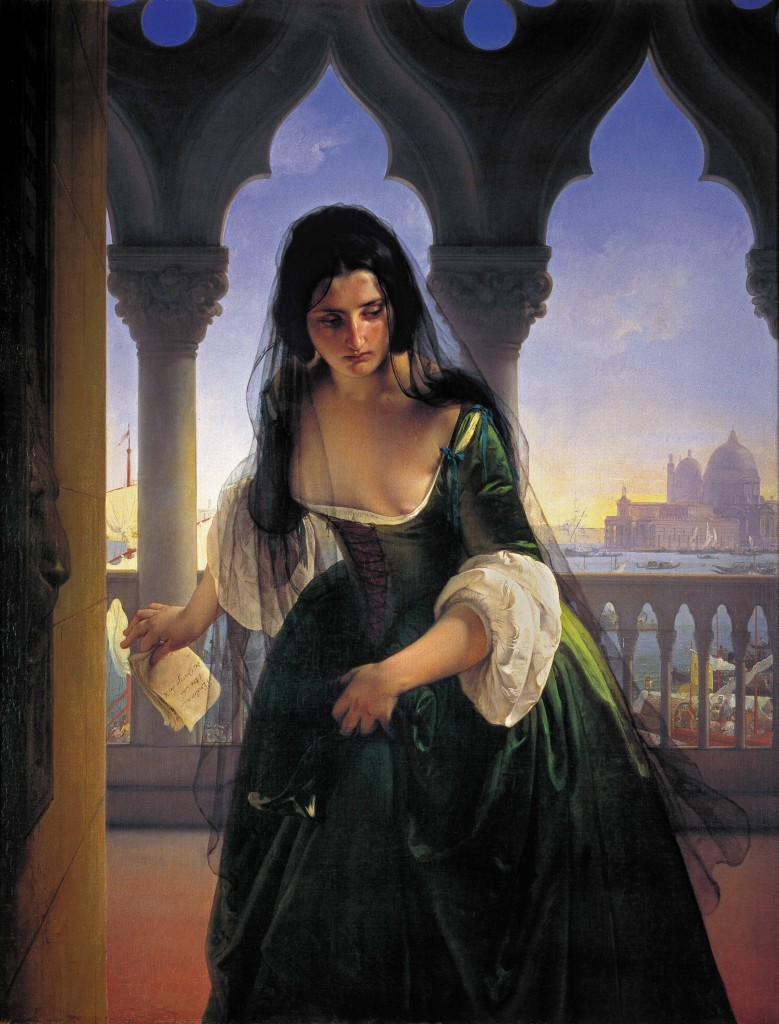
Francesco Hayez, Verborgene Anklage.
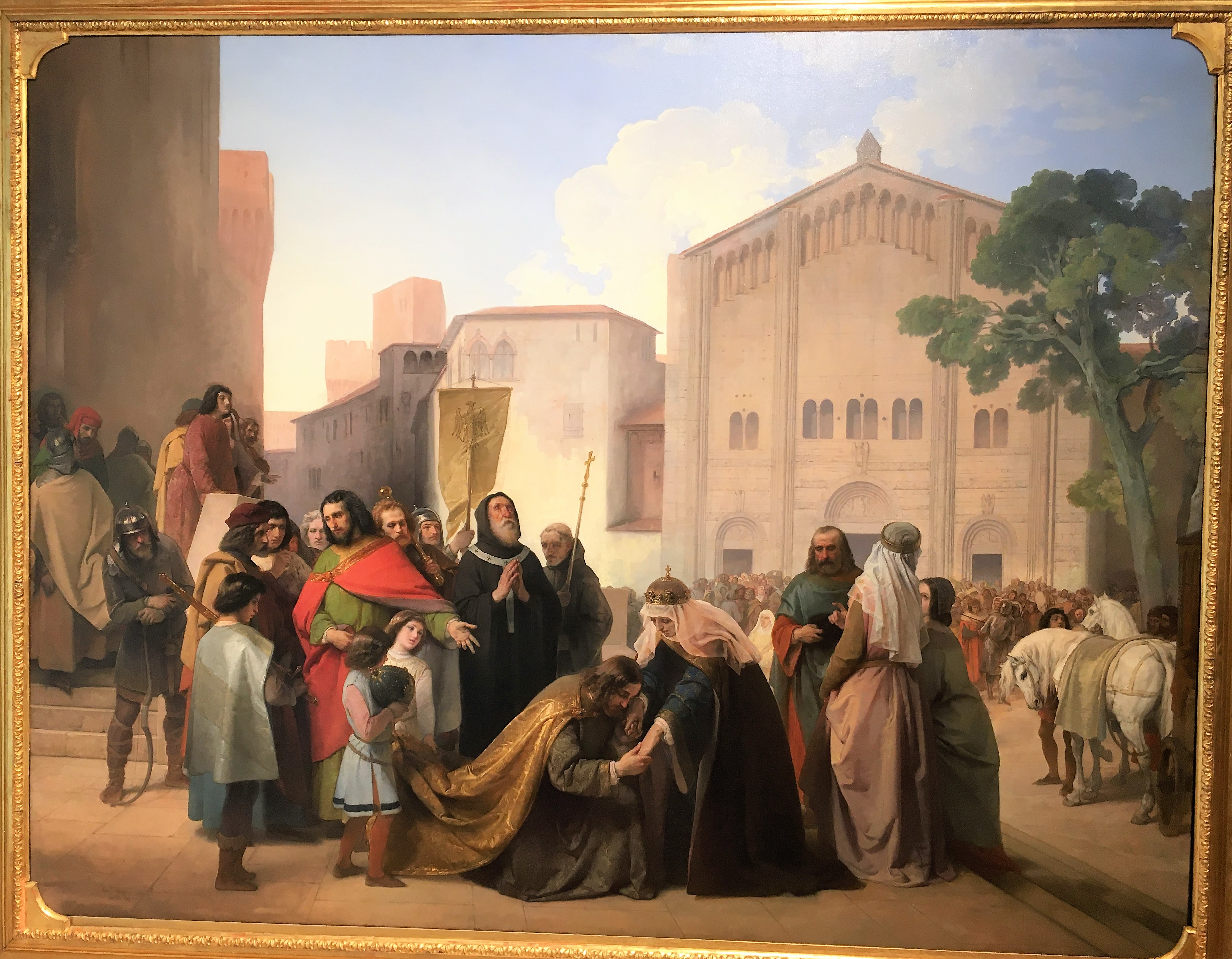
Francesco Hayez, Otto II. versöhnt sich mit seiner Mutter Adelheid von Burgund.
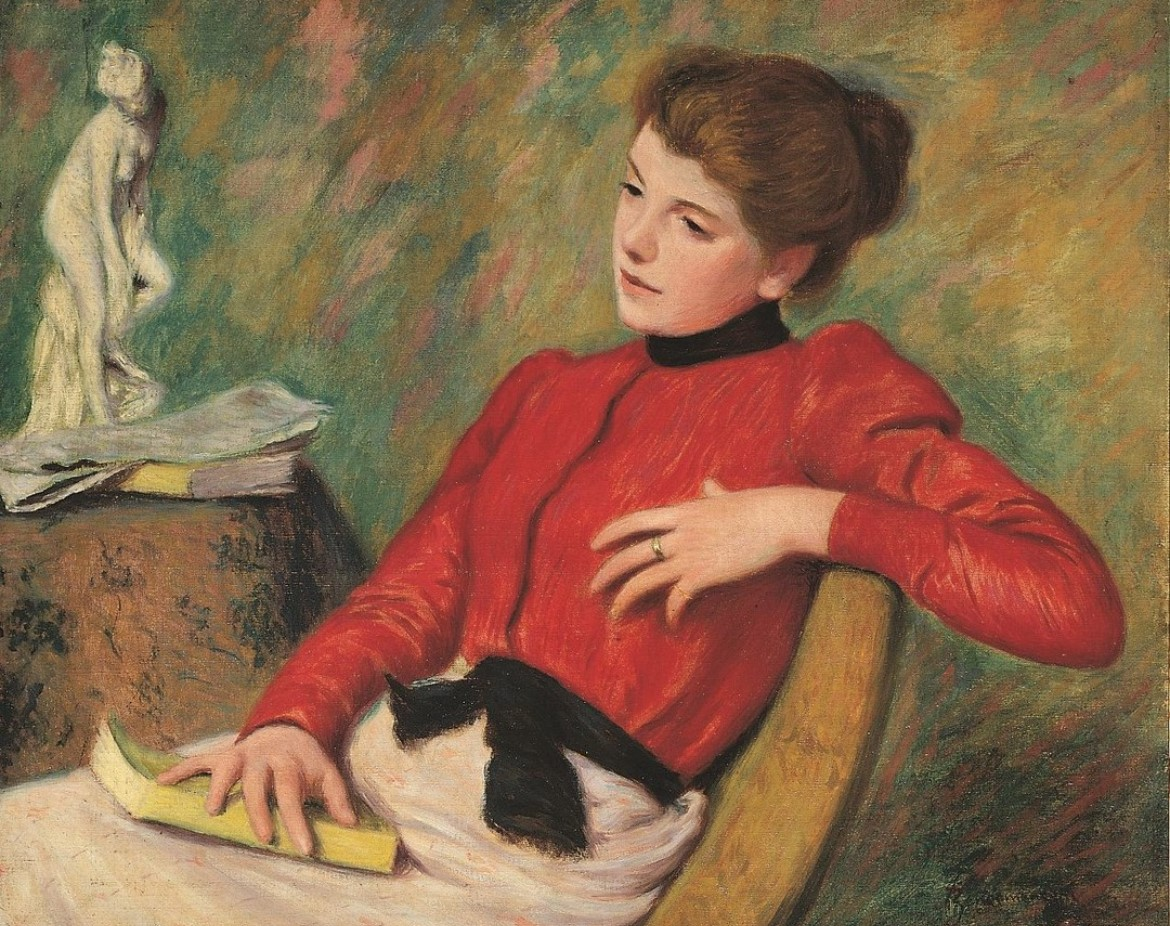
Federico Zandomeneghi, Reflexion.
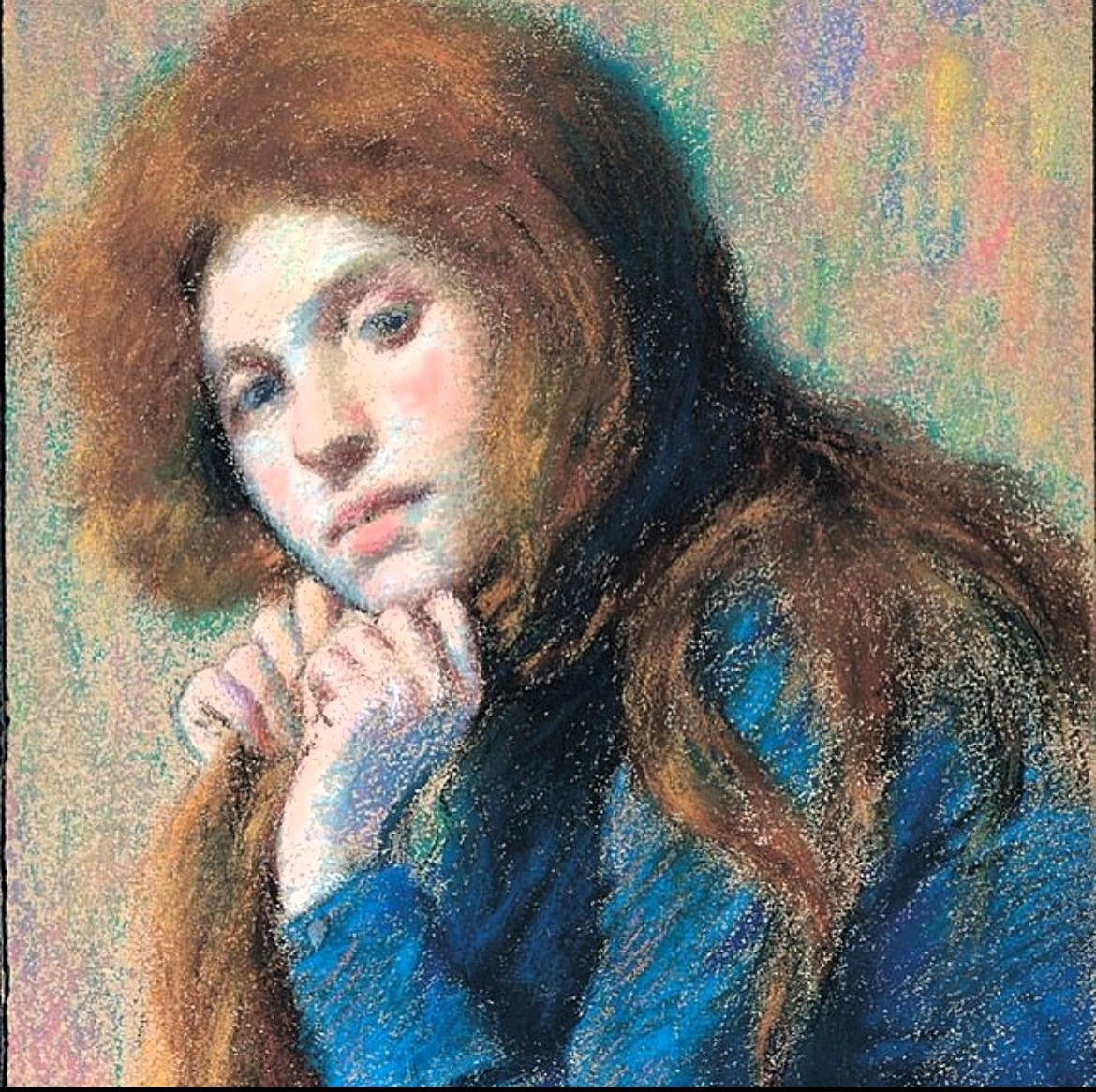
Federico Zandomeneghi, Matilde.
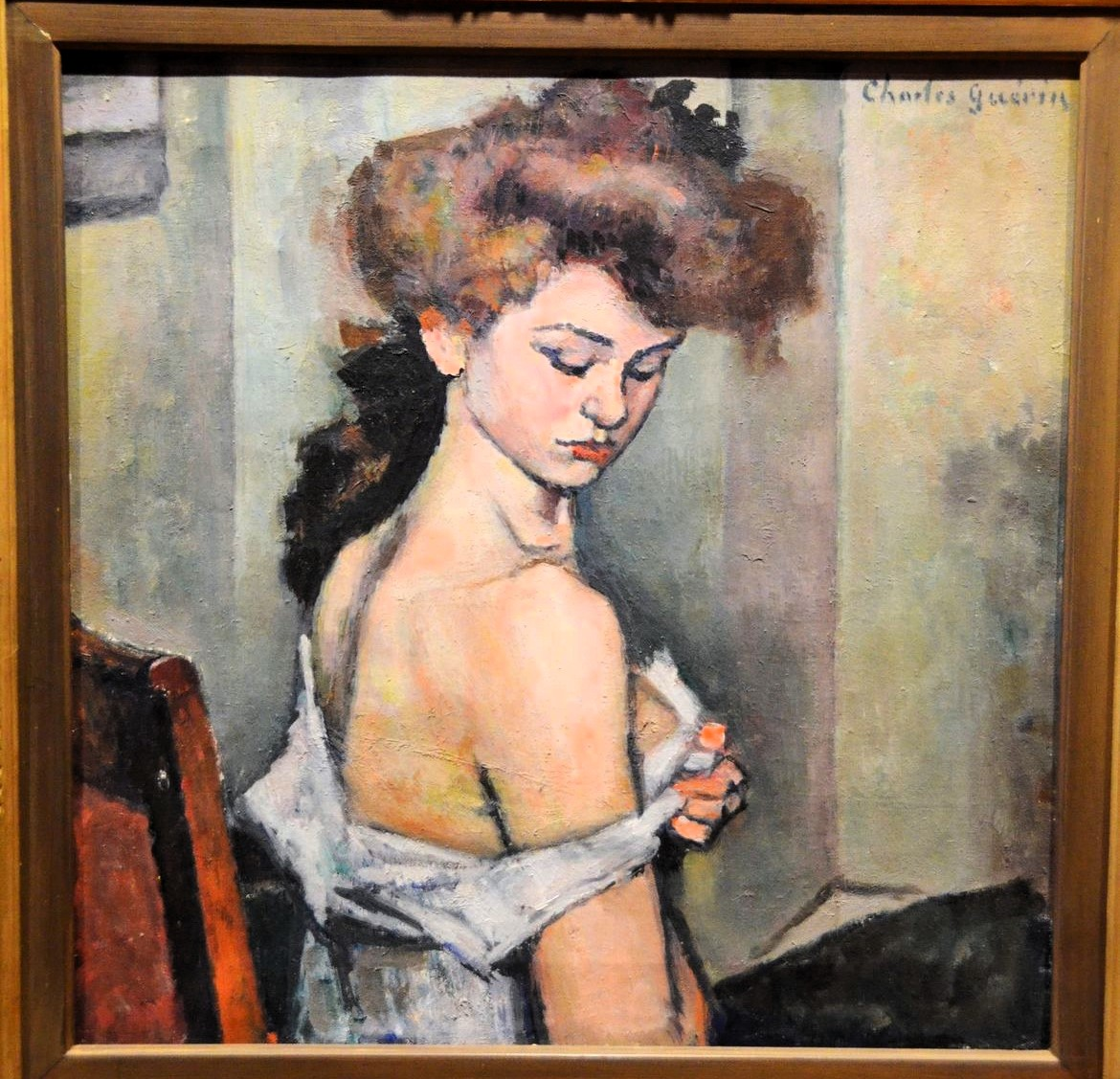
Charles-François-Prosper Guérin, Schulterfreies Mädchen.
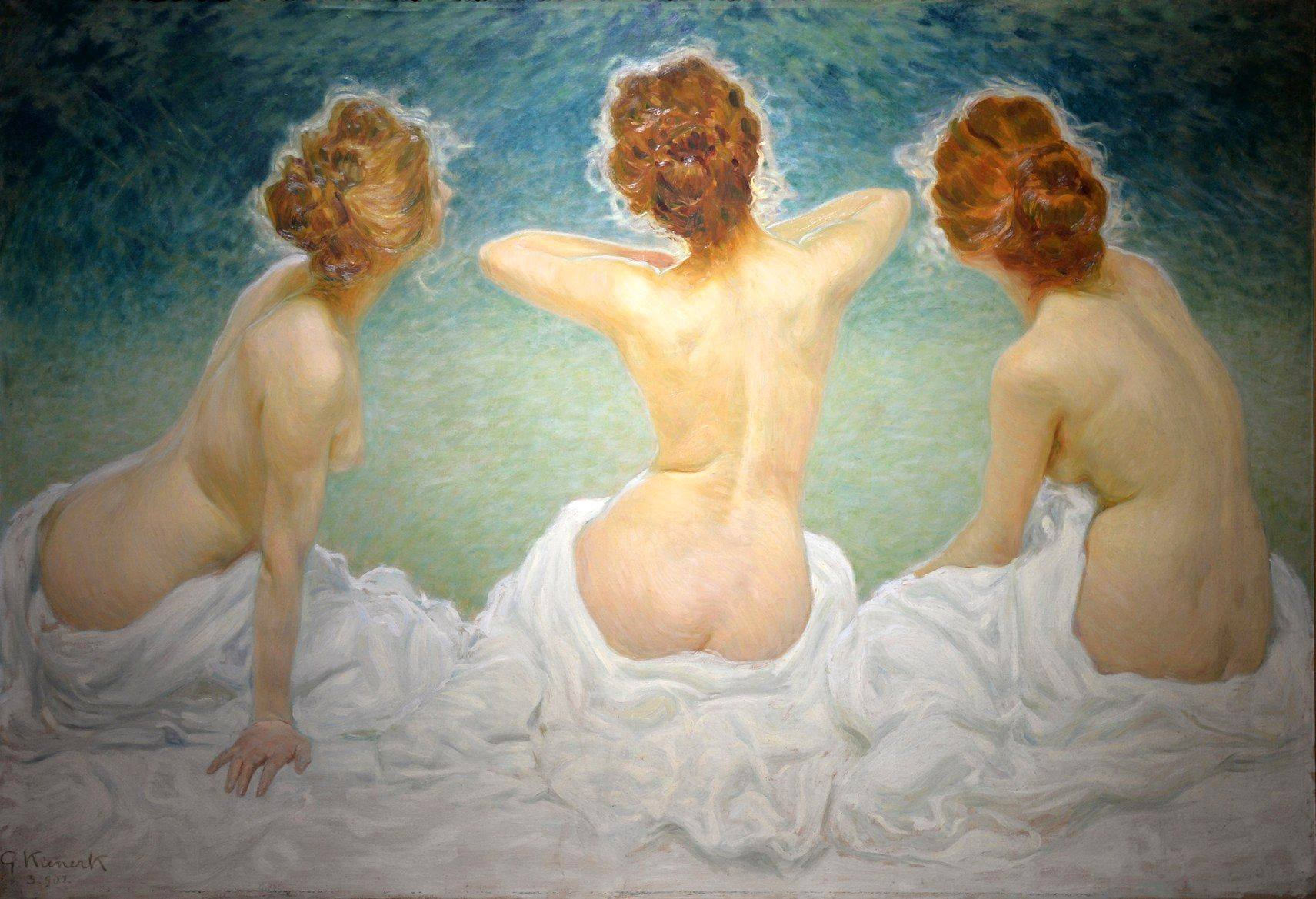
Giorgio Kienerk, Jugend.
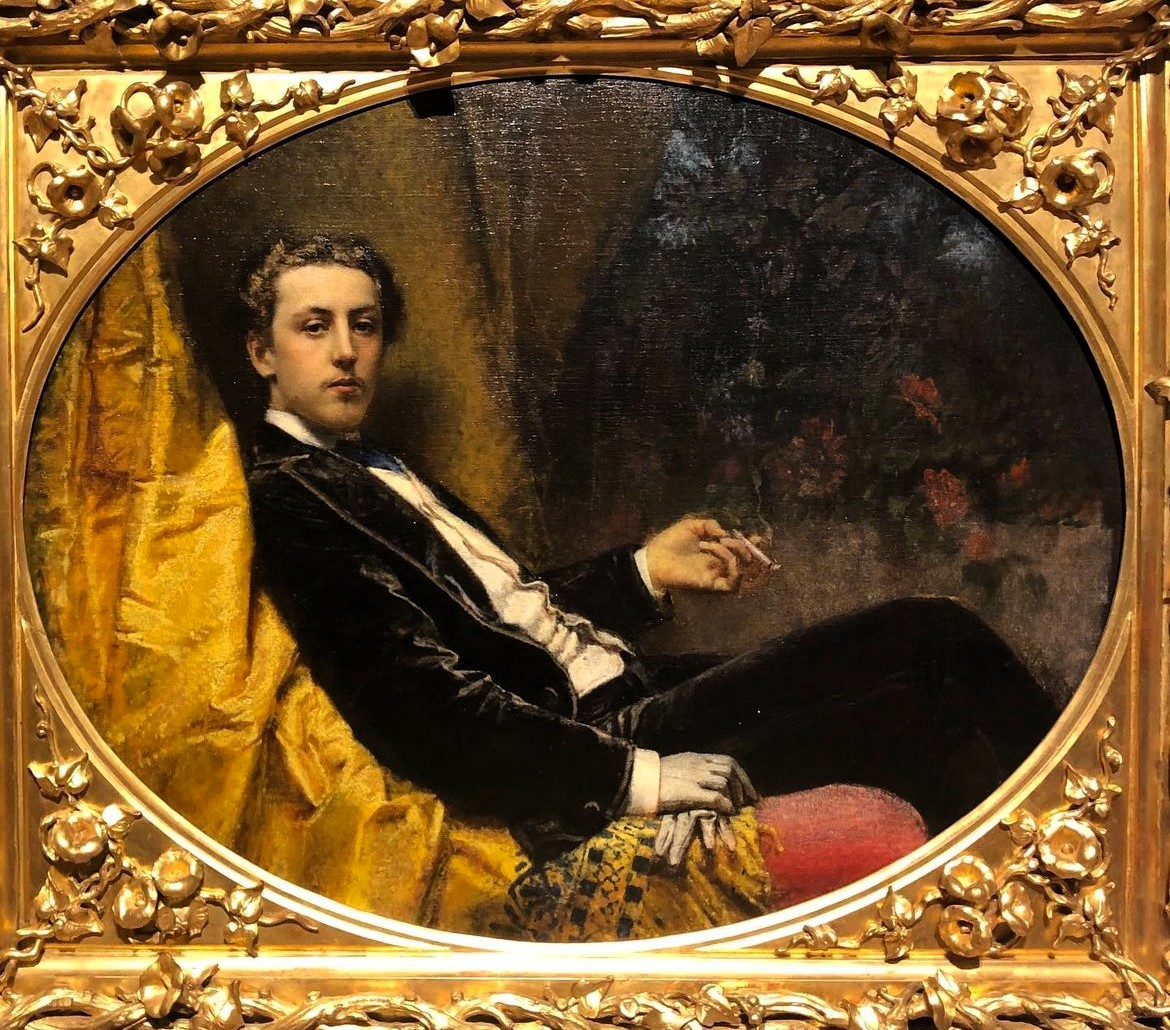
Tranquillo Cremona, Porträt von Nicola Massa.

## Abteilung für moderne Skulpturen und Gipsothek
Die um 2010 neu gestaltete Abteilung zeigt über 200 Skulpturen aus dem 19. und 20. Jahrhundert, größtenteils aus Gips: Abgüsse antiker Werke, Skizzen und fertigen Arbeiten. Die Abgüsse, die oft in der Schule für Zeichnen, Gravieren und Malen (von 1838 bis 1934) angefertigt wurden, dienten dem Studium der klassischen Bildhauerkunst: Sie reichen von der Laokoon-Gruppe bis zum Torso vom Belvedere, vom tanzenden Faun aus Pompeii bis zur Venus Medici. Darüber hinaus werden auch Arbeiten aus Terrakotta, Bronze und Marmor, ausgestellt, unter denen Arbeiten von Medardo Rosso und Ernesto Bazzaro hervorzuheben wären. Zu den herausragenden Werken zählt der Gipsabdruck des Frieses Der Triumphzug Alexander des Großen in Babylon von Bertel Thorvaldsen.

## Museum des Risorgimento
Das Museum des Risorgimento wurde 1885 von der Gemeinde gegründet, zunächst dank zahlreicher Vermächtnisse von Bürgern, die dem neugegründeten Museum Dokumente, Bücher, Fotografien, Waffen und andere Gegenstände hinterließen. Der Rundgang ist in drei Säle unterteilt: Der erste Saal deckt die Jahre unter der Kaiserin Maria Theresia bis zum Königreich Lombardo-Venetien ab. Besondere Aufmerksamkeit wird dem sozialen, wirtschaftlichen und kulturellen Leben von Pavia, und der Lebendigkeit der Universität gewidmet, unter anderem auch durch die Sammlung von Materialien aus früherer Zeit, wie beispielsweise ein Siegel der Gemeinde Pavia aus dem 16. Jahrhundert. Der zweite Saal ist ganz Benedetto Cairoli und seiner Familie gewidmet, während im dritten Saal österreichische, französische und piemontesische Waffen und Uniformen aus der Zeit des Risorgimento ausgestellt sind.

## Museum Luigi Robecchi Bricchetti
Luigi Robecchi Bricchetti (1855–1926), Geograf und Entdecker aus Pavia, dem man einen wichtigen Beitrag zur Erforschung Somalias verdankt, hat seinem Geburtsort eine Sammlung von Materialien aus seinen Reisen in Afrika (insbesondere Ägypten, Äthiopien und Somalia) geschenkt: Reisetagebücher, Bücher, Handschriften, fotografische Platten, Schmuck, Kleidung, Schuhe, Waffen und Stoffe. Das Kolonialmuseum, wie es zum Zeitpunkt der Gründung genannt wurde, wurde später um weitere, weniger umfangreiche Kerne erweitert: von Giovanni Boretti stammen 34 Gegenstände aus Eritrea, die er als Offizier im Jahr 1887 gesammelt hatte; von Enrico Petrella weitere 29 somalische Objekte, die von dem jungen Piloten nach Hause gebracht wurden (er starb 1921 in Mogadischu im Alter von 25 Jahren).

## Numismatische Sammlung Camillo Brambilla
Die numismatische Sammlung von Camillo Brambilla (1809–1892), zählt etwa 50.000 Münzen, von antiken Prägungen aus den griechischen Städten des 5. Jahrhunderts v. Chr. bis zu zeitgenössischen des 19. Jahrhunderts. Besonders umfangreich ist die Sammlung von mittelalterlichen Münzen der Münze von Pavia aus dem 7. bis zum 15. Jahrhundert. Die Sammlung wurde später durch weitere Spenden erweitert, wie 42 zwischen 421 und 476 geprägte Solidi aus Zeccone.